# Madagascar
Pour les articles homonymes, voir Madagascar (homonymie).
(mg) Repoblikan'i Madagasikara 
(fr) République de Madagascar 
Madagascar (en malgache : Madagasikara), en forme longue république de Madagascar (en malgache : Repoblikan'i Madagasikara), est un État insulaire situé dans l'océan Indien et géographiquement rattaché au continent africain, dont il est séparé par le canal du Mozambique. Longue de 1 580 km et large de 580 km, Madagascar couvre une superficie de 587 000 km2 qui la classe quatrième île du monde, après le Groenland, la Nouvelle-Guinée et Bornéo. Sa capitale est Antananarivo et le pays a pour monnaie l'ariary. Ses habitants, les Malgaches, sont un peuple associant un mélange de populations d'origines austronésiennes et est-africaines, mais parlant une langue malayo-polynésienne : le malgache. Le pays est entouré par d'autres îles et archipels : les Comores (dont Mayotte), les Mascareignes (dont La Réunion et Maurice), les îles Éparses et les Seychelles. Une revendication sur les îlots des éparses, autrefois rattaché au protectorat français de Madagascar, a été émise  par Madagascar en 1973[réf. à confirmer].
Durant la majeure partie du XIXe siècle, l'île est administrée par le royaume de Madagascar, cette administration s'exerce dans le cadre du protectorat français de Madagascar après 1883, à la suite de la première expédition de Madagascar. Considérant que le protectorat est peu appliqué par le gouvernement malgache, la France organise une deuxième expédition militaire à partir de 1895. Les établissements français de Diego-Suarez, de Nosy Be et de l'Île Sainte-Marie sont rattachés au protectorat le 28 janvier 1896. Les troubles consécutifs à l'intervention militaire française conduiront, en 1897, à la fin de l'autonomie malgache, à l'annexion de l'île par la France et à la réunion de l'ancien protectorat et d'autres territoires français au sein de la colonie de Madagascar et dépendances.
Le premier gouvernement autonome malgache renaît le 14 octobre 1958 lorsque la république de Madagascar est proclamée sur le territoire de l'ancien protectorat (territoire de l'ancien royaume mérina et des anciens établissements français de Diego-Suarez, de Nosy Be et de l'île Sainte-Marie) tout en restant membre de la Communauté française. En 1960, comme d’autres pays africains francophones, la République malgache accède à l'indépendance, ce qui fait du pays l'un des premiers à devenir souverain dans cette zone de l'océan Indien.
Le pays est divisé en six anciennes provinces (faritany) historiques, de même nom que celui de leurs capitales : Antananarivo (ou Tananarive), Antsiranana (ou Diego-Suarez), Fianarantsoa, Majunga (ou Mahajanga), Tamatave (ou Toamasina) et Toliara (ou Tuléar).
Durant vingt siècles, Madagascar a été façonnée par des peuples venant d'horizons divers (Afrique, Sud-Est asiatique (Indonésie), Proche-Orient, Europe, etc.) pour créer la société pluriculturelle malgache actuelle. Ce pays de plus de 30 millions d’habitants est très diversifié sur le plan culturel et compte 18 ethnies distinctes (foko = « groupe », « tribu », « caste »), ou nations autochtones, parlant chacune un dialecte malgache, ainsi que trois minorités arrivées au cours des trois derniers siècles, les Karanes, les Sinoas et les Vazahas.
Madagascar appartient au groupe des pays les moins avancés selon l'ONU. En effet, Madagascar fait face à une croissance insuffisante et une pauvreté persistante, en grande partie à cause de faiblesses de la gouvernance.

## Géographie

### Toponymie
L'île de Madagascar est nommée de bien des façons au cours des siècles par les différents peuples qui l'ont visitée : on lit chez les navigateurs les noms de Ménouthias (dans la Géographie de Ptolémée, mais il n'est pas sûr qu'il désigne bien cette île), Phébol, Qanbalû (par les Arabes), Bukini (en swahili), Wakwak (pour certains peuples malgaches), Cerné, Malichu ou Madeigester, sans qu'il soit toujours certain que tous ces témoignages se rapportent bien à la même île.
Le nom arabe de Madagascar est « Ķ(u)mr’ » (homonyme d'une montagne africaine, peut-être le Kilimandjaro et non de la lune - qamar - comme souvent affirmé), qui a peut-être désigné toutes les îles situées sous le nuage de Magellan avant d'être finalement réservé aux îles Comores (« Jouzour al qomr »). Quant aux Portugais, ils la baptisent brièvement São Lourenço, découverte par Diogo Dias, le 10 août 1500, jour de la Saint Laurent,.
Le terme « Madagascar » est d'origine européenne et semble être une translittération de l'arabe بالإيطالية soit malay-jazayra, « île malaise » (les Arabes ayant remarqué la parenté linguistique entre Malgaches et Malais, avec qui ils commerçaient). Ce mot a d'ailleurs également eu des traductions latines en malai insula, abrégé en malains[h]u puis Malichu, forme que l'on retrouve sur certaines cartes de la Renaissance.
Pour d'autres, le nom de « Madagascar » serait issu d'une faute de scribe écrivant le nom persan de l'île Madagasbar, puisque Madgâshî-bar signifierait dans cette langue le « pays des malgaches ».
Certaines sources suggèrent que ce serait également l'étymologie de Ķ(u)mr’, qui pourrait être apparenté à khmer (même si Khmers et Malais sont des peuples bien distincts).

### Situation, délimitation
Situé dans la partie sud-ouest de l’océan Indien, au sud de l’équateur et traversé par le tropique du Capricorne, Madagascar est la quatrième plus grande île du monde en superficie (591 896 km2) après le Groenland, la Nouvelle-Guinée et Bornéo. Elle fait partie de l'Afrique, le canal du Mozambique, d'une largeur d'environ 400 km, la séparant de l'Afrique de l'Est continentale.
La Grande Île, parfois appelée « l’île Rouge » en référence à la latérite qui colore ses plateaux, s’étire sur 1 580 km du nord au sud, pour 500 km d'est en ouest avec un maximum à 575 km, et comporte 4 828 km de côtes. Elle est entourée de l'archipel des Comores (300 km au nord-ouest), des Seychelles (1 000 km au nord), de La Réunion (800 km à l’est), de l'île Maurice (868 km à l’est), du Mozambique (400 km à l'ouest) et est ceinturé par les Îles Éparses de l'océan Indien (Tromelin, Glorieuses, Juan de Nova, Bassas da India et Europa).

### Relief
Le relief divise le pays en trois bandes : à l'est, une étroite bande de falaises s’aplanit brusquement en une mince plaine côtière bordée par l’océan Indien ; des hauts plateaux au centre, enfin à l'ouest, une zone plus large et plus étalée, occupée par des plaines alluvionnaires à faible déclivité jusqu’au canal du Mozambique.
Les hauts plateaux centraux dans le sens nord-sud ont une altitude oscillant entre 800 et 1 500 m et couvrent 60 % de l'île ; ils s'élèvent brusquement lorsqu'on approche le pays par la côte est et descendent beaucoup plus doucement vers les vastes plaines de l'Ouest. Les hauts plateaux comptent trois principaux massifs : au nord, le Tsaratanana, qui possède le plus haut sommet de l'île (un pic volcanique de 2 876 m d'altitude, le Maromokotro), au centre le massif volcanique de l'Ankaratra avec 2 642 m d'altitude au Tsiafajavona et au sud l'Andringitra, qui culmine au pic Boby à 2 658 m.

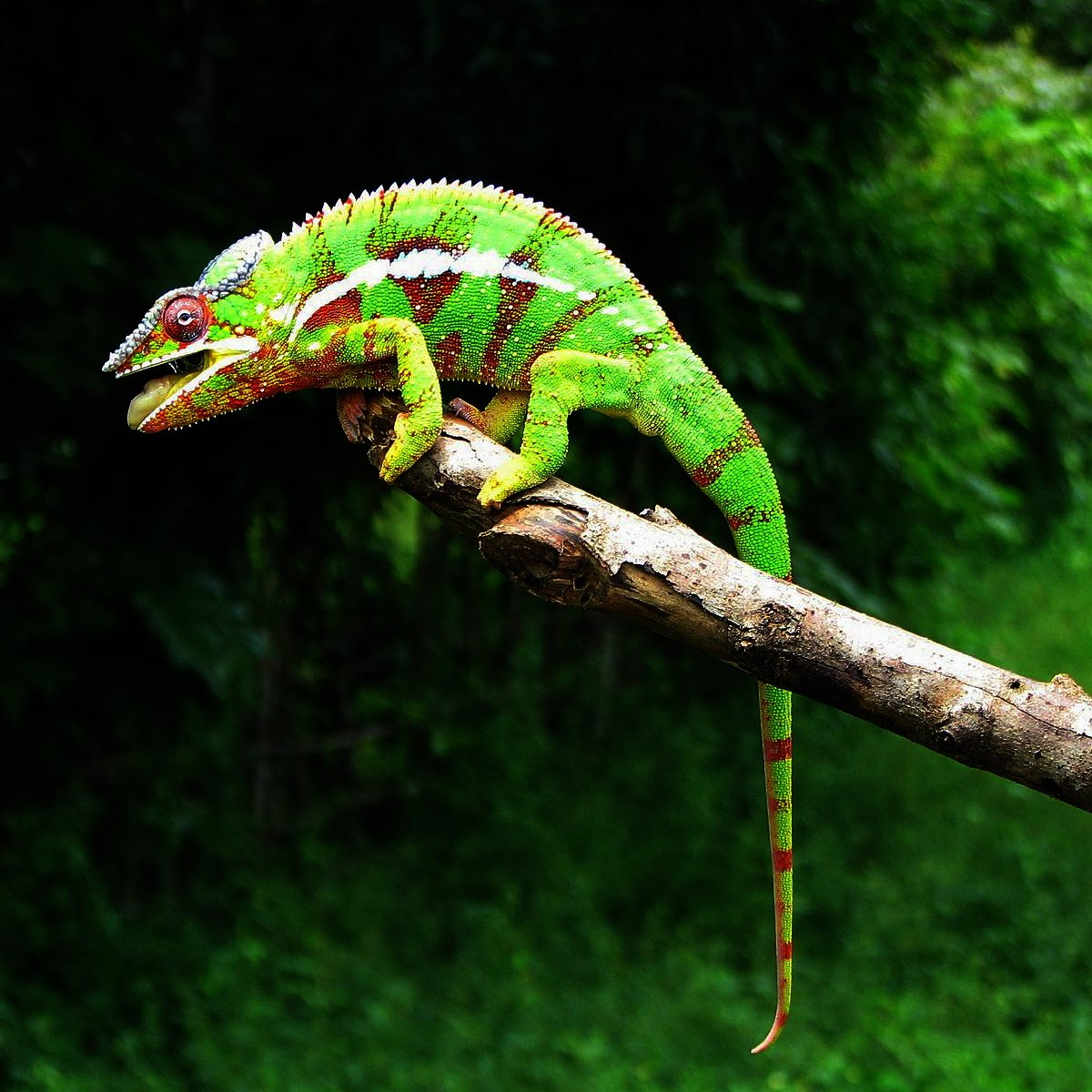
Un caméléon panthère dans le Parc national de la Montagne d'Ambre.

Outre ces ensembles montagneux majeurs, on distingue aussi au nord, à une trentaine de kilomètres au nord-ouest du Maromokotro, dans la région Diana, la chaîne Tsiafapandroaka, dont l'altitude moyenne est de 508 m. Toujours dans la même région, on trouve la chaîne de l'Andrafiamena, qui culmine à une altitude de 760 m. Elle fait partie de l'aire protégée Andrafiamena-Andavakoera. Au sud-ouest, répartie sur les régions Menabe et Atsimo-Andrefana, se situe la chaîne de Makay, d'une longueur de 120 km sur 50 km de large et culminant à environ 750 m d'altitude. Très sauvage, sillonné de nombreux canyons, cet ensemble montagneux est encore peu connu du grand tourisme. Plus au sud, dans la région d'Ihorombe, se dresse le massif de l'Isalo, très original par son relief ruiniforme et ses canyons, et qui, pour ces raisons, a fait l'objet d'un parc national. Son altitude atteint 1 304 m au Mitsinjoroy. Au sud et sud-est, en se dirigeant vers la côte orientale, on rencontre les monts de l'Ivakoany, qui s'élèvent à 1 644 m. De là partent vers le nord les monts Kalambatritra (1 842 m) qui séparent la vallée de l'Onilahy (qui coule vers le canal du Mozambique) de celle de l'Ionaivo (qui coule vers le nord pour se jeter dans la Mananara).
La côte orientale est bordée de lagons abrités par une barrière de corail. La côte nord-ouest (sur le canal du Mozambique) comporte de nombreuses îles dont celles de Nosy Be et Nosy Mitsio.

### Hydrographie

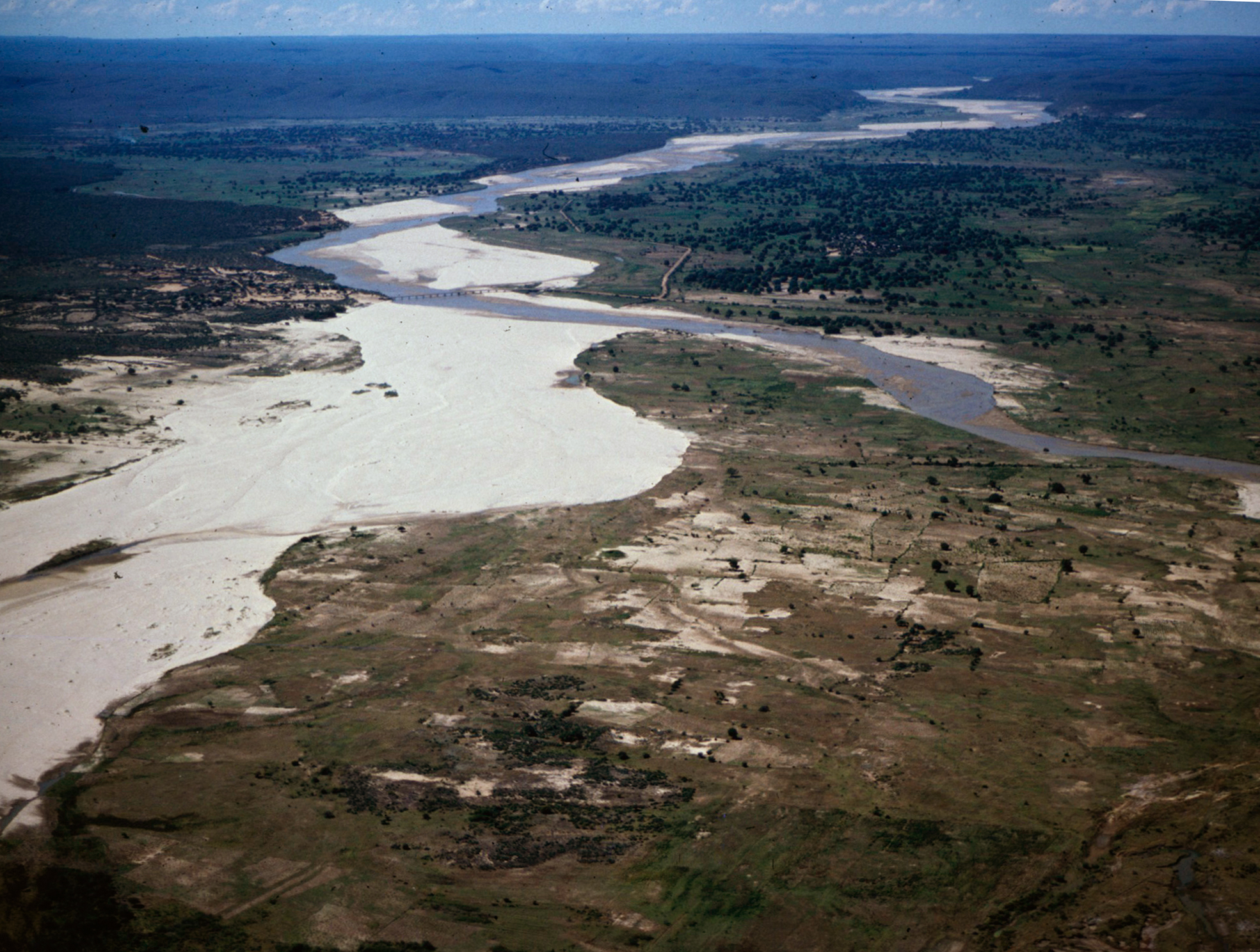
Le fleuve Fiherenana, sur le versant ouest.

L'hydrographie de Madagascar est caractérisée par une distribution asymétrique de ses cours d'eau, influencée par la topographie et les précipitations. À l'est de l'île, les cours d'eau sont abondants et longs, coulant à travers des régions forestières et montrant une forte pente, alimentés par les précipitations régulières. Ces cours d'eau, tels que le fleuve Mananjary, maintiennent un débit constant tout au long de l'année, bien que leur eau puisse prendre une teinte brunâtre due à l'érosion accrue des terres forestières. En revanche, les fleuves de l'ouest, prenant source sur les hautes terres, sont généralement plus longs mais moins abrupts, avec des variations saisonnières marquées de débit, influencées par les saisons de pluie et de sécheresse. Ces cours d'eau, comme le Mangoky, présentent des crues impressionnantes pendant la saison des pluies, teintées en rouge par l'érosion des sols occidentaux. Les plaines de l'ouest peuvent être sujettes à des inondations dévastatrices après le passage de cyclones, affectant les habitants et leurs cultures,.

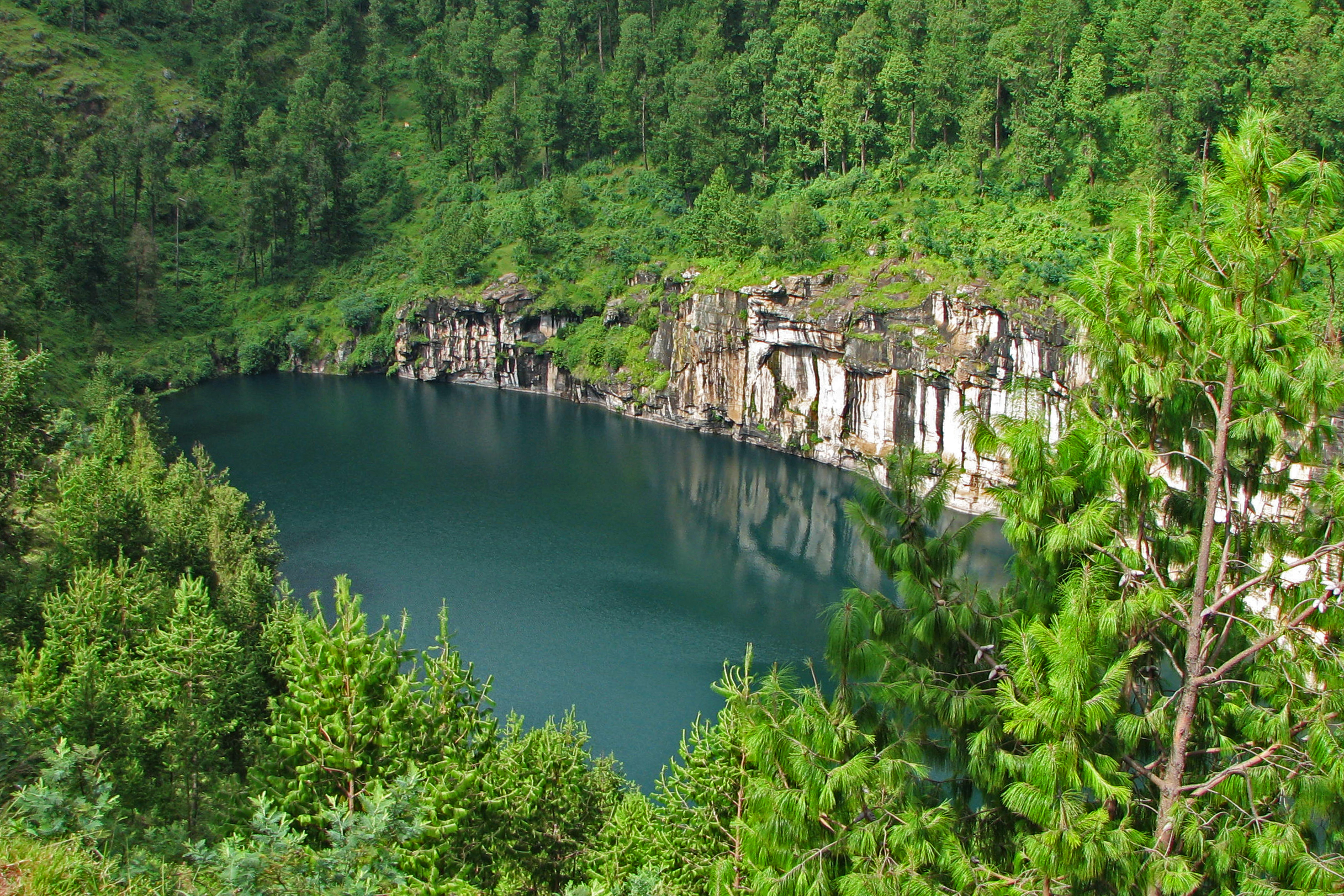
Le lac Tritriva, d'origine volcanique

Les étendues d'eau de Madagascar, couvrant environ 0,94 % de la superficie totale, forment un ensemble diversifié, entre autres:
- des lacs naturels tels que le lac Alaotra (le plus grand du pays), le lac Kinkony, le lac de cratère d'Itasy et le lac salé de Tsimanampetsotsa;
- des lacs de barrage, utilisés pour l'irrigation ou pour la production d'électricité, tels que le lac Mantasoa et le lac Tsiazompaniry.

### Île éparses
En 1896, l'empire colonial français déclare que « Madagascar et les îles qui en dépendent » deviennent colonie française. Les îles Éparses de l'océan Indien deviennent alors un territoire administré depuis le protectorat de Madagascar. Mais, à la veille de l'indépendance de Madagascar (26 juin 1960), l'État français promulgue un décret détachant « nommément le récif de Tromelin, l'archipel des Glorieuses et les îlots Juan de Nova, Europa et Bassas da India du territoire de la République autonome de Madagascar » (qui fut créé le 14 octobre 1958) pour les placer sous l'autorité directe du ministre responsable de la France d'outre-mer.

Au moment de l’indépendance de Madagascar en 1960, l’intérêt géopolitique des îles Éparses de l'océan Indien est central, ces îles étant situées sur une importante route maritime permettant de relier l’Asie et le Moyen-Orient à l’Europe et l’Amérique, comportant une importante zone économique exclusive (ZEE) et pouvant servir de site d’essai nucléaire. C’est dans ce contexte que le général de Gaulle réaffirme l’importance de l’absence de prétentions de souveraineté de Madagascar sur ces îles : 

« Je mets en garde le Quai d'Orsay pour n’importe quelle emprise de Madagascar sur les îles et îlots français avoisinants. Cela ne se justifie d’aucune manière et risque d’entraîner des inconvénients. Les îles et îlots peuvent revêtir pour nous une importance réelle, notamment en ce qui concerne nos expériences atomiques. Je n’approuve donc pas qu’on introduise Madagascar en quoi que ce soit qui se passe dans ces îles, notamment en ce qui concerne la météo,. »

### Géologie

Carte des terres émergées au Trias, montrant deux supercontinents, la Laurasie et le Gondwana.

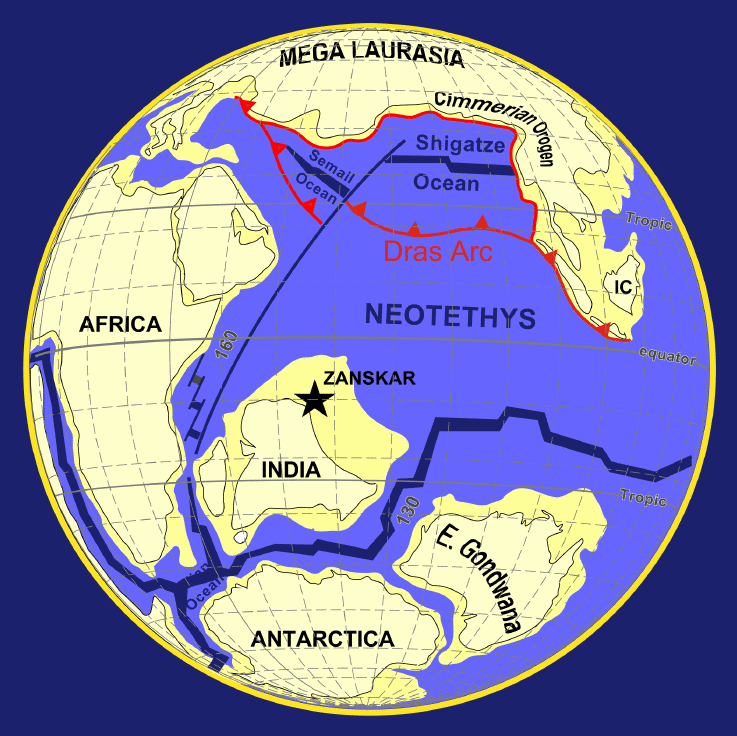
Mouvements continentaux dans le cadre de la tectonique des plaques.

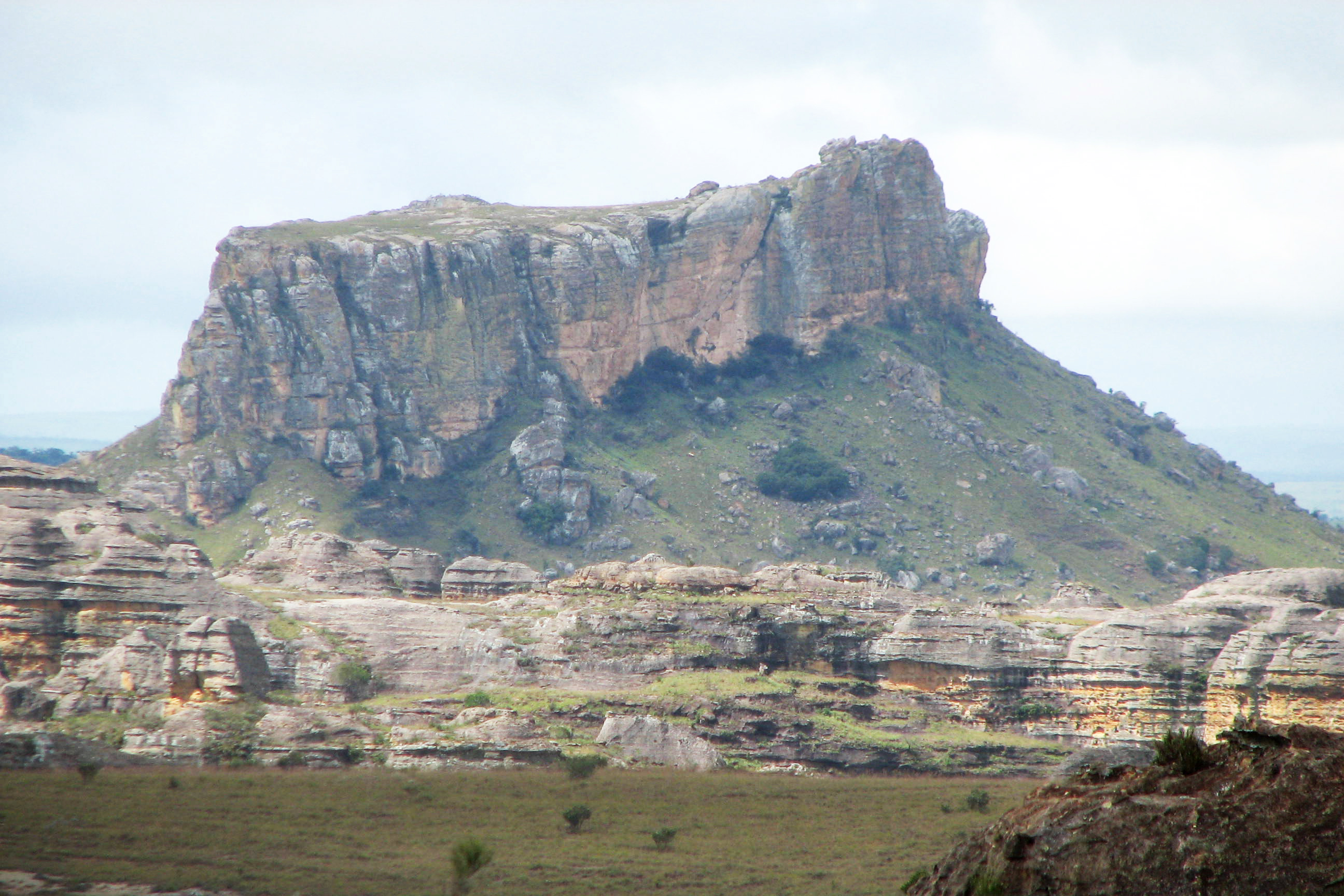
Parc national de l'Isalo.

La tectonique des plaques montre qu'au Permo-Trias (250-200 Ma), Madagascar, l’Inde, l’Afrique, l’Australie, l’Antarctique et l’Amérique du Sud étaient réunis en un supercontinent appelé Gondwana, qui commençait à se démanteler. Il y a 250 millions d’années, le Gondwana se disloque pour former les cinq continents : à une première phase de formation de rift qui débute au Permo-Trias, succède une phase d’ouverture océanique du Jurassique moyen au Crétacé supérieur (180-70 Ma) : ceci donne naissance aux bassins de Somalie au nord et du Mozambique au sud, reliés par la ride de Davie. La plaque indo-malgache est alors entraînée vers le sud. L’extension de la dorsale centrale indienne, il y a 150 Ma, sépare l’Inde de Madagascar avec un épisode de compression le long de la ride de Davie alors exhumée. Au cours de cette ouverture océanique se forme un épaulement de rift (à l'origine des actuels Ghats occidentaux, chaîne de montagnes de l'Ouest indien). L'Inde opère ensuite une remontée du sud au nord vers l'Asie, il y a entre 150 et 50 millions d'années, à une vitesse estimée à environ 15 cm par an : ce processus aboutit à une collision avec la plaque eurasiatique (au niveau de l'ancien Tibet), provoquant la surrection de l'Himalaya et l'expulsion du bloc indochinois vers le sud-est.
L'amincissement lithosphérique et la remontée asthénosphérique à la hauteur de Madagascar suggèrent que l'île est soumise à une extension Est-Ouest depuis le Miocène, contemporaine et de direction parallèle à l’ouverture du rift Est-Africain. Ainsi, le rifting afromalgache qui se développe actuellement témoigne de la reprise, depuis le Néogène, du démantèlement du Gondwana.
Cette origine permet d’expliquer l’existence d’une faune et d’une flore communes à Madagascar et au sud des continents africain, asiatique et américain, ainsi que des profils géologiques très proches.
Néanmoins, l'isolement de Madagascar au cours des temps géologiques a fait évoluer la faune et la flore de façon unique. On trouve donc sur la Grande Île des espèces particulières qui n'existent nulle part ailleurs (endémiques), dont les lémuriens sont un exemple célèbre (bien qu'on puisse en trouver sur l'archipel des Comores). D'un point de vue géologique, on retrouve dans la structure de la Grande Île toutes les périodes de l’histoire de la planète.
Le point culminant de Madagascar est le Maromokotro dans le massif du Tsaratanana dans le massif volcanique nord, qui culmine à 2 876 m d’altitude.
Du fait de son relief, Madagascar réunit une véritable mosaïque de paysages. L’île est faite de contrastes entre le bush du grand Sud, les forêts humides de l’est, les hauts plateaux granitiques du centre, parfois surmontés de massifs volcaniques et les savanes des collines sédimentaires de l’ouest.
L'île de Madagascar bien que faisant partie de l'Afrique, est parfois surnommée « le huitième continent ».

### Climat
Madagascar est découpé en cinq zones climatiques :
- au nord et nord-ouest, la région reçoit des pluies annuelles abondantes pendant la mousson, période qui dure de décembre à avril. Le climat est de type tropical et les températures varient de 15 à 37 °C ;
- sur la côte est, du nord-est au sud-est, règne un climat tropical humide et la côte rectiligne est exposée annuellement aux alizés et aux cyclones tropicaux dévastateurs, entre les mois de janvier et mars ;
- la grande région de l’ouest de Madagascar est moins pluvieuse que la précédente et se caractérise par un climat tropical de savane. Les températures y varient de 6 à 37 °C ;
- au centre de l’île, les Hautes Terres se trouvent à une altitude qui varie de 1 200 à 1 500 m. Le climat peut être assimilé à un climat de type subtropical à pluies estivales dominantes, avec des températures annuelles moyennes de l’ordre de 20 °C ;
- l’extrême sud de la Grande Île est très sec et les pluies sont rares. L’amplitude thermique est très élevée allant de −6 à 40 °C. Le climat est de type subdésertique.

L’île subit l’influence des alizés et de la mousson. Il existe deux saisons : la saison des pluies (saison chaude), de novembre à avril, et la saison sèche (saison fraîche), de mai à octobre.
Dans le passé, d'importantes variations climatiques et environnementales (« hypervariations ») semblent avoir touché certaines parties de la grande île, qui pourraient expliquer le « nanisme » de certaines espèces de lémuriens (microcèbes).
Madagascar est particulièrement exposée au changement climatique. L'île a en effet été classée septième pays le plus affecté par le changement climatique en 2017 par le Global Climate Risk Index. Dans une étude publiée par le WWF en mars 2019, l’ONG écrivait que « les résultats des projections des scientifiques sur la Grande Ile sont alarmants. Même si nous limitons l’augmentation de la température de la Terre à 2 °C — objectif des pays signataires de l’accord de Paris —, la situation climatique sera insoutenable pour 25 % des espèces de Madagascar. Ce qui provoquera leur extinction dans les années 2080 ».
Fin janvier 2022, la tempête Ana provoque la mort de 48 personnes et le déplacement de 72 000 Malgaches ayant perdu leur maison.

### Milieu naturel

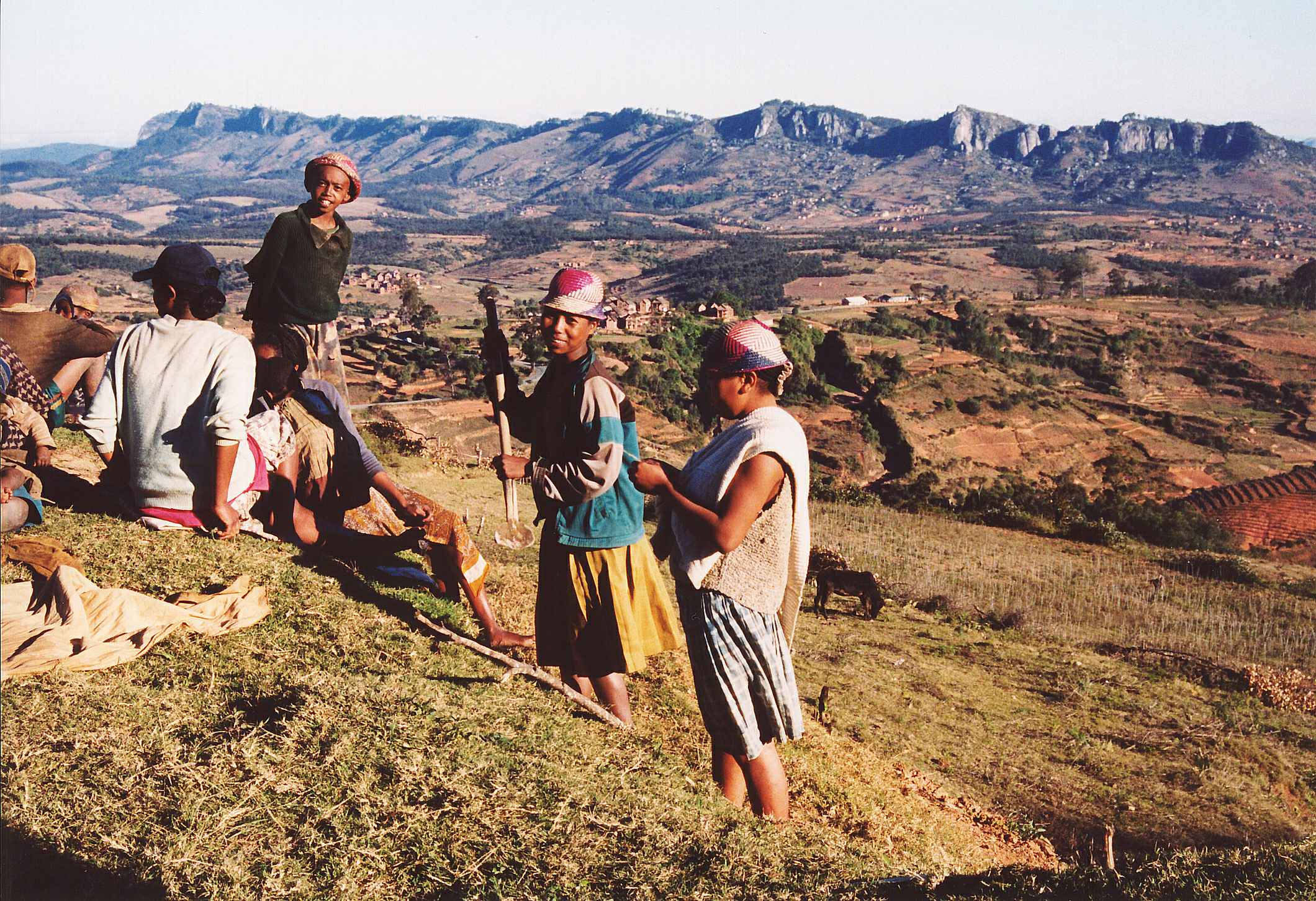
La déforestation et la dégradation environnementale causent l'érosion des sols, elle-même facteur de disettes.

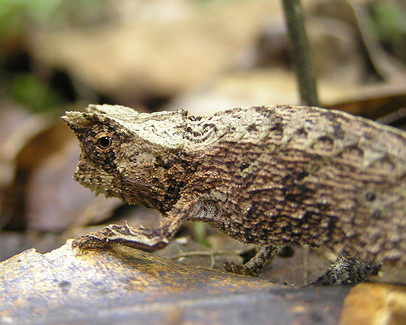
Madagascar abrite une des faunes endémiques les plus riches au monde, en voie rapide de régression.

Très étirée entre l'équateur et le tropique du Capricorne, l’originalité de Madagascar réside dans son extrême diversité : la variété du relief et du climat a favorisé la biodiversité d’une flore et d’une faune caractérisées par un important taux d’endémisme, bien que l'île n’abrite plus qu’une partie de sa forêt primaire.
Récifs de corail, plages de sable fin, arbres du voyageur (ravinala), allées de baobabs, jungle aquatique, savanes. La côte nord-ouest est protégée par une barrière corallienne comme un atoll. Le littoral oriental est une chaîne de falaises couronnées d'arbres géants. À l'intérieur, au nord, des cuvettes fertiles ; au sud, une brousse d'épineux ; au centre, des montagnes.

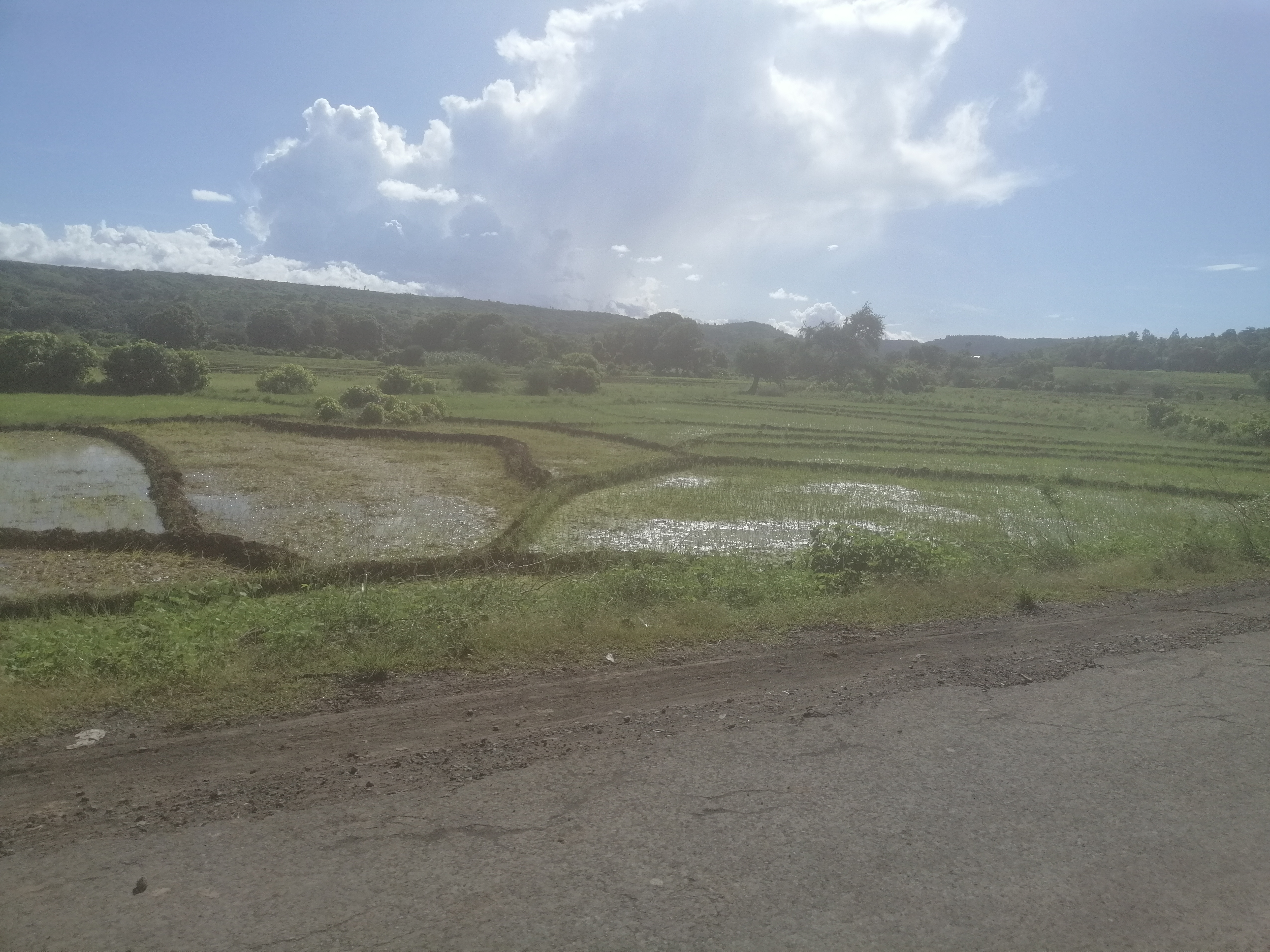
Rizière Nosimbary à Mahavanona (Province d'Antsiranana)

En 2003, le Président Marc Ravalomanana a annoncé qu’il triplerait la superficie des aires protégées de l’île pour atteindre six millions d’hectares. En décembre 2005, le pays a créé un million d’hectares d’aires protégées nouvelles. En 2007, plus d’un million d’hectares supplémentaires (soit un total de 3,7 millions d’hectares) incluant :
- le corridor biologique / corridor forestier « Fandriana-Vondrozo » ;
- le complexe de lacs, rivières et forêts des zones humides de Mahavavy-Kinkony (côte nord-ouest) dans le District de Mitsinjo (Sud-est) et incluant le second lac le plus grand du pays, à environ 80 km de Mahajanga. Bien qu'abritant l’industrie sucrière Sirama, ce complexe reste d'une extrême richesse en biodiversité et associe la rivière de Mahavavy, le lac Kinkony, la forêt de Tsiombikibo, la baie de Boeny Aranta et les mangroves littorales. Sur 30 espèces de poissons, cinq sont endémiques ; sur 18 espèces de reptiles, 12 sont endémiques ; sur 133 espèces d’oiseaux, 57 sont terrestres dont 45 endémiques et 76 sont aquatiques dont 23 sont endémiques ; quatre lémuriens, un rongeur et un carnivore bénéficient aussi de protection ;
- la forêt sèche centrale du Menabe (sud-ouest de l'île).

### Faune, flore et biodiversité

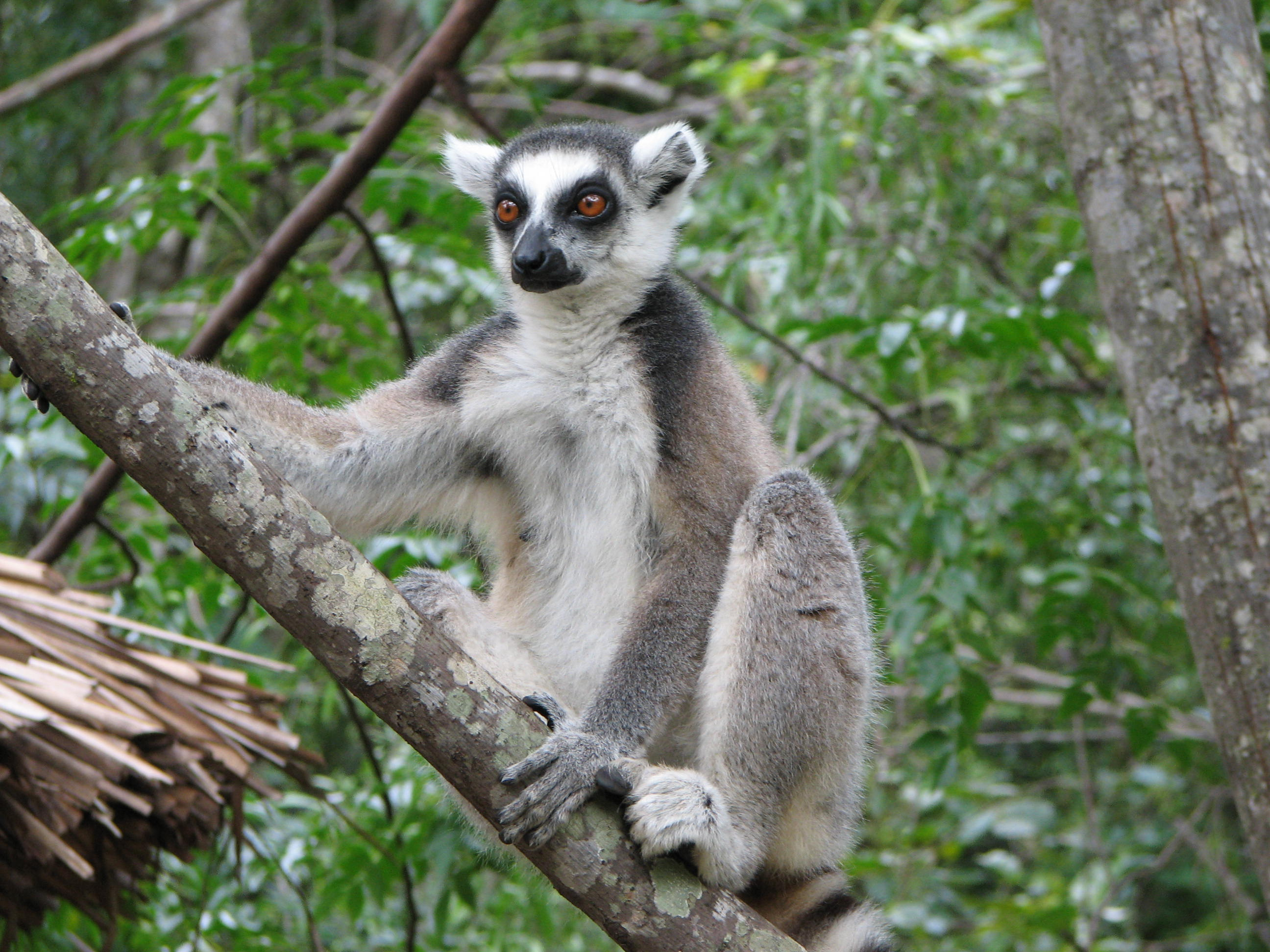
Lémur catta, parc national de l'Isalo.

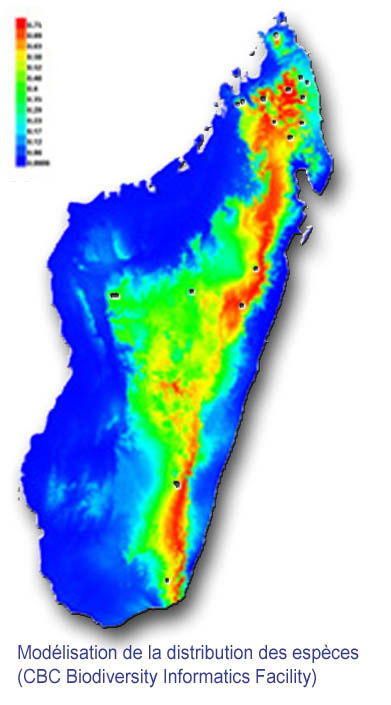
Carte (modélisation) de la répartition de la biodiversité sur l'île.

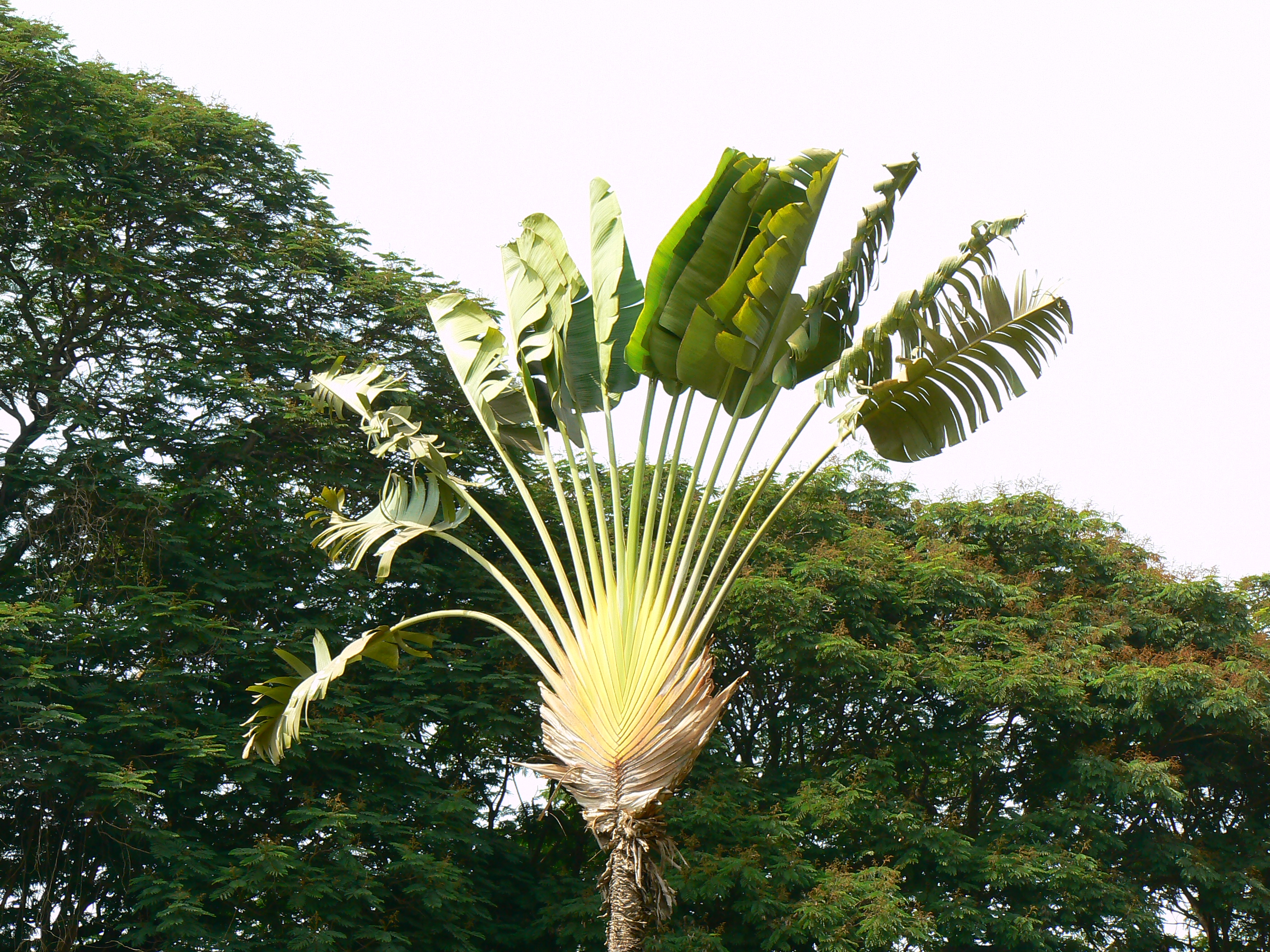
Le Ravinala, endémique de Madagascar.

Madagascar est isolée de l'Afrique continentale et de l'Asie depuis plus de 80 millions d'années et a développé une flore et une faune distinctives, avec plus de 90 % de ses espèces endémiques à la nation insulaire. La biodiversité de l'île est fortement menacée.
L'isolement biogéographique de Madagascar, la variété des climats et des reliefs ont favorisé le développement d'une faune et d'une flore uniques au monde, en partie endémiques (dont l’Hapalémur gris du lac Alaotra (Hapalemur alaotrensis), unique primate au monde à vivre dans des roseaux). On découvre encore de nouvelles espèces dans le pays ; en 11 ans, au début du XXIe siècle, ce sont ainsi 41 mammifères, 61 reptiles, 69 amphibiens, 17 poissons, 42 invertébrés et 385 plantes qui ont été découvertes sur l’île, soit plus de 600 nouvelles espèces animales et végétales au total. Parmi elles figurent le plus petit primate du monde, un lémurien de dix centimètre (Microcebus berthae) ou encore un caméléon au museau inhabituellement long (Calumma crypticum). Dans les espèces végétales remarquables, on peut citer le Baobab amoureux. Un grand nombre de ces espèces, animales ou végétales, ont été nommées avec l'épithète spécifique madagascariensis ou madagascariense. Un genre d'archées et un genre de serpents ont également été nommés en référence à Madagascar : Madagascarchaea et Madagascarophis.
Cette biodiversité est cependant très fragilisée par le développement de l'agriculture et par la déforestation en partie illégale. Les Malgaches pratiquent de façon intense la culture sur brûlis.
Madagascar a perdu 44 % de sa couverture forestière depuis les années 1950. Entre 50 000 et 100 000 hectares de forêts sont détruits chaque année.
La faune marine est également très riche, bien qu'encore mal connue.
L'avifaune de Madagascar comprend 294 espèces dont 107 endémiques : voir la liste des espèces d'oiseaux de Madagascar. Les amphibiens de Madagascar comportent 247 espèces dont 245 endémiques : voir la liste des amphibiens de Madagascar.
L'île abrite les deux tiers des caméléons présents dans le monde et 50 espèces de lémuriens que l'on ne trouve que sur place ; parmi ces derniers qui représentent 15 % des espèces et sous-espèces de primates connus au monde, 96 % des espèces de lémuriens sont considérées comme étant menacées d’extinction. D’ici à 2070, 95 % de l’habitat des lémuriens pourraient être détruits du fait de la déforestation et du réchauffement climatique.

## Histoire

### Origines de la population malgache actuelle
Les découvertes archéologiques permettent d'envisager une première présence de l'espèce humaine à Madagascar il y a au moins 10 000 ans,. Ce sont des traces d'actes de boucherie sur un oiseau géant, l’æpyornis, espèce aujourd'hui disparue.
L'origine de la population malgache actuelle est diverse et discutée. Les Malgaches sont tantôt considérés comme majoritairement d'ascendance austronésienne (comme leurs langues) tantôt, compte tenu de la proximité de l'Afrique (400 km des côtes de Madagascar), comme majoritairement Africains. Des origines indiennes, mélanésiennes ou même phéniciennes ont été aussi proposées.
Une grande étude pan-génomique (le projet MAGE, Madagascar Génétique et Ethnolinguistique) a été lancé sur tout le territoire malgache. Cette étude a montré en 2018 que chaque Malgache est le fruit d'un ancien métissage entre des populations de langue austronésienne et de populations de langue bantoue. Les proportions de chromosomes Y des études génétiques récentes sur les Malgaches ont montré que leurs ancêtres étaient africains et asiatiques Trois ethnies malgaches, les Antemoros, les Vézos et les Mikeas, ont environ 70 % d'ascendance africaine et 30 % d'ascendance asiatique. Dans une étude récente menée à l'échelle de l'île, les proportions de chromosomes Y selon l'étude montrer pourcentages de Africain et Asiatique (70,7 contre 20,7 ou 51 % contre 34 %). Cependant, les lignées d'ADNmt, transmises de la mère à l'enfant, sont à l'opposé (42,4 % d'origine africaine contre 50,1 % d'origine est-asiatique),,. Le chromosome Y exclusivement masculin des fréquences paternelles d'Asie de l'Est/Sud-Est telles que l'haplogroupe O-M175 varie de 45 % chez les Antalaotra, 16 % chez les Ampanabaka, 5 % chez les Anteony. En revanche, l'haplogroupe masculin africain tel que E1b1a1 constituait 76 % de la diversité génétique des Ampanabaka, mais seulement 7 % chez les Antalaotra et 12 % chez les Anteony.

Carte des langues apparentées a la famille des langues bantoues

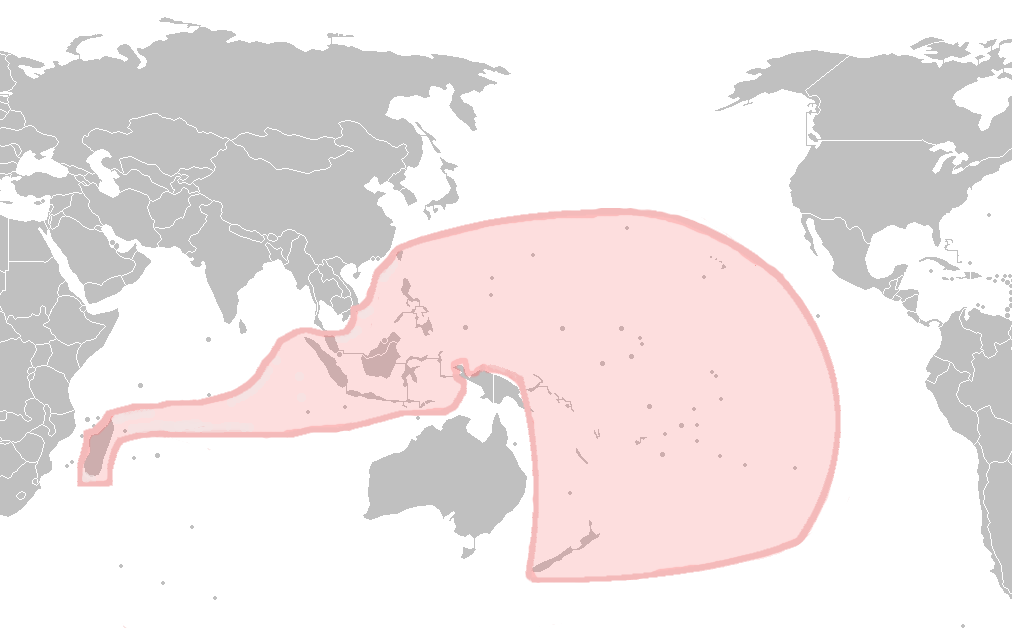
Carte de l'expansion des austronésiens.

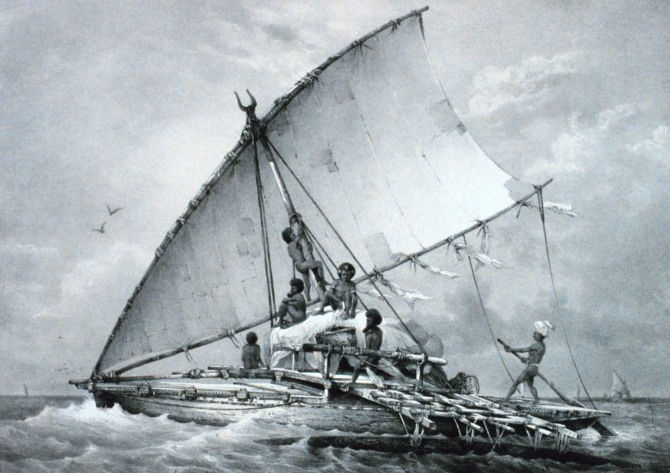
Waka, « canoë à balancier » austronésien qui a donné au malgache le mot vahoaka (le « peuple », du proto-austronésien *va-waka, « ceux des canoës », « peuple de la mer ».

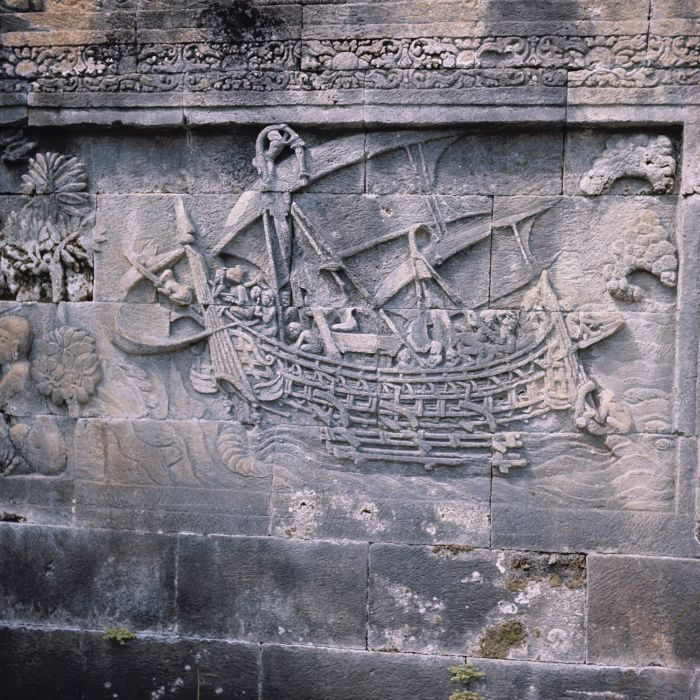
Bas-relief du temple de Borobudur (VIIIe siècle) dans le centre de Java en Indonésie, montrant un bateau à balancier typique de la technologie navale austronésienne.

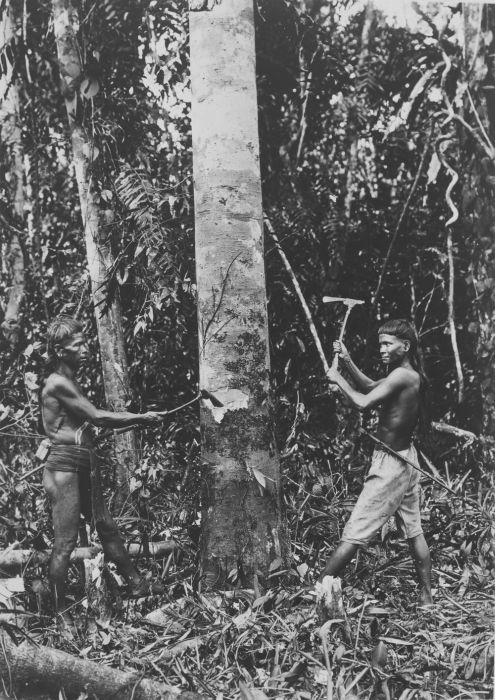
Vaγimba, « ceux de la forêt » en proto-barito du Sud-Est (ancienne langue austronésienne dont la branche moderne dite « barito oriental » regroupe le malgache et des langues parlées par des peuples Dayaks du bord du fleuve Barito à Bornéo (Kalimantan du Sud) : ma'anyan, dusun deyah, dusun malang, dusun witu et paku).

Les nombreuses recherches pluridisciplinaires récentes — archéologiques, linguistiques,, et historiques — confirment ce mélange :
- génétiquement, un vieux « motif polynésien » (ADN mitochondrial/haplogroupe B/sous-groupe B4a1a1a2) (en) commun et unique au monde a été décelé au sein de différentes ethnies malgaches distantes géographiquement et endogames historiquement tels que les Vézos et les Mérinas[57] (cette altération du « motif polynésien » d'origine, commune et propre aux Malgaches, a été baptisé « motif malgache » par les chercheurs en génétique) ;
- linguistiquement, le lexique du malgache est composé de 90 % de vocabulaire austronésien. La langue malgache est une langue issue du proto-austronésien, appartenant à la branche proto-malayo-polynésienne (proto-MP) et à la sous-branche proto-Sud-Est Barito (proto-SEB) qui partage ces mêmes bases anciennes communes avec les langues dayak actuelles du groupe barito de Bornéo du Sud telles que le ma'anyan, dusun deyah, dusun malang, dusun witu et paku actuels[52],[53],[54] ;
- il existe néanmoins de nombreux superstrats bantous swahilis dans la langue proto-austronésienne des Vazimbas, notamment le vocabulaire domestique et agraire (exemples : le bœuf - omby - du swahili ngumbe, l'oignon - tongolo - du swahili kitungu, la marmite malgache - nongo - vient du swahili nungu) ;
- sur le plan morphologique, enfin, l'origine Sud-Est asiatique des Malgaches explique des caractéristiques décelées en 1940 par le professeur Albert Ratsimamanga[58], notamment le pli épicanthal de la paupière supérieur présent chez certains Malgaches ;
- la culture malgache porte des éléments communs aux Austronésiens, des îles du Pacifique à l'Indonésie, et jusqu'à la Nouvelle-Zélande et les Philippines : coutumes anciennes (comme celle d'ensevelir les défunts dans une pirogue au fond de la mer ou d'un lac), agriculture ancienne (la culture du taro - saonjo, de la banane - akondro, de la noix de coco - voanio et de la canne à sucre - fary qui est originaire de Nouvelle-Guinée), l'architecture traditionnelle (maison levu végétale à base carrée sur pilotis), la musique (les instruments comme la conque marine antsiva, le tambour de cérémonie hazolahy, le xylophone atranatrana, la flûte sodina ou encore la cithare valiha) et la danse (notamment la « danse des oiseaux » que l'on retrouve à la fois au centre et dans le Sud)[Note 1].

L'arrivée des populations austronésiennes a suscité de nombreuses études. Des simulations sur ordinateur de la navigation entre l'Indonésie et Madagascar permettent de comprendre les itinéraires possibles qui ont amené à la colonisation de Madagascar par des Austronésiens à partir du début de notre ère. Les Maldives, et dans une moindre mesure les Chagos voisines, étaient une escale probable sur la route de Madagascar, aussi bien depuis Sumatra que depuis le sud de l'Inde et Sri Lanka, où des marins et marchands javanais et malais se rendaient pour le commerce. Quant à la cause de la venue de ces Austronésiens, l’histoire de l'océan Indien du début du premier millénaire de notre ère est encore très mal connue. On peut seulement supposer que l’île de Madagascar joua un rôle important dans le commerce, notamment celui des épices, entre l’Asie du Sud-Est et le Moyen-Orient, directement ou via les côtes africaines. Il se peut notamment que ces vahoaka ntaolo aient en particulier recherché du bois solide pour construire leurs pirogues, tel le lakana ou le vintana (un nom que l'on trouve encore aujourd'hui dans le vinta, homonyme contemporains des Vezo).

#### Les Vazimbas et les Vezos
Au début du peuplement humain, appelé « période paléomalgache », les Ntaolo semblent s'être divisés en deux grands ensembles selon leurs choix de subsistance : les Vazimbas (de *ba/va-yimba-« ceux de la forêt », de *yimba-« forêt » en proto Sud-Est Barito (SEB), aujourd'hui barimba ou orang rimba en malais) qui s'installèrent — comme leur nom l'indique — dans les forêts de l'intérieur, et les Vézos (de *ba/va/be/ve-jau, « ceux de la côte » en proto-Malayo-Javanais, qui a aussi donné veju en bugis, bejau en malais et bajo en javanais) qui restèrent sur la côte Ouest. Le qualificatif Vazimba désignait donc à l'origine les Ntaolo chasseurs et/ou cueilleurs qui décidèrent de s'établir « dans la forêt », notamment dans les forêts des hauts plateaux centraux de la Grande Île et celles de la côte Est et Sud-Est, tandis que les Vezo étaient les Ntaolo pêcheurs qui restèrent sur les côtes de l'Ouest et du Sud (probablement les côtes du premier débarquement).
Le mot vazimba est un qualificatif austronésien désignant les « habitants de la forêt » d'une manière générale (y compris les Austronésiens eux-mêmes qui s'installèrent dans les forêts), il n'est pas exclu que d'autres hominidés vazimba aborigènes, de type homme de Florès par exemple, aient habité dans les forêts de Madagascar des dizaines — voire des centaines — de milliers d'années avant l'arrivée des vazimba austronésiens. Quelques-uns ont peut-être encore existé à l'arrivée des vahoaka ntaolo austronésiens au premier millénaire avant notre ère. Ceci pourrait expliquer le mythe des « petits hommes/nains primaires de la forêt » que les vahoaka ntaolo austronésiens — ancêtres de la majorité des malgaches actuels — auraient rencontrés et assimilés (ou peut-être anéantis) à leur arrivée. Seules l'archéologie et la génétique pourraient apporter des preuves à l'appui de ce mythe. Il n'est pas à exclure non plus que le mythe des « vazimba-petits hommes/nains » ait été emmené par les Austronésiens à partir des îles où ils habitaient auparavant, auquel cas ce mythe pourrait effectivement concerner les hominidés de type « Florès » ou Négrito (orang asli en malais). Ces derniers, de petite taille, ont en effet habité les forêts des îles de la Sonde bien avant l'arrivée sur place des Austronésiens, et y sont considérés comme étant les peuples aborigènes. On sait par exemple que le mythe de l'ogre « Trimo be - mangeur d'enfant » est un conte emmené par les Austronésiens et parle en fait du tigre (de * (t)rimu, « tigre » en proto-MP) qui habite les forêts des îles de la Sonde. Le mythe des « petits nains vazimba » pourrait avoir subi un voyage similaire.

### Immigrations néo-austronésiennes, bantoues, perses et arabes (700-1600)
Dès le milieu du premier millénaire jusqu'à 1600 environ, l'ile accueillit des immigrants moyen-orientaux (Perses shirazi, Arabes omanites, Juifs arabisés), africains (Bantous) et orientaux (Indiens gujaratis, Malais, Javanais, Bugis et Orang Laut), voire européens (Portugais), qui s'intégrèrent et s'acculturèrent à la société Vezo et Vazimba, souvent par alliance matrimoniale.
Les apports culturels, politiques et technologiques seront à l'origine des grands bouleversements du XVIe siècle qui conduiront à l'époque féodale malgache.
Les clans néo-austronésiens (Malais, Javanais, Bugis, Toraja et Orang Laut), quant à eux, historiquement et globalement — sans distinction de leur île d'origine — dénommés les Hova (de uwa-« homme du peuple », « roturier » en vieux bugis), ont, selon les traditions orales, débarqué au Nord et à l'Est de l'île. Selon l'observation des linguistes au sujet des emprunts aux vieux malais (sanskritisé), vieux javanais (sanskritisé) et vieux bugi du Moyen Âge dans le fonds de vocabulaire proto-austronésien (proto-SEB) originel, les premières vagues hova sont arrivées au VIIIe siècle au plus tôt,.
Diplomates, officiers, savants, commerçants ou simples soldats, certains alliés aux marins Orang Laut ou Talaut (Antalaotra en malgache), ces hova étaient probablement issus des thalassocraties indonésiennes. Leurs chefs, connus sous le nom des diana ou andriana ou raondriana (de (ra)hadyan-« seigneur » en vieux javanais, aujourd'hui raden et qu'on retrouve également encore dans le titre de noblesse andi(an) chez les Bugis), se sont, pour la plupart, alliés aux clans vazimba :
- au nord-ouest dans la région de l'actuel Ankoala (du malais/de l'indonésien kuala-« estuaire ») où les hova Orang Laut (Antalaotra en malgache) avaient probablement établi leur base pour les actions dans l'océan Indien ;
- sur la côte Est (Betsimisaraka) où les chefs hova étaient également appelés Filo be ;
- au sud-est où les dynaties hova Zafiraminia et Zafikazimambo notamment qui fondèrent les royaumes Antaisaka, Antaimoro, Antambahoaka, etc. ;
- à l'ouest : la dynastie Maroserana(na) qui fonda le royaume sakalava est elle-même issue des Zafiraminia de la côte Est ;
- au centre où les alliances répétées des chefs (andriana) des hova (tels qu'Andrianerinerina et Andriantomara et leurs descendants) avec les chefs des clans vazimba (tels que Rafandrana et, plus tard, Rabiby et leurs descendants) durant tout le début du second millénaire fut à l'origine du royaume Merina (fondé à Ambohidrabiby par la dynastie de Ralambo) ainsi que du royaume Betsileo.

Le 10 août 1500, le portugais Diogo Dias fut le premier Européen à apercevoir Madagascar, qu'il appela l'île São Lourenço.

### Époque ancienne: naissance des ethnies et royaumes (1600-1895)

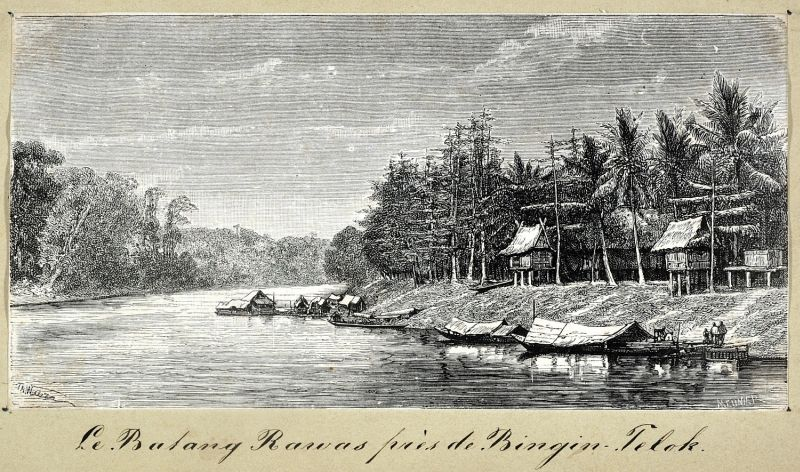
Village austronesien avec levu sur piloti (*levu-« maisons » en proto-austronésien qui a donné en malgache an-devu –« à la maison ») : tous les villages des ntaolo vazimba et vezo de Madagascar étaient probablement similaires au premier millénaire. On retrouve d'ailleurs encore ce modèle aujourd'hui sur toutes les côtes de la Grande Île et dans les zones intérieures reculées (forêts).

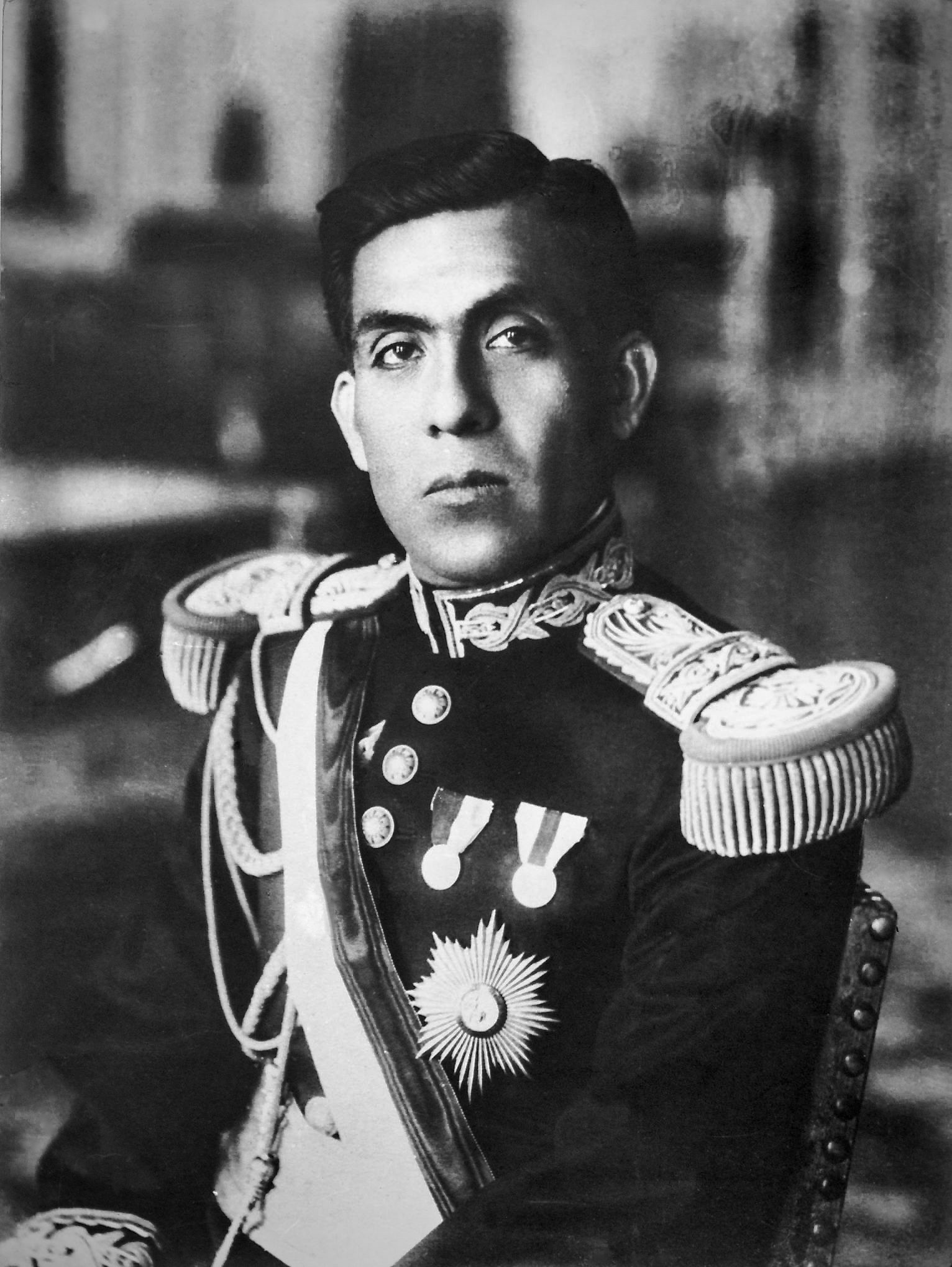
Le général péruvien Luis Miguel Sánchez Cerro, président du Pérou à deux reprises entre 1930 et 1933, descendait en partie d'esclaves malgaches amenés au XVIe siècle.

À l'intérieur des terres, les luttes pour l'hégémonie des différents clans néo-Vazimba des hauts plateaux centraux (que les autres clans néo-Vezo des côtes appelaient sans distinction les Hova) aboutirent à la naissance des royaumes et/ou ethnies Merina, Betsileo, Bezanozano, Sihanaka, Tsimihety et Bara.
Sur les côtes, l'intégration des nouveaux immigrés orientaux, moyen-orientaux et africains donnèrent naissance aux royaumes et/ou ethnies néo-Vezo : Antakarana, Boina, Menabe (réunis plus tard en Sakalaves) et Vézos (côte Ouest), Mahafaly et Antandroy (Sud), Antesaka, Antambahoaka, Antemoro, Antaifasy, Antanala, Betsimisaraka (côte Est).
La naissance de ces grands royaumes « post-Vazimba »/ « post-Vezo » modifièrent essentiellement la structure politique de l'ancien monde des clans néo-Vazimba et néo-Vezo, mais la grande majorité des anciennes catégories demeurèrent intactes au sein de ces nouveaux royaumes : la langue commune, les coutumes, les traditions, le sacré, l'économie, l'art des anciens demeurèrent préservés dans leur grande majorité, avec des variations de forme selon les régions.
Aujourd'hui, la population de Madagascar peut être considérée comme le produit d'un brassage entre les premiers occupants vahoaka ntaolo austronésiens (Vazimba et Vezo) et, ceux arrivés plus tardivement (Hova néo-Austronésiens, Perses, Arabes, Africains et Européens).
Génétiquement, le patrimoine austronésien originel est plus ou moins bien réparti dans toute l'île. Les chercheurs ont notamment remarqué la présence, partout, du « motif polynésien »,,, un vieux marqueur caractéristique des populations austronésiennes datant d'avant les grandes immigrations vers les îles polynésiennes et mélanésiennes, (c. 500 av. J.-C. au plus tard). Ceci supposerait un foyer de départ commun entre les ancêtres des Polynésiens actuels (partis vers les îles Pacifiques à l'est) et des vahoaka ntaolo (partis vers l'ouest jusqu'à Madagascar) vers (ou avant) 500 av. J.-C.
Phénotypiquement, c'est parmi les populations des hautes terres (Merina, Betsileo, Bezanozano, Sihanaka), plus endogames, que le phénotype austronésien mongoloïde est le plus prégnant. On remarque également parfois le phénotype austronésien australoïde et austronésien négrito partout à Madagascar (y compris sur les hauts plateaux). Contrairement au phénotype bantou, le phénotype austronésien « négrito » se caractérise notamment par sa petite taille.

### Esclavage à Madagascar
La traite des esclaves à Madagascar est un sujet complexe qui impliqué différents acteurs et a pris des formes variées au fil des siècles. On peut la diviser en plusieurs grandes catégories :

### 1. La traite d'exportation (Madagascar comme source d'esclaves)
Madagascar a été une source d'esclaves pour d'autres régions du monde, notamment :
- La traite orientale (ou arabe) : Dès le Xe siècle, des marchands arabes et swahilis fréquentaient les côtes malgaches. Ils y achetaient des esclaves pour les vendre sur les marchés de la péninsule Arabique, du golfe Persique, de l'Inde et des Mascareignes. Ces esclaves, souvent capturés lors de guerres tribales ou d'expéditions de razzia, étaient désignés sous les noms de "Makoa" ou "Masombika".
- La traite européenne : À partir du XVIIe siècle, les puissances européennes, notamment la France et l'Angleterre, se sont approvisionnées à Madagascar pour leurs colonies. Les îles Mascareignes (La Réunion, Maurice) ont été les principales destinations de cette traite pour alimenter en en main-d'œuvre les plantations de café et de canne à sucre .

### 2. La traite d'importation (Madagascar comme destination d'esclaves)
Paradoxalement, Madagascar n'a pas été qu'une source d'esclaves. À partir du XIXe siècle, l'île elle-même est devenue une destination pour des esclaves, principalement originaires de la côte orientale de l'Afrique.
- Les "Masombika" : Un grand nombre d'esclaves "Makoa" ou "Masombika" ont été importés d'Afrique de l'Est pour travailler sur les grandes propriétés foncières, notamment sur la côte Ouest. Le termes MAsombika est une déformation de Mozambique et trace leur origine.
- Le rôle des royaumes malgaches : Les royaumes en expansion, comme le royaume Merina au XIXe siècle, ont eux-mêmes participé à ce commerce, en utilisant une main-d'œuvre servile importée pour développer leur économie et leurs infrastructures.

### 3. La traite interne à Madagascar
L'esclavage était une institution bien ancrée dans la société malgache avant l'arrivée des Européens. La traite interne, au sein de l'île, a été une réalité majeure.
- Prisonniers de guerre : La principale source d'esclaves était les prisonniers de guerre (appelés babò). Les conflits entre les différents royaumes et les razzias sur les populations voisines généraient un flux constant de captifs qui étaient réduits en esclavage.
- Le statut social : Les esclaves (andevo) constituaient une classe sociale distincte, sans droits et soumis à leurs maîtres. Ils étaient utilisés pour les travaux domestiques, agricoles ou artisanaux. Le statut d'esclave était souvent héréditaire.

### L'abolition
L'abolition de l'esclavage à Madagascar s'est faite en plusieurs étapes :
- 1817 : L'Angleterre et le royaume Merina signent un traité interdisant l'exportation d'esclaves.
- 1877 : La reine Ranavalona II est contrainte d'affranchir les "Masombika", sous la pression de l'influence britannique . Les Andavo sont toutefois exclus de cette mesure.
- 1896 : L'administration coloniale française abolit définitivement l'esclavage sur l'ensemble de l'île sous le régime du protectorat (règne de Ranavalona III), libérant environ 500 000 esclaves.

Ainsi, par exemple, des esclaves malgaches ont été amenés par les Européens dans la vice-royauté du Pérou, en Amérique du Sud, et se sont installés principalement sur la côte nord du pays, dans la région de Piura. Il existe même au Pérou un lieu baptisé « Ferme Malakasy », qui date de l'époque à laquelle les Malgaches ont été exploités dans la culture des champs, et qui évoque le nom de leur pays d'origine, tout comme il est prononcé dans leur propre langue. Actuellement au Pérou, les descendants de ces esclaves sont connus comme « Mangaches », une corruption de la langue au fil du temps. Ces descendants des Malgaches ont encore conservé dans de nombreux cas, les caractéristiques d'origine afro-indonésien. Leur intégration au Pérou a été si forte qu'ils ont contribué à la culture de ce pays par la création de formes musicales telles que tondero. Ils ont même eu une influence dans le domaine politique puisque l'ancien président péruvien Luis Miguel Sánchez Cerro, qui a gouverné ce pays dans la troisième décennie du XXe siècle, était un « Mangache »

### Époque coloniale (1895-1960)
Jean Laborde est nommé premier consul de France à Madagascar le 12 avril 1862, sous le Second Empire, c'est-à-dire avant la colonisation à proprement parler. Il est le précepteur du futur roi Radama II, mais aussi le confident des missionnaires, l'initiateur de l'industrie malgache.
La fin du XIXe siècle, avec le partage de l'Afrique entre les empires coloniaux européens à la conférence de Berlin (1884-1885), sonne le glas de l'expansion et de l'indépendance du royaume de Madagascar. Les politiciens malgaches jouaient jusqu'alors sur les rivalités des puissances coloniales pour conserver leur souveraineté. La conférence de Berlin laisse la France comme favori pour s'approprier l'île (position stratégique face aux Anglais, dans l’océan Indien). La France signe alors un traité avec le royaume de Madagascar qui repose sur l'ambiguïté de la langue malgache et qui ne donne théoriquement aucun droit à la République française sur le royaume de Madagascar. Mais, au fil des incidents diplomatiques, la France mène une politique de plus en plus intrusive, puis entreprend la conquête de l'île.

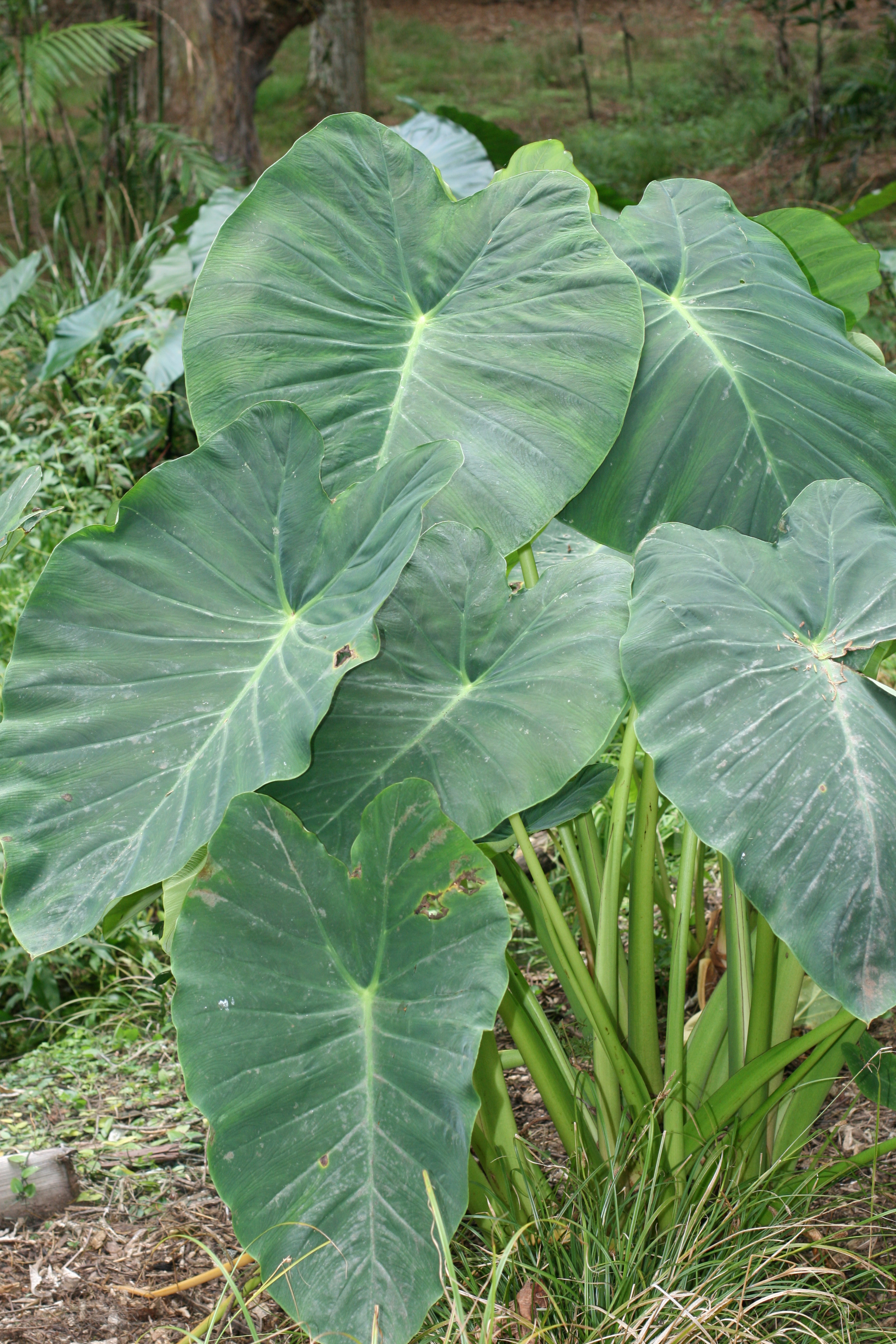
Le taro (saonjo) qui est, selon un très vieux proverbe malgache « l'ainé du riz » (Ny saonjo zokin'ny vary) constitue la base alimentaire de tous les Austronésiens, notamment des anciens Ntaolo Vazimba et Vezo.

#### Conquête française
La résistance est massive, l'armée malgache parvient à repousser les premières vagues d'invasion en 1883, mais les combats décisifs suivront. Ils sont connus sous le nom de « deuxième guerre franco-malgache ».
Lorsque le gouvernement français envoie une armée de conscrits mal préparés qui progresse très lentement, les maladies font des ravages dans leurs rangs. Finalement, au premier coup de canon sur la capitale Antananarivo, la reine Ranavalona III fait hisser le drapeau blanc[réf. nécessaire]. Contrairement à un récit forgé par les autorités, puis diffusé dans l'enseignement, les Malgaches sont vaincus facilement. Les ennemis principaux ne sont ni les monarques ou chefs indigènes, ni les sultans marchands d'esclaves, mais le climat et les maladies.
Quand la campagne de Madagascar se termine en 1895, l'armée française recense 13 tués et 88 blessés au cours des combats, et 4 498 morts de maladies (paludisme, dysenterie...), soit près de 30 % de pertes sur un effectif total de 14 850 hommes.

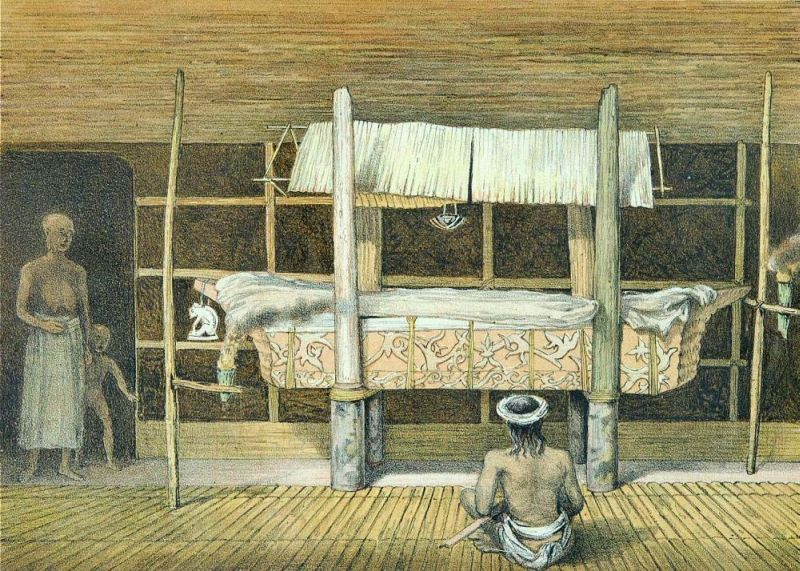
Pirogue-sarcophage de Dayak d'Indonésie : une sépulture qui rappelle les traditions orales témoignant que les anciens Vazimba ensevelissaient leurs morts dans des pirogues-sarcophages, sous la mer ou sous un lac.

#### Administration française
La conquête est suivie de dix ans de guerre civile larvée, due à l'insurrection des Menalamba. L'insurrection est née parmi le peuple Sakalaves et s'est rapidement étendue à la capitale Tananarive et ailleurs. Cette insurrection est en opposition à la colonisation française et à la classe politique merina convertie au protestantisme. Les rebelles n'avaient pas pour objectif de restaurer la reine et étaient opposés au christianisme et au système de travail forcé qui existait dans le royaume Merina. Les rebelles étaient en grande partie constitués de paysans et d’esclaves en fuite. La « pacification » conduite par l'administration française dure plus de quinze ans, en réponse aux guérillas rurales dispersées dans le pays. Au total, cette guerre civile et la répression de cette résistance à la conquête coloniale fait entre 50 000 et 700 000 victimes malgaches, selon les sources,.
Madagascar sera sous administration française du 6 août 1896 au 14 octobre 1958.

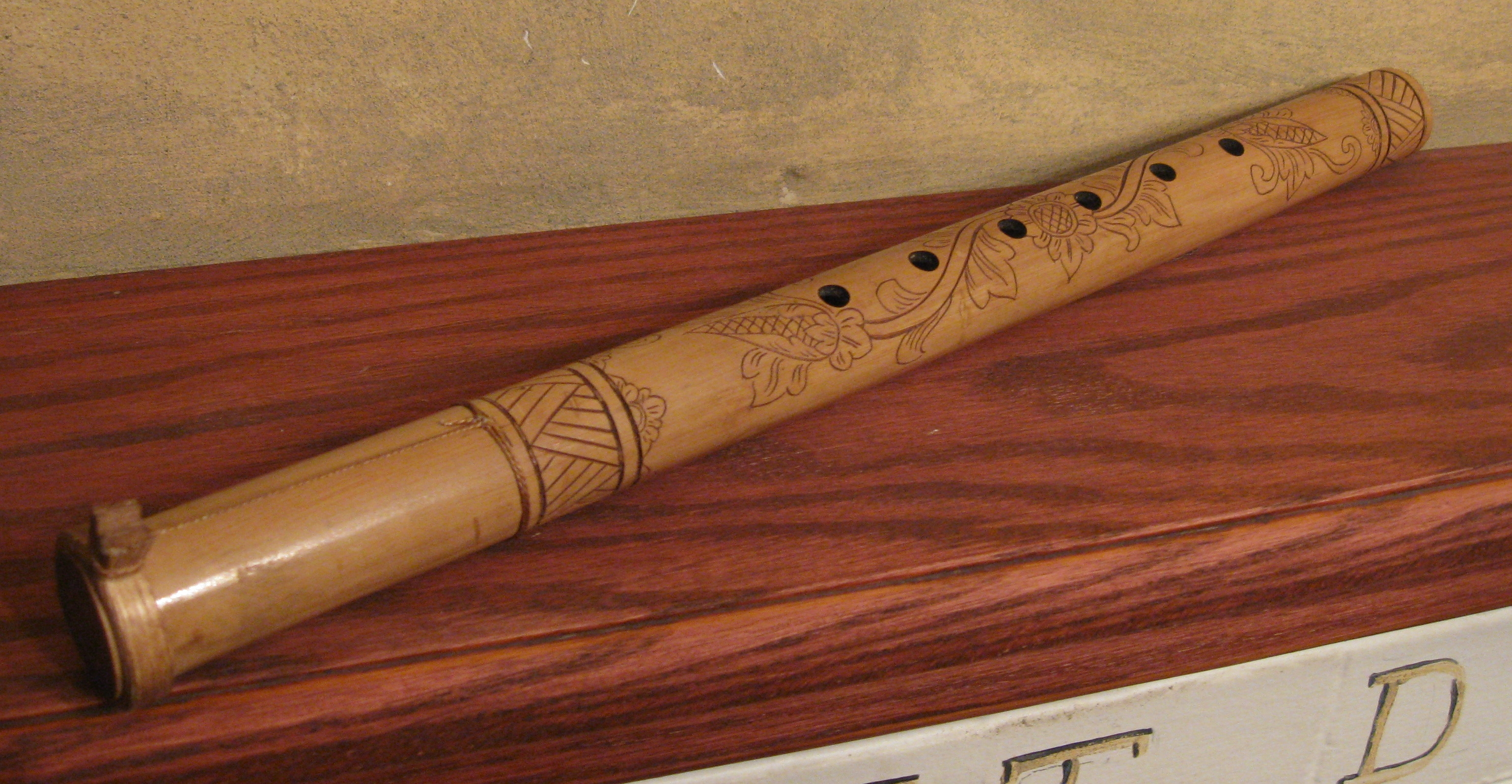
La flûte suling indonésienne, cousine de la sodina.

Le général Joseph Gallieni, nommé gouverneur général de Madagascar (1896-1905), contribue à pacifier l'île, non sans mesures répressives. Selon ce dernier, l'action militaire devait être accompagnée d'une aide aux peuples colonisés dans différents domaines, comme l'administration, l'économie et l'enseignement. Elle nécessitait un contact permanent avec les habitants ainsi qu'une parfaite connaissance du pays et de ses langues. Le 27 septembre 1896, l'administration française abolit l'esclavage (il s'agissait d'un esclavage inter-malgache). Trentinian, Joffre et Lyautey servirent à Madagascar sous les ordres de Gallieni.
Durant l'été 1897 a lieu le massacre d’Ambiky, cité par Aimé Césaire dans son Discours sur le colonialisme, comme un des exemples de la violence de la conquête coloniale.
Sous l'impulsion de Galliéni, de nombreuses infrastructures sont mises en place : premier chemin de fer Tananarive-Tamatave (achevé en 1903), achèvement du chemin de fer de Madagascar, développement rapide du réseau routier (1905 à 1935), Institut Pasteur, écoles. Toutes les écoles établies avant l'ère coloniale sont fermées et l’obligation pour les indigènes de parler le français est instaurée.
En 1907, pour la première fois depuis un siècle, les exportations malgaches sont supérieures aux importations : les planteurs et l'administration coloniale s'enrichissent, d'immenses concessions minières et forestières sont accordées à de grosses sociétés. Les chefs indigènes loyaux envers l'administration française se voient également accorder une partie des terres et certains jeunes Malgaches vont étudier en France, contribuant à faire connaître Madagascar. Le travail forcé est instauré en faveur des compagnies françaises et les paysans se voient incités, à travers l'impôt, à se salarier (notamment dans les concessions coloniales) au détriment des petites exploitations individuelles.
Madagascar est avec 46 000 hommes l'une des colonies françaises à mobiliser le plus de soldats par rapport à sa population durant la Première Guerre mondiale.
La période coloniale est toutefois accompagnée de mouvements de lutte pour l'indépendance : les Menalamba, les Vy Vato Sakelika, le Mouvement démocratique de la rénovation malgache (MDRM). En 1927, d’importantes manifestations sont organisées à Antananarivo, notamment à l'initiative du militant communiste François Vittori, emprisonné à la suite de cette action. Les années 1930 voient le mouvement anti-colonial malgache gagner encore en dynamisme. Le syndicalisme malgache commence à apparaître dans la clandestinité et le Parti communiste de la région de Madagascar se constitue. Mais dès 1939, toutes les organisations sont dissoutes par l’administration de la colonie, qui opte pour le régime de Vichy. Le MDRM est lui accusé par le régime colonial d'être à l'origine de l'insurrection de 1947 et sera poursuivi par de violentes répressions.
La répression menée contre la résistance des malgaches à la colonisation aurait fait entre 1897 et 1947 plus de cent mille morts pour une population de trois millions d'habitants à l'époque.

#### Seconde Guerre mondiale
Pendant la Seconde Guerre mondiale, un projet nazi est resté dans les cartons : c'est le « plan Madagascar » visant à déporter quatre millions de Juifs d'Allemagne, de ses pays alliés et de ses territoires conquis, à Madagascar, alors colonie française du régime de Vichy.

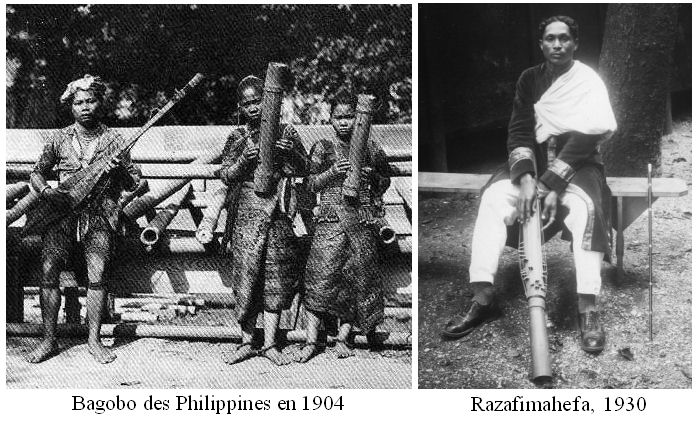
Joueurs de valiha des Philippines et de Madagascar.

À partir de mai 1942, craignant que le gouvernement de Philippe Pétain n'ouvre les ports malgaches aux sous-marins allemands ou à la marine impériale japonaise, l'Empire britannique mène l'opération Ironclad et prend progressivement possession des points stratégiques de l'île. Lorsque les Français libres arrivent en janvier 1943, le contrôle de ces points devient l'objet de tensions entre le général de Gaulle et le gouvernement britannique.

#### Après-guerre
Le retour des combattants malgaches enrôlés durant la Seconde Guerre mondiale, les discriminations du régime de l'indigénat et les conditions de vie misérables des autochtones favorisent le militantisme des mouvements anti-colonialistes aspirant à l'indépendance et créent les conditions d'une insurrection.
L'insurrection malgache débute en mars 1947, entraînant une répression sanglante par l'armée française, qui fait plusieurs dizaines de milliers de morts, les chiffres oscillant, selon les sources, entre une dizaine de milliers et 89 000 d'après Jacques Tronchon. La répression s'accompagne d'exécutions sommaires, de tortures, de regroupements forcés et d'incendies de villages. L'armée française expérimente la « guerre psychologique » : des suspects sont jetés, vivants, depuis des avions afin de terroriser les villageois dans les régions d’opération.
Territoire d'outre-mer de 1946 à 1958, Madagascar obtient un premier niveau d'autonomie le 10 octobre 1958, en tant que République autonome malgache au sein de la Communauté. Le 14 octobre, Philibert Tsiranana devient président du Conseil de gouvernement avant d'être élu premier président de la République le 1er mai 1959.

### Indépendance et Première République (1960-1975)
L'île accède à l'indépendance le 26 juin 1960 mais la Première République malgache reste très étroitement liée à la France par les accords de coopération. Le président Tsiranana, critiqué par la population pour son soutien aux intérêts français, fait face à une contestation grandissante, en particulier la grève des étudiants menée de la capitale vers les provinces, et quitte le pouvoir en 1972.

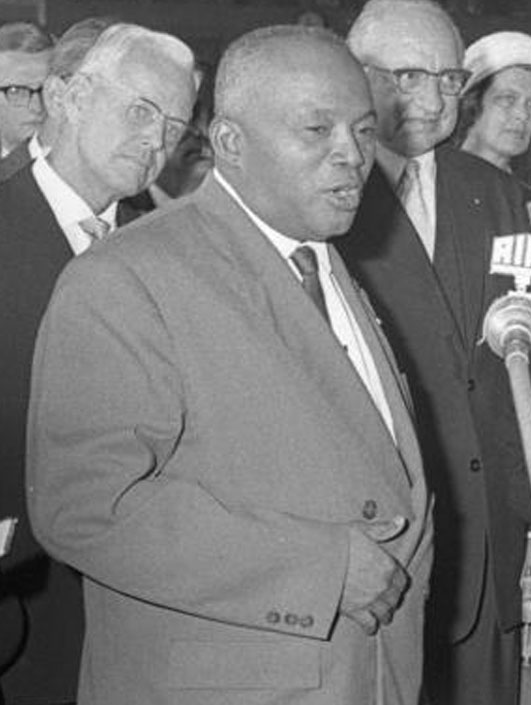
Philibert Tsiranana, premier président malgache.

Il donne les pleins pouvoirs au général Gabriel Ramanantsoa qui décide d'organiser un référendum afin d'officialiser son pouvoir pour une période transitoire. Le référendum l'ayant plébiscité, il crée un gouvernement d'union nationale, qu'il dirige jusqu'en 1975, avant de passer le flambeau au populaire colonel de gendarmerie Richard Ratsimandrava. Ce dernier est assassiné au bout d'une semaine, le 11 février 1975 à 20 heures. Après l'assassinat du général Ratsimandrava, Madagascar est dirigé par un Comité national de direction militaire présidé par le général Andriamahazo.
Le 14 juin 1975, Didier Ratsiraka est nommé chef de l'État et du gouvernement. Le Comité national de direction militaire est alors remplacé par un Comité national de la révolution.

### État socialiste et Deuxième République (1975-1991)

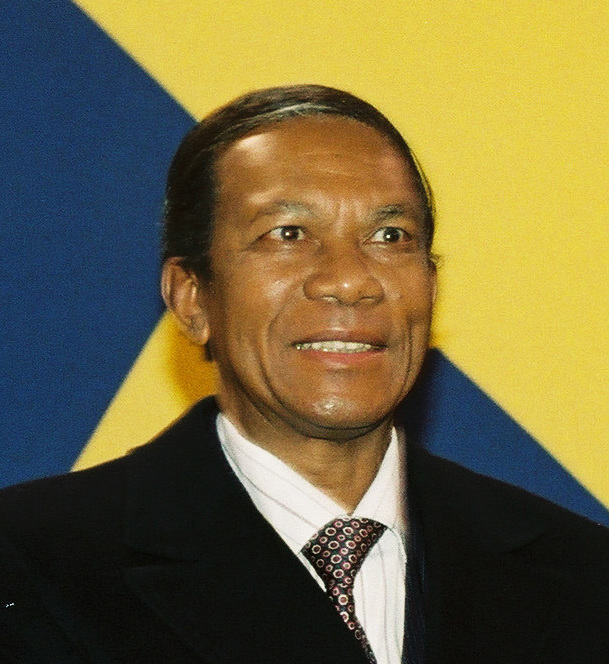
Didier Ratsiraka

La deuxième république malgache est apparentée à un État communiste, même si la propriété privée n’y est pas abolie, et que la religion n’y est pas persécutée. Comme le régime cubain, elle contrôle tous les échanges avec l’extérieur, se dote en mars 1976 d’un parti unique, l’« Avant-Garde de la révolution malgache » (AREMA), et s’appuie sur le bloc de l'Est pour subsister. Pour commencer, le capitaine de frégate Didier Ratsiraka organise le 21 décembre 1975 un référendum pour approuver la Charte de la révolution socialiste et la nouvelle constitution. Le 30 décembre 1975, Didier Ratsiraka proclame la République démocratique malgache. Par la suite, il devient l’un des militants actifs du non-alignement. En 1976, le gouvernement achève l’expulsion de l'armée française et ferme les ambassades et consulats. Ratsiraka instaure le franc malgache (FMG) et délaisse le franc CFA. Dix ans plus tard, vers la fin des années 1980, on parle d’« échec de l’expérience socialiste » car le régime de Didier Ratsiraka ne parvient pas à améliorer les conditions de vie et l’opposition s'amplifie. Au début des années 1990, la fin du soutien du bloc de l’Est oblige le régime à autoriser des investisseurs privés à opérer dans le pays. Les disettes provoquent des manifestations populaires qui sont réprimées par l’armée au prix de nombreuses victimes.

### Après-socialisme et Troisième République (1991-2010)

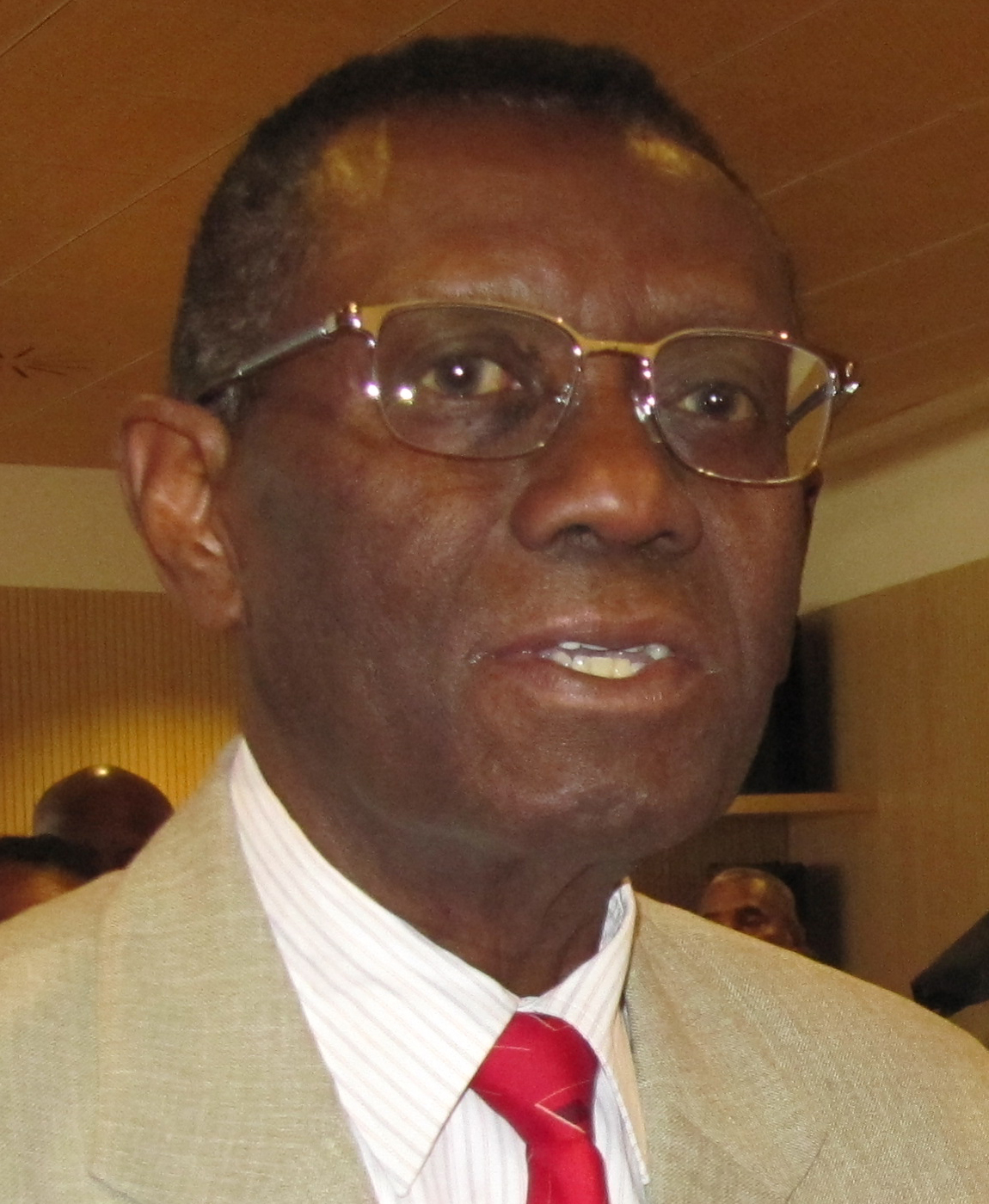
Albert Zafy

#### 1991-1996: présidence Albert Zafy
La Convention du 31 octobre 1991 est adoptée pour mettre fin aux émeutes dans le pays. Elle officialise une transition démocratique et libérale conduite par Albert Zafy, lequel dirige la Haute Autorité de l’État, tandis que Didier Ratsiraka demeure symboliquement président de la République. Après une brève période transitoire, une nouvelle Constitution est adoptée par référendum et Albert Zafy, candidat de l’opposition, est élu à la présidence en 1993. C’est le début d’un libéralisme économique et politique sans précédent, mais la croissance promise et tant attendue n’est pas plus au rendez-vous. Le président fait appel le 17 septembre 1995 à un référendum constitutionnel afin de donner le pouvoir au président de la République de nommer le Premier ministre et ainsi de destituer Francisque Ravony, soutenu par les députés de la majorité. C’est le début d’une guerre ouverte entre le président et les députés, laquelle se soldera par le vote en juin 1996 de la destitution du président. Le Premier ministre Norbert Ratsirahonana devient chef de l’État par intérim en attendant les nouvelles élections.

#### 1997-2001: présidence Didier Ratsiraka
L’amiral Didier Ratsiraka, rentré quelques mois plus tôt de son exil en France, est réélu au 2e tour de l’élection présidentielle face à Zafy. Madagascar connaît une période de stabilité économique jusqu’en 2001 avec 4,3 % de croissance annuelle moyenne.

#### 2002-2009: présidence Marc Ravalomanana

##### 2001
Le maire de la capitale, Marc Ravalomanana, arrive en tête de l'élection présidentielle de décembre 2001. Un second tour est prévu mais celui-ci revendique la victoire dès le premier tour sur la base des résultats publiés par son propre quartier général à Ankorondrano (quartier de Tananarive). Ravalomanana dénonce une fraude électorale massive et décide d'acculer ainsi le gouvernement Ratsiraka. Le président Didier Ratsiraka tente de reprendre la main en modifiant les membres de la Haute Cour Constitutionnelle, chargée de proclamer les résultats électoraux à Madagascar. Le candidat Ravalomanana réclame la confrontation des procès-verbaux en sa possession et les procès-verbaux officiels. Le gouvernement refuse une telle méthode jugée « illégale » mais exhorte les opposants à participer au second tour.

##### 2002
Marc Ravalomanana est élu président de la République et nomme plus tard Jacques Sylla, Premier ministre. La capitale étant acquise à la cause de l'ancien maire, Didier Ratsiraka décide de délocaliser le siège du gouvernement à Toamasina, son fief et principal port de l'île situé dans l'est. Le gouvernement érige des barrages routiers pour paralyser et asphyxier la capitale, ce qui finit par paralyser tout le pays.
À l'invitation de l'Union Africaine et du président du Sénégal Abdoulaye Wade, les deux parties protagonistes se réunissent à Dakar et signent des accords en avril 2002 qui prévoient notamment un nouveau décompte des voix, l'organisation d'un référendum (à la place d'un second tour) si la majorité absolue n'était pas obtenue et l'instauration d'un gouvernement d'union nationale dirigé par M. Ravalomanana. Ces accords ne seront pas respectés par les deux parties qui camperont sur leur position, une fois rentrées au pays. Ravalomanana ne relâche pas la pression et finit par obtenir l'annulation de la nomination de la nouvelle Haute Cour constitutionnelle en raison d'un vice de forme, la cour précédente, reconduite dans ses fonctions, se charge de procéder à la publication des résultats des élections.
En mai 2002, Marc Ravalomanana est déclaré vainqueur dès le premier tour avec plus de 51 % des voix. Il est investi dans ses fonctions de président de la République une semaine plus tard. Il confirme Jacques Sylla au poste de Premier ministre. Il décide de faire appel aux réservistes de l'armée pour lancer des expéditions contre les troupes fidèles à Didier Ratsiraka et pour « libérer » les provinces des barrages. Les deux camps s'affrontent désormais militairement. En juillet 2002, Toamasina, la dernière province où le camp Ratsiraka s'est retranché est tombée entre les mains de Ravalomanana. Didier Ratsiraka prend la fuite avec ses fidèles à bord d'un avion à destination de la France. Les pays occidentaux, les États-Unis en tête, et la France en dernier, reconnaissent la victoire de Ravalomanana. Cependant, l'Union africaine, l'ONU et les bailleurs de fonds ne reconnaissent le gouvernement de Marc Ravalomanana qu'en janvier 2003, à la suite des élections législatives remportées par son parti.
À la fin de son premier mandat, le président Marc Ravalomanana élabore sa vision « Madagascar Naturellement » et met en œuvre le Madagascar Action Plan (MAP), un nouveau programme de développement pour 5 ans.

##### 2006
En décembre, le président Marc Ravalomanana est réélu dès le premier tour avec 56 % des voix pour un second mandat de 5 ans, avec comme principal objectif la réalisation du MAP,.

##### 2007
En avril 2007, Marc Ravalomanana fait modifier par voie référendaire la Constitution dans un sens qui renforce les pouvoirs présidentiels en permettant les ordonnances « en cas d’urgence et de catastrophe ». Cette révision introduit en outre l’anglais comme troisième langue officielle, modifie la structure administrative en remplaçant les six provinces autonomes par 22 régions et supprime le caractère laïc de l’État malgache.
L’opposition voit dans cette révision des risques de dérive autocratique tandis que l’Église catholique malgache critique sévèrement l’organisation du référendum, et pointe « le pouvoir exorbitant » accordé au président. Les autorités épiscopales catholiques craignent que le président Ravalomanana, qui est vice-président de la puissante Église réformée de Madagascar, interfère directement dans les activités religieuses.

##### 2008

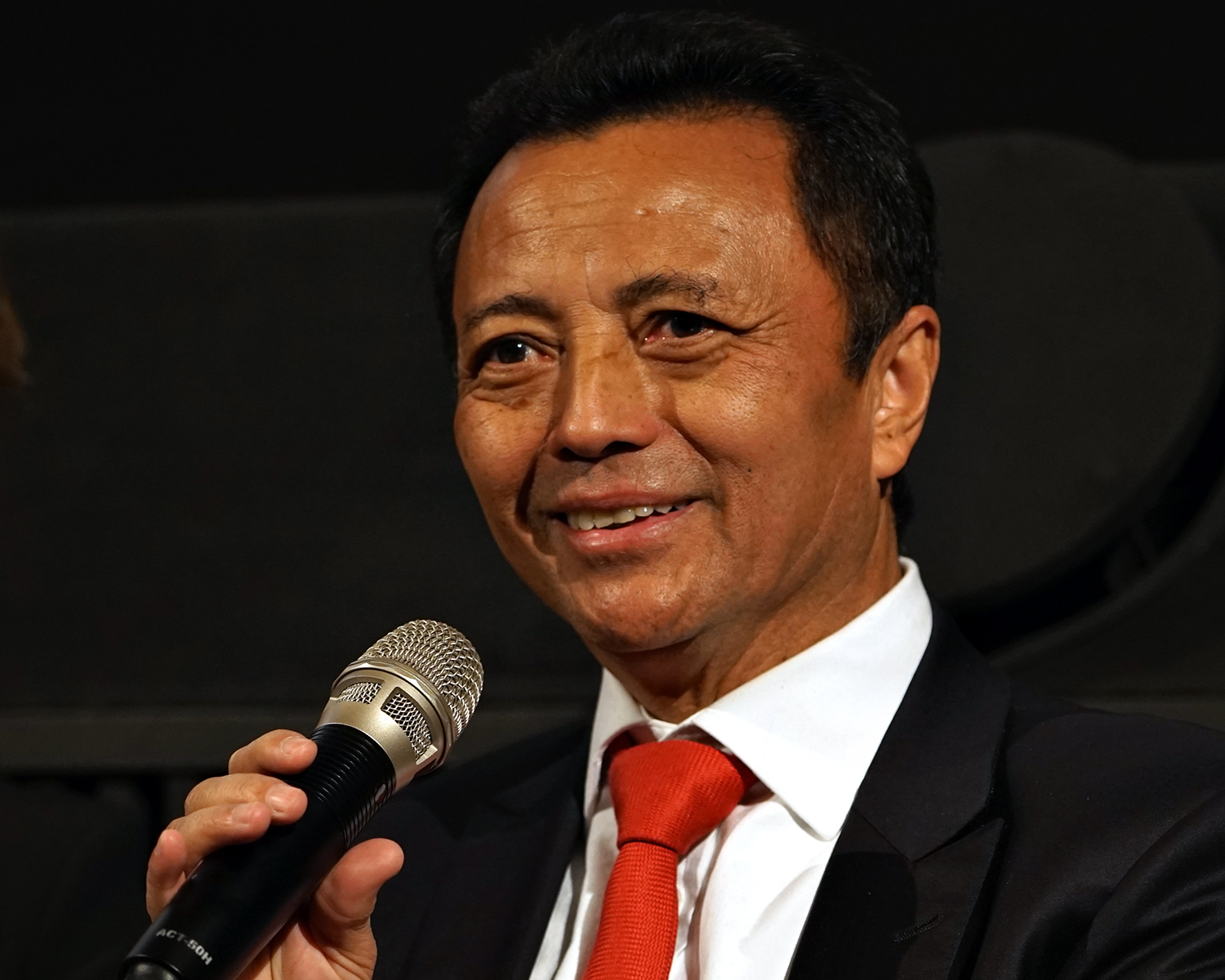
Marc Ravalomanana

Au fil des années, les partis d'opposition accusent le gouvernement de paralyser les entreprises locales comme la Savonnerie tropicale,, la société le Quartz. Le gouvernement ne serait pas neutre vis-à-vis des diverses concurrences entre entreprises, qui devraient ne compter que sur elles-mêmes pour assurer leur gestion. Marc Ravalomanana est également pointé du doigt par l'opposition pour avoir « éliminé » les entrepreneurs malgaches performants, accaparé leurs affaires pour se placer lui-même dans tous les secteurs économiques bénéficiaires.
Le problème principal est que des luttes intestines incessantes conjuguées à l'âge de la majorité des élites négligeant leur succession ont creusé un vide politique et amené un cruel défaut d'émulation.
Le processus électoral est également fortement décrié par les opposants, qui voudraient lui apporter de fortes améliorations afin d'éviter les troubles lors de chaque élection présidentielle.
En août 2008, le gouvernement Ravalomanana mène un bras de fer intense avec la commune urbaine d'Antananarivo dirigée par le maire révolté de la capitale Andry Rajoelina. Depuis l'accession de ce dernier à ce poste, se sont succédé la confiscation des recettes de la commune par le Trésor, le retrait à la commune de la gestion de la gare routière d'Ampasapito, le retrait de la gestion de l'assainissement de la capitale ; on a constaté d'autre part l'absence de travaux sérieux de la part de la mairie et la dégradation flagrante de la ville.
En juillet 2008, le président malgache cède une licence d'exploitation de 1,3 million d'hectares de terres — la moitié des terres arables malgaches — pour une durée de quatre-vingt-dix-neuf ans à la multinationale sud-coréenne Daewoo Logistics dans le but d’approvisionner la Corée du Sud notamment en maïs. L'information est dévoilée en novembre à la suite de sa publication dans le Financial Times relayé par d'autres médias du monde et sème la panique du peuple dans la capitale, ainsi que la colère et la peur de « l'envahisseur », contribuant à porter au pouvoir Andry Rajoelina qui dénonce l'accord comme anticonstitutionnel en mars 2009.
En décembre 2008, le ministre de la Communication de Marc Ravalomanana ferme la chaîne de télévision Viva du maire de Tananarive – ce dernier, Andry Rajoelina, ayant diffusé un reportage sur l'ancien président Ratsiraka (acte interdit par les lois sur les médias et n'ayant pas eu l'autorisation du ministère de la Télécommunication). S'ensuivent protestations et manifestations.

##### Crise politique de 2009

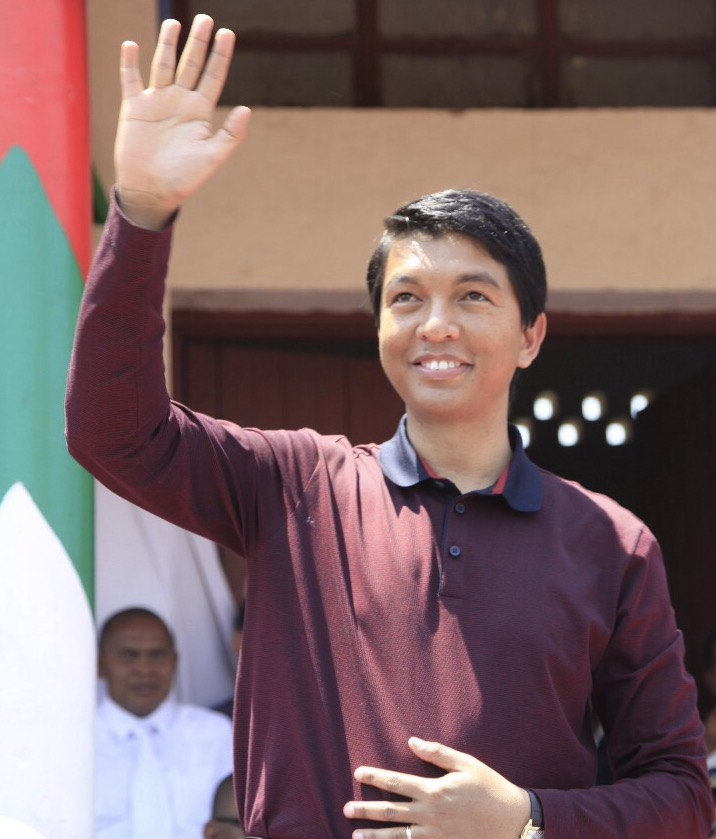
Andry Rajoelina

À la suite de la fermeture de la chaîne de télévision Viva de l'opposant Andry Rajoelina, de violentes manifestations et émeutes secouent la capitale. Le 7 février, lors de l'assaut du palais d'État d'Ambohitsorohitra par la foule, la garde présidentielle ouvre le feu, tuant 28 manifestants et en blessant 212 autres. Le 16 mars 2009, des militaires mutins soutiens d'Andry Rajoelina parviennent à prendre de force le palais. Marc Ravalomanana se voit contraint à la démission de son poste de président de la République, à transférer le pouvoir à un conseil militaire, et doit fuir en Afrique du Sud. Ces changements sont considérés par l'ensemble de la communauté internationale comme un putsch que la France est la première à condamner. S'ensuit une période de bras de fer politique et militaire entre les prétendants, soutenus par les armées, régulière pour l'un, mutine pour l'autre.
Marc Ravalomanana, Andry Rajoelina, Didier Ratsiraka et Albert Zafy se rencontrent finalement en août 2009, en présence des représentants de l'Union africaine (UA), des Nations unies (ONU), de l'Organisation internationale de la Francophonie et de la Communauté de développement de l'Afrique australe (SADC), pour des pourparlers qui conduisent aux accords de Maputo, nom de la capitale du Mozambique. Le 18 décembre 2009, Andry Rajoelina dénonce ces accords de Maputo, change de premier ministre et décide de faire précéder les élections législatives à venir d'un référendum sur une nouvelle constitution. Le référendum a lieu finalement en novembre 2010.

### Quatrième République (depuis 2010)
Par référendum du 17 novembre 2010 au suffrage universel direct, la population se positionne par oui ou non sur le changement de la constitution. Cette nouvelle constitution est proclamée le 11 décembre de la même année, et fait entrer le pays dans sa IVe république.
Le régime semi-présidentiel de la constitution de la Troisième République révisée en 2007 est remplacé par un régime semi-parlementaire, selon la constitution 2010 : « Art. 54 : Le président de la République nomme le Premier ministre, présenté par le parti ou le groupe de partis majoritaire à l’Assemblée nationale ».

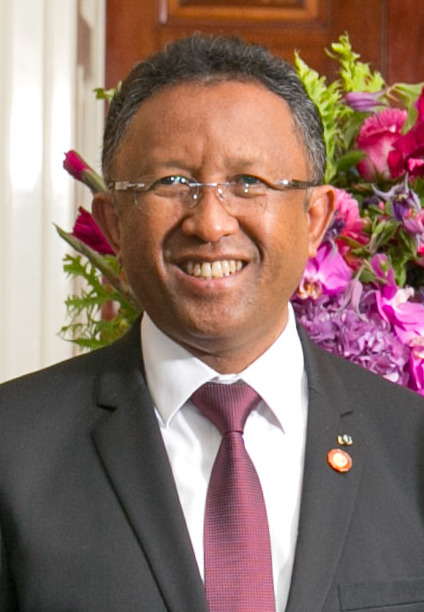
Hery Rajaonarimampianina.

En décembre 2013, furent organisées conjointement l'élection présidentielle et l'élection législative à Madagascar. Hery Rajaonarimampianina est élu premier président de la Quatrième République, en éliminant son adversaire au second tour Jean-Louis Robinson. Il est investi et prête serment à Mahamasina le 25 janvier 2014. Jean-Omer Beriziky est encore le chef du gouvernement jusqu'au 16 avril 2014, ou il est remplacé par le gouvernement Roger Kolo. Nouveau changement le 17 janvier 2015, où Jean Ravelonarivo devient chef du gouvernement. Olivier Mahafaly Solonandrasana le remplace le 10 avril 2016, mais pour calmer le pays en proie aux émeutes, il est contraint à la démission et remplacé par Christian Ntsay le 4 juin 2018. Les élections de décembre 2018 portent au pouvoir pour 5 ans Andry Rajoelina. Celui-ci remporte également les élections législatives de mai 2019 et obtient la majorité absolue à l'Assemblée nationale.
Ce dernier est réélu dès le premier tour le 1er décembre 2023 par une voix de 58,95%.
En mai 2025, Andry Rajoelina a réaffirmé l'intention de se rendre lui-même sur les îles Éparses, îles française bordant les eaux malgaches, tout en privilégiant la voie du dialogue pour résoudre ce contentieux de plusieurs décennies, après l'époque impériale européenne, en Afrique.

## Politique et administration

### Institutions
Madagascar est une république à régime semi-présidentiel multipartite, où le président est le chef d'État et le Premier ministre le chef du gouvernement. Le pouvoir exécutif est aux mains du gouvernement tandis que le pouvoir législatif est partagé entre le gouvernement et les deux chambres du Parlement : l'Assemblée nationale et le Sénat. Le pouvoir judiciaire est indépendant des deux premiers.
Le chef de l'État actuel est Andry Rajoelina élu au suffrage universel direct le 19 décembre 2018, pour un mandat de 5 ans reconductible une fois. Il devient le deuxième président élu de la IVe république de Madagascar et succède à l'intérim du Premier ministre Christian Ntsay qui est reconduit dans sa fonction par le nouveau président. La passation de pouvoir a eu lieu le 19 janvier 2019.

### Subdivisions
Six provinces sont créées en 1959, au moment de l’indépendance du pays, et nommées en fonction de leur capitale. Elles sont scindées en 22 régions en 2004 puis en 23 régions en 2021. La révision 2007 de la constitution de 1992 supprime l’autonomie de ces provinces. L’article 143 de la constitution de 2010 institue que « Les collectivités territoriales décentralisées de la République sont les communes, les régions et les provinces ».
| \| Nouvelles régions \| Anciennes provinces \| \| ---------------------------------------------------------------------------------------------------------------- \| -------------------------- \| \| Diana (1), Sava (2) \| Antsiranana (Diégo-Suarez) \| \| Itasy (3), Analamanga (4), Vakinankaratra (5), Bongolava (6) \| Antananarivo (Tananarive) \| \| Sofia (7), Boeny (8), Betsiboka (9), Melaky (10) \| Majunga (Mahajanga) \| \| Alaotra-Mangoro (11), Atsinanana (12), Analanjirofo (13) \| Tamatave (Toamasina) \| \| Amoron'i Mania (14), Haute Matsiatra (15), Vatovavy (16), Fitovinany (17), Atsimo-Atsinanana (18), Ihorombe (19) \| Fianarantsoa \| \| Menabe (20), Atsimo-Andrefana (21), Androy (22), Anôsy (23) \| Toliara (Tuléar) \| |                            |
| Nouvelles régions | Anciennes provinces        |
| Diana (1), Sava (2) | Antsiranana (Diégo-Suarez) |
| Itasy (3), Analamanga (4), Vakinankaratra (5), Bongolava (6) | Antananarivo (Tananarive)  |
| Sofia (7), Boeny (8), Betsiboka (9), Melaky (10) | Majunga (Mahajanga)        |
| Alaotra-Mangoro (11), Atsinanana (12), Analanjirofo (13) | Tamatave (Toamasina)       |
| Amoron'i Mania (14), Haute Matsiatra (15), Vatovavy (16), Fitovinany (17), Atsimo-Atsinanana (18), Ihorombe (19) | Fianarantsoa               |
| Menabe (20), Atsimo-Andrefana (21), Androy (22), Anôsy (23) | Toliara (Tuléar)           |

## Population et société

### Démographie

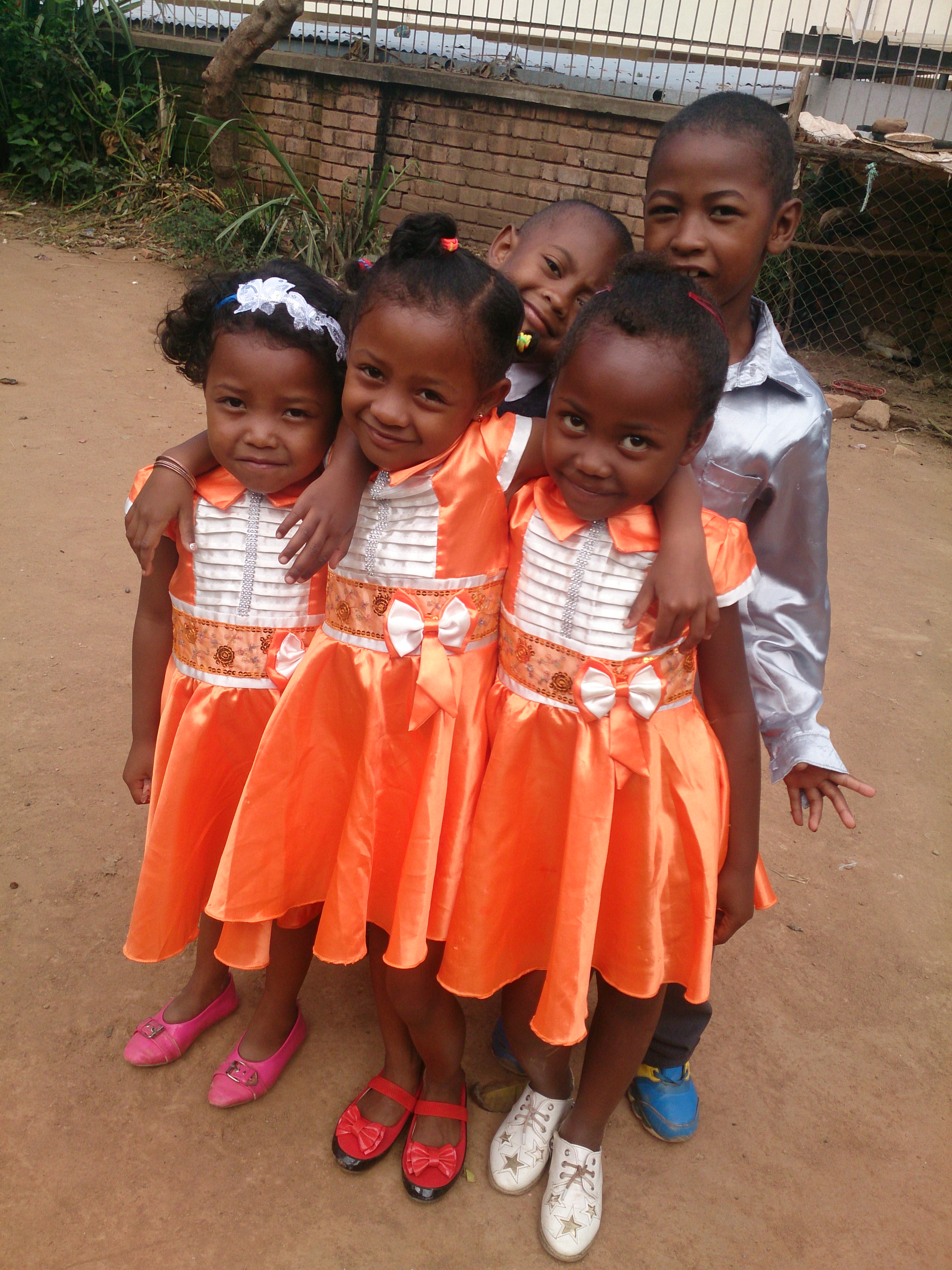
Enfants malgaches.

#### Ethnicité
La population malgache est majoritairement d'origine austronésienne et mélanésienne (cf. « Histoire » plus haut). Les différentes vagues successives de populations venant de tout le pourtour de l'océan Indien se sont ensuite greffées sur ce fonds commun et, dans chaque région, le mariage des nouveaux arrivants avec les premiers habitants austronésiens (Vazimbas et Vézos) aboutit à la diversité actuelle. Malgré les différences visibles phénotypiquement, la génétique montre que le fonds austronésien est communément partagé à des degrés variables selon les régions et il est également culturellement très prégnant (langue commune, traditions culinaires communes telles que le riz au bœuf ou le riz au poisson, polyphonie et signature rythmique communes en musique, etc.)

#### Statistiques
La population, qui était de l'ordre de trois millions de personnes sous le régime colonial, dépasse 27 millions de personnes au début des années 2020.

#### Émigration et diaspora
Des années 1880 aux années 1970, l'émigration reste faible. Elle est liée, dans le contexte colonial, à des études poursuivies par des enfants de la bourgeoisie malgache - qui choisissent souvent de revenir au pays où les attendent de belles situations - ou à des carrières militaires. Elle se développe ensuite à partir de l’arrivée au pouvoir de Didier Ratsiraka en 1975, la dégradation des conditions d'enseignement et de l'économie du pays conduisant les étudiants à quitter le pays plus nombreux et surtout à se fixer durablement en France.
Depuis le début des années 1990, les flux migratoires croissent régulièrement. On estimait le nombre de migrants malgaches dans le monde à en 1990 à 58 000 personnes et en 2015 à 170 000 personnes.
Les Malgaches migrent majoritairement vers l'Europe. Environ neuf migrants sur dix vivent en Europe et 85 % en France.
La diaspora malgache est en lien fort avec Madagascar. Elle est regroupée en plus de 240 associations rien qu'en France, et elle transfère chaque année quelque 86 millions d'euros vers Madagascar.

### Société

#### Diversité ethnique
S'il est vrai que l'on compte 18 ethnies à Madagascar, la diversité n'y est pas pour autant de type ethnique mais bien plutôt d'ordre géographique, politique ou économique. L'amalgame des peuples d'Orient, d'Asie du Sud-Est, d'Afrique et d'Arabie se retrouve en chaque groupe, du nord au sud. Tous les clans ont une culture originelle commune.
Un autre point de vue est à affirmer, parce que, en revanche, il existe une énorme différence à Madagascar entre les ethnies (et pas les tribus) Ambaniandro (littéralement ceux qui sont nés sous le jour) essentiellement représentés par le groupe Mérina et les ethnies dites « côtières » (essentiellement d'origines bantous).
Si, comme dans toute société, la mixité ethnique existe et se développe dans le cadre du concept de « fihavanana » (un esprit de consensus particulier) et par les influences « occidentales » et du développement des échanges mondiaux (par la jeunesse malgache), il persiste une sorte de racisme latent, imperceptible aux « vahiny » (les invités, les visiteurs), issu de la grande histoire et des fondements de la civilisation malgache, et en particulier des guerres de conquête entre les rois et reines Mérina (des hauts plateaux malgaches) et principalement les Sakalava de la côte ouest de Madagascar.
Ce racisme existe également envers les « Mérinas » et de la part des sujets de certains royaumes « Sakalaves » (les « Vézos » et les « Boina » en particulier)[réf. nécessaire].
Les différences culturelles sont marquées entre les peuples côtiers et ceux des hauts plateaux, même si le culte des ancêtres est partout répandu et que l'espoir d'une « vie » meilleure après la mort (le paradis) rend globalement le peuple malgache assez fataliste face aux aléas de la vie terrestre.

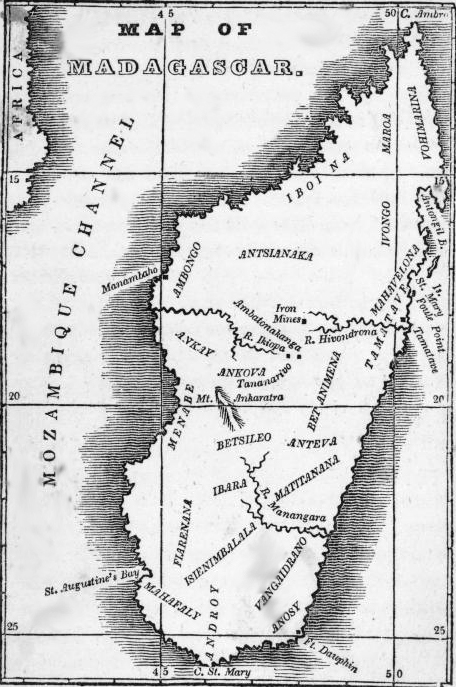
Les ethnies sur une carte de 1839.

| Ethnies                                                        | Berceau provincial |
| -------------------------------------------------------------- | ------------------ |
| Antakarana, Sakalava                                           | Antsiranana        |
| Sakalava, Vezo, Tsimihety                                      | Mahajanga          |
| Betsimisaraka, Sihanaka, Bezanozanos                           | Toamasina          |
| Merina                                                         | Antananarivo       |
| Betsileo, Antaifasy, Antambahoaka, Antemoro, Antaisaka, Tanala | Fianarantsoa       |
| Sakalava, Mahafaly, Antandroy, Antanosy, Bara, Vezo            | Toliara            |

##### Les18 principalesethnies de Madagascar
1. Antaifasy
2. Antaimoro
3. Antaisaka
4. Antakarana
5. Antambahoaka
6. Antandroy
7. Antanosy
8. Bara
9. Betsileos
10. Betsimisarakas
11. Bezanozanos
12. Mahafaly
13. Mérinas
14. Sakalaves
15. Sihanaka
16. Tanala
17. Tsimihety
18. Vézos

La musique et la comédie, en particulier, expriment profondément ces différences entre ces deux (ou quatre) mondes qui caractérisent 
Madagascar[réf. nécessaire].
Parmi les Arabes, bien peu ont fait souche, et la plupart sont retournés vers Zanzibar[réf. nécessaire].
Outre les 18 ethnies, certaines communautés d'origines diverses issues d'une immigration récente (à partir des années 1900) se sont installées sur l'île. Il s'agit notamment :
- des Comoriens, vivant principalement dans les provinces d'Antsiranana et Majunga ;
- de la communauté européenne (« Vazaha »), descendants de colons ou expatriés installés sur l'île depuis l'indépendance ;
- de la communauté chinoise d'origine cantonaise (« Sinoa»), pour la plupart commerçants de détail et alimentaire ;
- de la communauté indo-pakistanaise (« Karana »), propriétaires de magasins particuliers et de bijouteries.

#### Famille
La première définition de la famille malgache est un cercle très large, par rapport à la notion de famille européenne moderne. Si la lignée génétique est définie jusqu'aux arrière-arrière-grands-parents, la famille débute à ce point connu. Et le mariage devient difficile entre neveux, nièces... D'où la notion importante « être de la même razana » (ancêtre, lieu d'enterrement...).
La deuxième définition est la famille par consentement mutuel, formée par des liens d'entraide très sérieux renforcés par la confiance réciproque éprouvée. Comme le lien sanguin est inexistant, le mariage est possible.
La troisième définition est le lien historique vécu. Par exemple, une haie de plantes qui a servi (autrefois) de cache contre l'ennemi, un animal qui incarne les ancêtres ou le contraire, alors ces espèces d'êtres vivants sont masina (adorés) ou ne peuvent être utilisés ni tués ni mangés : fady (interdit ou tabou).

#### Mariage
La loi no 2007- 022 relative au mariage et aux régimes matrimoniaux fixe l'âge matrimonial à 18 ans.
Le mariage dans le grand cercle familial est considéré comme un inceste, c'est un tabou.
Il est toujours défini par la procréation du couple, que les procréateurs vivent ensemble ou chacun de leur côté, le plus souvent près des parents.
L'âge de la procréation est encore majoritairement très jeune, entre 15 et 24 ans pour 40 % des naissances en 2014. Les relations se créent avec les proches de la famille ou de connaissance d'enfance.
Une fille ayant déjà accouché, même mineure, sera considérée comme adulte responsable. La formule de courtoisie « la maman de… » lui est attribuée. Elle est considérée alors libre sexuellement aux yeux de la société.

#### Sexualité
Le viol est réprimé socialement, et les responsables d'un viol sont considérés comme étant atteints d'une maladie psychiatrique. L'inceste est considéré comme une malédiction. La mise à l'écart de la vie sociale est automatique.
La jeune fille n'a pas d'âge minimum pour avoir des relations sexuelles, d'où l'expression mbola tsy mahasaky lehilahy (« ne supporte toujours pas les hommes »). Madagascar a signé de multiples conventions de protection de l'enfance.
Depuis 2007, notamment d'après la loi no 2007 022 du 20 août 2007 relative au mariage et aux régimes matrimoniaux (Journal officiel de la république de Madagascar no 3 163 du 28/01/08, p. 131), en son article 3, « L’âge matrimonial est fixé à 18 ans. Toutefois, avant cet âge et pour des motifs graves, sans préjudice des poursuites pénales relatives aux infractions aux mœurs, le président du Tribunal de première instance peut autoriser le mariage, à la demande du père et de la mère ou de la personne qui exerce l’autorité sur l'enfant et avec leur consentement exprès ainsi que de celui-ci. Le consentement doit être donné devant le président du Tribunal de première instance et constaté dans la décision judiciaire autorisant le mariage ».
La première relation sexuelle, à la nubilité, est un critère de jugement familial et social. Pour toute jeune fille non indépendante, une première relation sexuelle est une honte qui peut la pousser vers la prostitution occasionnelle sans le soutien moral, financier des proches ou du père de son enfant éventuel. La prolifération du tourisme sexuel par sa réputation lucrative est la cause, ou la conséquence, de ces phénomènes échos de la pauvreté sociale : éducation, économie[réf. non conforme].
L'homosexualité n'est pas admise mais tolérée dans la société malgache, beaucoup de parents malgaches renient cependant leur enfant à partir du moment où ils apprennent son homosexualité. Il subsiste un rejet social.

### Langues
Le malgache est la langue nationale de Madagascar mais chaque région a aussi sa propre langue maternelle. Le français est la deuxième langue officielle, parlée par environ 26,5 % de la population, soit 7,7 millions de personnes sur 29,1 millions d'habitants en 2022. Selon les statistiques de l'académie malgache, dans tout Madagascar en 2012, 0,57 % du peuple malgache parlait uniquement le français, 15,87 % le pratiquait occasionnellement et 83,61 % ne comprenait que le malgache. L'anglais aussi fut langue officielle de 2007 à 2010,. Cependant, la nouvelle Constitution de novembre 2010 ne mentionne que le malgache (langue nationale) et le français comme langues officielles, l'anglais ayant disparu du texte.
Malgré la diversité du peuplement qui est à l'origine des différents parlers dans toute l'île, une langue commune s'est constituée : le malgache (officiellement : malagasy). Celui-ci est devenu aujourd'hui[Quand ?] la langue officielle du pays : c'est le parler de l'Imerina (région de Tananarive et d'Ambohimanga) qui a été choisi comme langue officielle en raison d'une longue tradition d'écriture remontant à la première moitié du XIXe siècle.[réf. nécessaire] Linguistiquement, le malgache se rattache à la famille austronésienne. Le malgache appartient donc au groupe malayo-polynésien de type occidental.
Les premiers outils linguistiques ont été créés en 1828, mais le premier texte fut diffusé en 1835. Et la publication de la Bible malgache imposa rapidement le modèle d'une langue écrite et d'un style noble. Les manuscrits malgaches du XIXe siècle (surtout des discours royaux, des généalogies, des comptes rendus d’événements ou de voyages importants) sont relativement nombreux, mais beaucoup d’entre eux ont été détruits au moment de la conquête coloniale française. À la fin de la monarchie merina, il existait une dizaine de périodiques publiés à Antananarivo, puis la colonisation de 1896 entraîna la suppression de la presse malgache. Cependant, les journaux de l’époque avaient pris l'habitude de publier en malgache des poèmes et des textes littéraires en prose (contes, fables, nouvelles, etc.). Aujourd’hui, la presse et la littérature malgache semblent bien vivantes. Toutefois, le marché de l’édition malgache demeure extrêmement limité en raison du prix élevé des coûts de fabrication du livre.[réf. nécessaire]

#### Francophonie
Madagascar est aussi membre de l'Organisation internationale de la francophonie.
Les régions de Analamanga, Atsinanana et de Menabe font partie de l'Association internationale des régions francophones et de l'Association internationale des maires francophones (AIMF).

### Éducation
En 2013 environ 35 % de la population adulte est analphabète. Le taux d'alphabétisation des jeunes hommes est très légèrement supérieur à celui des jeunes femmes. Les investissements publics pour l'éducation correspondent à 10,7 % des dépenses gouvernementales dans la période de 2009-2016. La part réservée à l'enseignement supérieur dans le budget public de l'éducation a dégringolé de 32 % au début des années 1990 à environ 13 % en 2000. « Un assistant débutant touche 300 euros et un professeur titulaire en fin de carrière environ 440 », explique Émile Rakotomahanina Ralaisoa, ancien recteur de l'université d'Antananarivo.[réf. nécessaire] Même si c'est largement au-dessus du SMIC local, qui est de 250 000 ariary par mois (soit plus de 52 euros), la profession reste sous-payée. Les dépenses courantes pour l'enseignement primaire sont d'environ 57 dollars américains (parité de pouvoir d'achat) par élève.

#### Système éducatif malgache
Depuis 1972, l'enseignement national à Madagascar se dissocie du programme de la France d'où la distinction entre statuts national et international. Deux classes d'écoles apparaissent : les écoles malgaches « d'État » et les écoles françaises « diplomatiques ».
Le malgache devient la langue officielle dans toutes les écoles et les administrations. Le français devient la première langue enseignée et l'anglais la deuxième. Cette révolution intellectuelle n'a pu bénéficier d'aucune année préparatoire. Aucun programme de création du vivier professoral n'a été prévu.
Des bacheliers sont recrutés par différents corps de l'armée, avec « discipline et patrie », avant de devenir des professeurs contractuels durant une année scolaire maximum.
Au début des années 1990, des écoles primaires privées fleurissent ici et là, revendiquant le modèle français d'enseignement. Cela constitue un espoir de se projeter vers l'Europe, pour des parents prêts à se sacrifier dans le paiement de droits de scolarité (écolage) exorbitants pour la majorité des ménages. En 2008, ces écoles se sont multipliées dans beaucoup de villes.

#### Centres universitaires nationaux et écoles internationales
Chacune des capitales des six provinces dispose de son université : l'université d'Antananarivo, l'université d’Antsiranana, l'université de Fianarantsoa, l'université de Mahajanga, l'université de Toamasina et l'université de Toliara.
Il existe aussi d'autres écoles d'enseignement supérieur :
- à Antananarivo : l'Institut national des sciences comptables et de l'administration d'entreprises[126], et l'Institut supérieur de technologie[127].
- à Antsiranana : l'Institut supérieur de technologie (spécialités : télécommunication et réseaux, commerce, finance, froid et climatisation, électrotechnique).

On trouve également diverses écoles internationales, dont des établissements financés par l'Agence pour l'enseignement français à l'étranger (AEFE) dépendant du ministère français de l'Éducation nationale. L'AEFE compte une vingtaine d'établissements homologués dans le pays.
En 2024, Madagascar est classé en 110e position pour l'indice mondial de l'innovation.

### Santé

#### Famine et paludisme, deux menaces en suspens

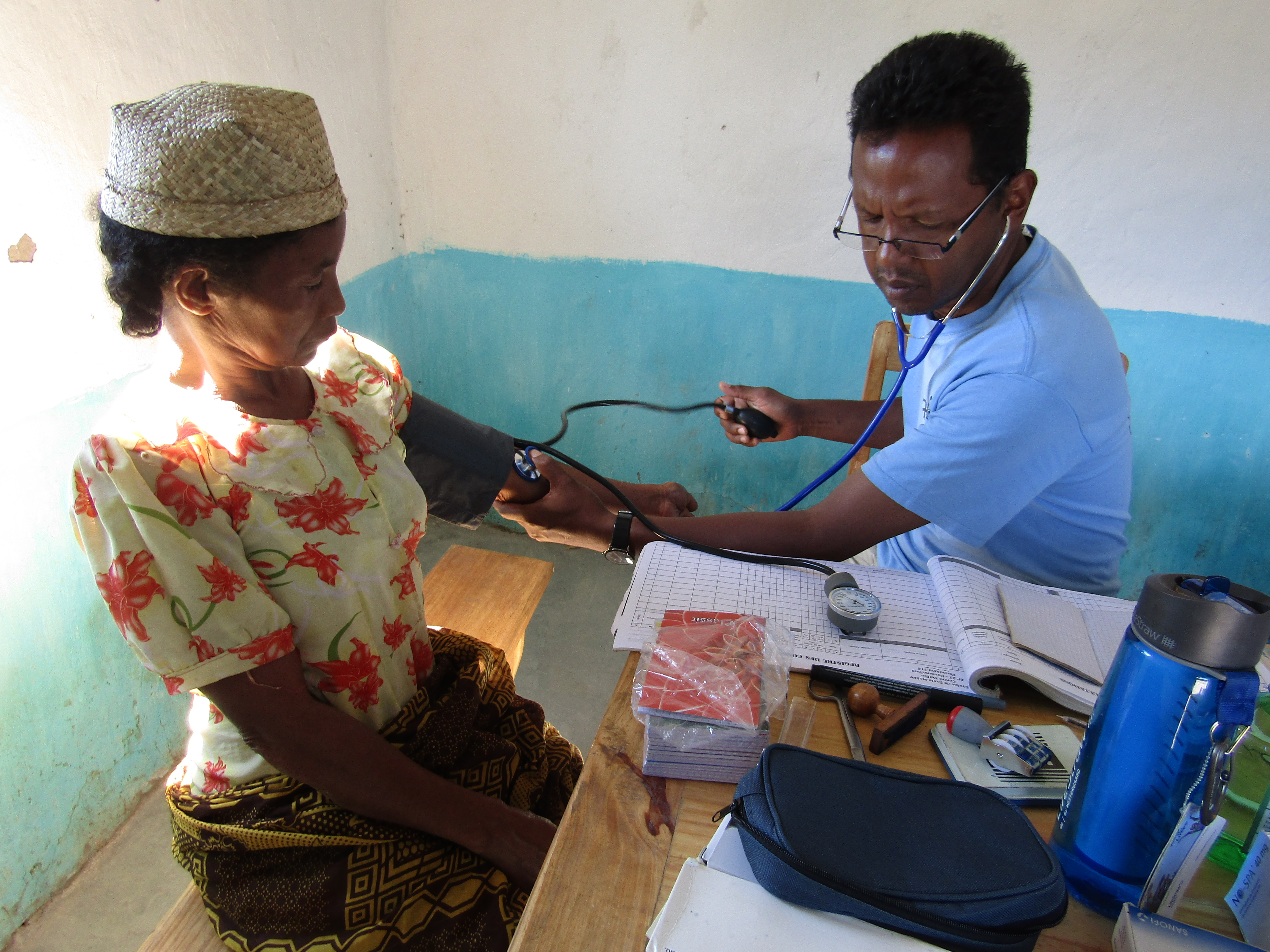
Consultation gratuite auprès d'un médecin itinérant.

- Famines, épidémies : les grands fléaux qui déciment certaines autres régions d'Afrique ne frappent pas Madagascar avec la même fréquence ni la même ampleur catastrophiques. Mais l'équilibre y reste précaire. Si la pluie tant attendue au début de l'été ne tombe pas, les maigres réserves sont vite épuisées. Le sud est toujours la région la plus menacée par la sécheresse, qui y est appelée kéré. La zone critique se situe aux environs d'Ambovombe (région Androy).
- Autre mal endémique : le paludisme. On parle d'une recrudescence alarmante de la maladie et on en attribue la cause à une résistance des plasmodiums à la chloroquine, ce qui ferait échec à la prise classique de quinine ou de nivaquine[réf. nécessaire].
- Sida : le taux de prévalence du VIH est relativement bas à Madagascar ; cependant, entre 2003 et 2013, l'épidémie est passée de « naissante » à « concentrée » au niveau de certains groupes de la population (principalement les hommes ayant des rapports homosexuels, les professionnelles du sexe et les utilisateurs de drogues injectables)[130].
- Syphilis : forte prévalence des infections sexuellement transmissibles classiques : 1 femme enceinte sur 20 et 1 professionnelle du sexe sur 7 sont positives à la syphilis[130].
- Peste : maladie endémique, le pays abrite quelques foyers de peste qui apparaissent chaque année autour de la saison des pluies. Madagascar est l'un des pays les plus touchés par cette maladie dans le monde[131].
- Cysticercose : prévalence de la cysticercose active pouvait estimée en 2003 à environ 10 %, qui plaçait donc Madagascar parmi les pays les plus touchés dans le monde[132][réf. non conforme].
- Lèpre : elle a touché longtemps une grande partie de la population (la Fondation Raoul-Follereau a été impliqué dans son éradication) ; Madagascar est l'un des cinq pays d'Afrique les plus touchés[8].

### Religion
Les groupes religieux locaux déclarent que 70 % de la population est chrétienne et se répartit comme suit : Catholiques romains (34 % de la population), Église presbytérienne de Jésus-Christ à Madagascar (Église FJKM, 18 %), luthériens (14 %) et anglicans (4,5 %) en 2022.
Outre le culte des ancêtres, d'autres religions orientales sont également présentes sur l'île. L'islam a d'abord été apporté sur l'île au Moyen Âge par les Arabes et les commerçants somaliens musulmans qui ont créé plusieurs écoles islamiques le long de la côte orientale[réf. souhaitée]. Bien que l'astrologie islamique se soit propagée à travers l'île, la religion islamique a d'abord échoué son implantation, sauf dans une poignée de localités côtières du sud-est avant de connaître ces dernières années une expansion dans toute l'île[réf. nécessaire]. Aujourd'hui[Quand ?], les musulmans représentent une minorité de la population malgache (15 %), et sont largement concentrés dans les provinces du nord-ouest de Mahajanga et d'Antsiranana (Diego Suarez). Les musulmans sont divisés entre des ethnies malgaches, indo-pakistanaises et comoriennes. Plus récemment, l'hindouisme a été introduit à Madagascar à travers des personnes qui immigrèrent de la région du Kâthiâwar en Inde vers la fin du XIXe siècle. La plupart des Indiens de Madagascar parlent gujarati ou hindi[réf. nécessaire].
Le temple hindou se trouve actuellement à Ivandry[réf. nécessaire].
Un animisme est aussi présent dans certaines ethnies du sud de l'île.

### Pauvreté
Selon la Banque mondiale, 75 % de la population vivait toujours sous le seuil international de pauvreté à 1,90 dollar par jour en 2019 — un taux nettement supérieur à la moyenne régionale de 41 %.
Le pays occupe la quatrième place mondiale en termes de malnutrition chronique. Près d’un enfant de moins de 5 ans sur deux souffre d’un retard de croissance. En outre, Madagascar compte parmi les cinq pays où l’accès à l’eau est le plus difficile pour la population. Douze millions de personnes n’ont pas accès à l’eau potable, selon l’ONG WaterAid.
En ce sens, l'ONG La Source Jeune permet de venir en aide aux Malgaches en leur permettant de construire des puits et d'en faire bénéficier les populations locales. Les forages ont lieu dans les zones les plus reculées où l'accès à l'eau potable est l'un des problèmes majeurs.
Plus d’un million de personnes se trouvent en 2021 en situation d’insécurité alimentaire aiguë dans le sud de Madagascar.

## Économie
La création de l'euro favorise la vigueur de la monnaie malgache maintenue indépendante par rapport à la devise de l'ancienne métropole coloniale (le franc français), face au monopole du dollar américain de référence, auparavant fort.

Évolution du PIB réel par habitant de Madagascar.

En mai 2003, l'ariary remplace le franc malgache (FMG) comme monnaie à Madagascar. À partir de cette date, un double étiquetage est appliqué dans les commerces et sur les marchés jusqu'au basculement officiel, le 1er janvier 2005. Depuis cette date, seul l'ariary a cours officiel dans le pays (1 ariary = 5 FMG).
La corruption est élevée dans les administrations du pays. Le Centre de recherches et de publications sur les relations entre le tiers-monde et l’Europe (Cetim) dénonce ainsi le « pillage » des ressources naturelles malgaches, notamment par les concessions minières et les trafiquants de bois précieux. Les zones franches sont également sources d’immenses profits pour les entreprises, aux dépens des salariés, souvent privés de tout droit.
Depuis des décennies, Madagascar fait face à une croissance insuffisante et une pauvreté persistante, en grande partie à cause de faiblesses de la gouvernance, d'un développement inadéquat du capital humain et physique, et d'une transformation structurelle lente. La situation est exacerbée par l'augmentation des crises climatiques et la vulnérabilité accrue aux chocs extérieurs. En outre, la faible croissance économique combinée à une croissance démographique rapide a fait de Madagascar l'un des pays où le taux de pauvreté est parmi les plus élevés au monde, atteignant 75 % en 2022 si l'on se réfère au seuil de pauvreté national.
Bien que la croissance économique se soit ralentie, passant de 5,7 % en 2021 à 3,8 % en 2022, en grande partie à cause des retombées de la guerre en Ukraine et des chocs climatiques, elle s'est progressivement redressée. La croissance devrait poursuivre son redressement et se stabiliser à 4 % en 2023, avant de s'accélérer pour atteindre environ 4,7 % en 2024-25. Les pressions inflationnistes se sont intensifiées, l'inflation globale passant de 6,9 % en juin 2022 à 11,3 % en juin 2023. L'inflation devrait se maintenir à 10,5 % en 2023, avant de se modérer pour atteindre environ 8,5 % en 2024-25.
Le déficit des comptes courants s'est creusé, passant de 5 % du PIB en 2021 à 5,6 % en 2022. Toutefois, une baisse des prix mondiaux du pétrole devrait contribuer à une nouvelle réduction du déficit des comptes courants à 4,5 % du PIB en 2023-25, la baisse des importations étant supérieure au ralentissement des exportations. Le rebond des exportations pourrait toutefois se heurter à des difficultés, car les politiques d'importation restrictives - telles que l'abaissement des niveaux de nicotine autorisés dans les produits alimentaires importés - des principaux partenaires commerciaux de Madagascar dans le secteur de la vanille sont susceptibles d'entraver les progrès.
Le déficit budgétaire global s'est creusé, passant de 2,8 % du PIB en 2021 à 6,4 % en 2022, et la dette publique totale a augmenté pour atteindre 56,9 % du PIB en 2022. Cette détérioration du solde budgétaire résulte en grande partie du report des paiements des droits pétroliers par les distributeurs de pétrole. Le règlement de ces dettes croisées devrait ramener le déficit budgétaire à 3,8 % du PIB en 2023, les recettes fiscales passant de 9,6 % du PIB en 2022 à 12,8 % en 2023. En outre, l'augmentation progressive prévue des dépenses en capital de 5,1 % du PIB en 2021 à 8,7 % en 2025 reflète l'amélioration de l'exécution du budget et la mise en œuvre des projets prioritaires du gouvernement.

### Système des banques
En 1889, naît la première banque de Madagascar[réf. nécessaire].
Le système bancaire de Madagascar est entièrement privatisé depuis 1998-1999. Le pays abrite une banque centrale et plusieurs banques primaires et institutions de microfinance.

### Mandats postaux
Une minorité reçoit des revenus périodiques mensuels de l'extérieur de la part d'un membre de la famille. La somme est évaluée à 50–100 € nets en moyenne par famille.

### Exportation
- 1950, riz de luxe[140], café, cacao, poivre, tapioca[141], pierres précieuses[140] (bijoux), pierres semi-précieuses, uranium (1 000 tonnes de 1950 à 2008 exploité par la France), or (exploité par la France), bauxite (industries), cobalt.
- 1975, pétrole exploité par la société Amoco (États-Unis). Abandon en raison du manque de rentabilité ;
- 1975-1990, période marxiste, économie au ralenti tournée vers le bloc de l'Est ;
- 1990-2002, vanille[140] gousse (1er pays producteur en qualité), début de l'exploitation industrielle intensive de la mer par l'UE[142], tentative d'exportation de la viande de zébu malgache[143]. Exportation de crevettes d'élevage par des Malgaches d'origines française et indo-pakistanaise (premières créations d'emploi dans l'industrie de la crevette) ;
- 2002-2008, reprise de l'exploitation :
  - du pétrole, cette fois-ci par la Texaco, favorisé par la hausse du prix du baril, donc le retour à la rentabilité des gisements de Madagascar,
  - de l'uranium par la société Areva,
  - de l'ilménite par la société anglo-australienne Rio Tinto[144],
  - du nickel par Dynatec et Arcelor.
  - 2009 : Madagascar devient producteur de niobium[145] métal de transition qui permit le vol Apollo 11 ;
- entre 2008 et 2009, Madagascar a exporté environ 25 000 tonnes de litchi vers l'Europe[146][réf. non conforme] ;
- montant total des exportations : 1 040 millions de dollars en 2009[147]

### Importation
De riz depuis :
- 1978 de Chine ;
- 1998 du Pakistan, de l'Inde, de la farine de blé de France ;
- 1980 début avec la Chine de la provende[148] pour bétail ;
- 2004 d'Asie ;
- montant total des importations : 1 836 millions de dollars en 2009.

Depuis 2015, la Chine est devenue le premier partenaire commercial de Madagascar et la plus grande source d'importations, selon les Douanes malgaches.

### Ressources en exploitation
C'est l'OMNIS, une agence du ministère de l’Énergie qui est chargée de l'exploration et de la gestion des ressources minières et en hydrocarbures malgaches
- 1980 : découverte d'uranium dans le sous-sol de Madagascar[150]
- 1995 : découverte de pétrole offshore (sous-marin) au large de Fort-Dauphin
- 2008 : début d'exploitation de pétrole onshore (souterrain)

### Grandes entreprises étrangères implantées
- Sumitomo Corporation et Sherritt International : exploitation de nickel et de cobalt à Ambatovy
- Total : exploitation de gisements pétroliers notamment celle de Bemolanga qui a été stoppée car jugée peu rentable
- Areva : exploitation d'uranium
- WISCO : exploitation des gisements de fer de Soalala.
- Rio Tinto : exploitation de l'ilménite dans le sud, à proximité de Fort-Dauphin.

Enjeux pétroliers
Sur l’ensemble du territoire malgache, 20 blocs d’exploration pétrolière à terre et 264 en mer sont recensés. Aujourd'hui[Quand ?], Madagascar compte 15 entreprises pétrolières en concurrence dont Sterling Energy (Royaume-Uni), Wilton Petroleum (Royaume-Uni), Tullow Madagascar (Royaume-Uni), Amicoh (Royaume-Uni), Essar Energy (Inde), Niko Ressources (Inde), Varun Petroleum (Inde), Exxon Mobil (États-Unis), Total (France), Candax (Canada), Sunpec (Chine), Roc Oil (Australie) et Sapetro (Nigeria). Parmi ces entreprises, on comptera deux entreprises malgaches, Madagascar Oil et Petromad.

### Transports
Madagascar dispose de 836 km de voies ferrées et d'environ 49 250 km de routes dont 1 724 km goudronnées.
Elle possède 11 aéroports à liaisons commerciales régulières (Antananarivo-Ivato, Nosy Be Fascène, Toamasina, Tolagnaro, Toliara, Mahajanga Amborovy, Antsiranana Arrachart, Maorantsetra, Morondava, Sambava et Sainte-Marie).
80 % du trafic maritime de marchandises à l'international est assuré par le port de Toamasina (Tamatave).

### Énergie
En 2019, seuls 15 % des habitants disposent de l'électricité. Ce taux n'a pas évolué depuis huit ans. La plupart des personnes s'éclairent à la bougie ou à la lampe à pétrole
En 2011, la production d’électricité du pays atteint 1 328 GWh et est issue à :
- 52 % de l’énergie hydroélectrique, soit 690 GWh ;
- 48 % d’énergies fossiles, soit 638 GWh.

En 2001, les énergies renouvelables représentaient 63 % de la production totale d’électricité. Le potentiel de développement de l’hydroélectricité est par ailleurs élevé, le pays n’en exploitant que 132 MW alors que la ressource totale est estimée à 7 800 MW. L'énergie solaire photovoltaïque représente aussi un fort potentiel en raison du bon ensoleillement disponible et de la possibilité de construire des petites unités de production non connectées au réseau électrique.

### Économie informelle
L'économie informelle échappe à l'évaluation nationale du PIB. Cette classification vient du fait que les revenus financiers produits en monnaies fiduciaires, sont friables et sans traçabilité. Pourtant ce sont des devises monnayables à l'international mais de sources non vérifiables, donc non comptabilisée comme indice de croissance du pays, en l'absence de contrôle imposé par l'État. Cette manne fait vivre un peu plus de 30 % de la population mais la valeur de la monnaie nationale s'en retrouve lourdement affectée auprès des organisations de valorisation économique, comme le FMI.

### Tourisme

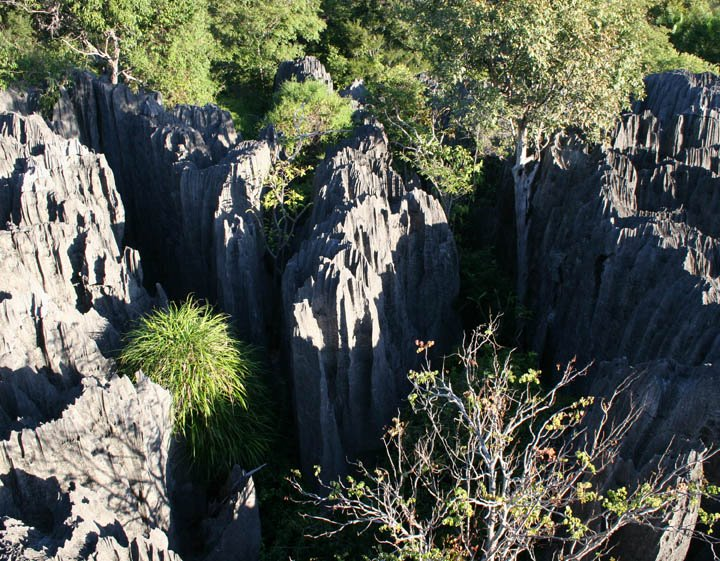
Formations rocheuses tsingy dans le Tsingy de Bemaraha, Madagascar.

En 1984, le gouvernement malgache a décidé d'élargir l'ouverture du pays au tourisme. Madagascar possède des potentialités très importantes pour le développement du tourisme, mais ce secteur est encore en lente progression. Les parcs nationaux, comme ceux du Tsingy de Bemaraha, d'Andasibe-Mantadia, d'Isalo, de Ranomafana ou d'Ankarana constituent des destinations prisées pour les visiteurs internationaux qui veulent découvrir la faune et la flore unique de l'île. Le nombre de touristes internationaux fluctue en fonction des conjonctures ; ainsi, après la crise politique de 2009, il a fortement chuté. Le record annuel d'entrée de touristes à avoir visité le pays est de un peu moins de 300 000 personnes en 2016, ce qui a généré l'entrée de 702 millions de dollars en devise.
En mars 2020, la fermeture des frontières à suite de la pandémie de Covid-19 a également fortement affecté le secteur touristique malgache durant les deux années qui ont suivi. Depuis la levée des restrictions en avril 2022, on observe une timide reprise de l'activité : entre janvier et novembre de cette même année 106 000 personnes ont visité l'île.
Malgré son haut potentiel touristique, le tourisme à Madagascar est sous-développé. Les attractions touristiques malgaches incluent ses plages et sa biodiversité. Pendant les années 1990, le tourisme était le deuxième revenu d'exportation du pays et lui rapporta près de 50 millions de dollars. Le nombre de touristes visitant le pays ne cesse d'augmenter depuis les années 1990, malgré des baisses ponctuelles dues aux instabilités politiques, et devrait atteindre 500 000 visiteurs en 2018. La grande majorité des touristes sont français ; cela s'explique par les liens historiques et linguistiques qu'ont les deux pays.

### Marché local

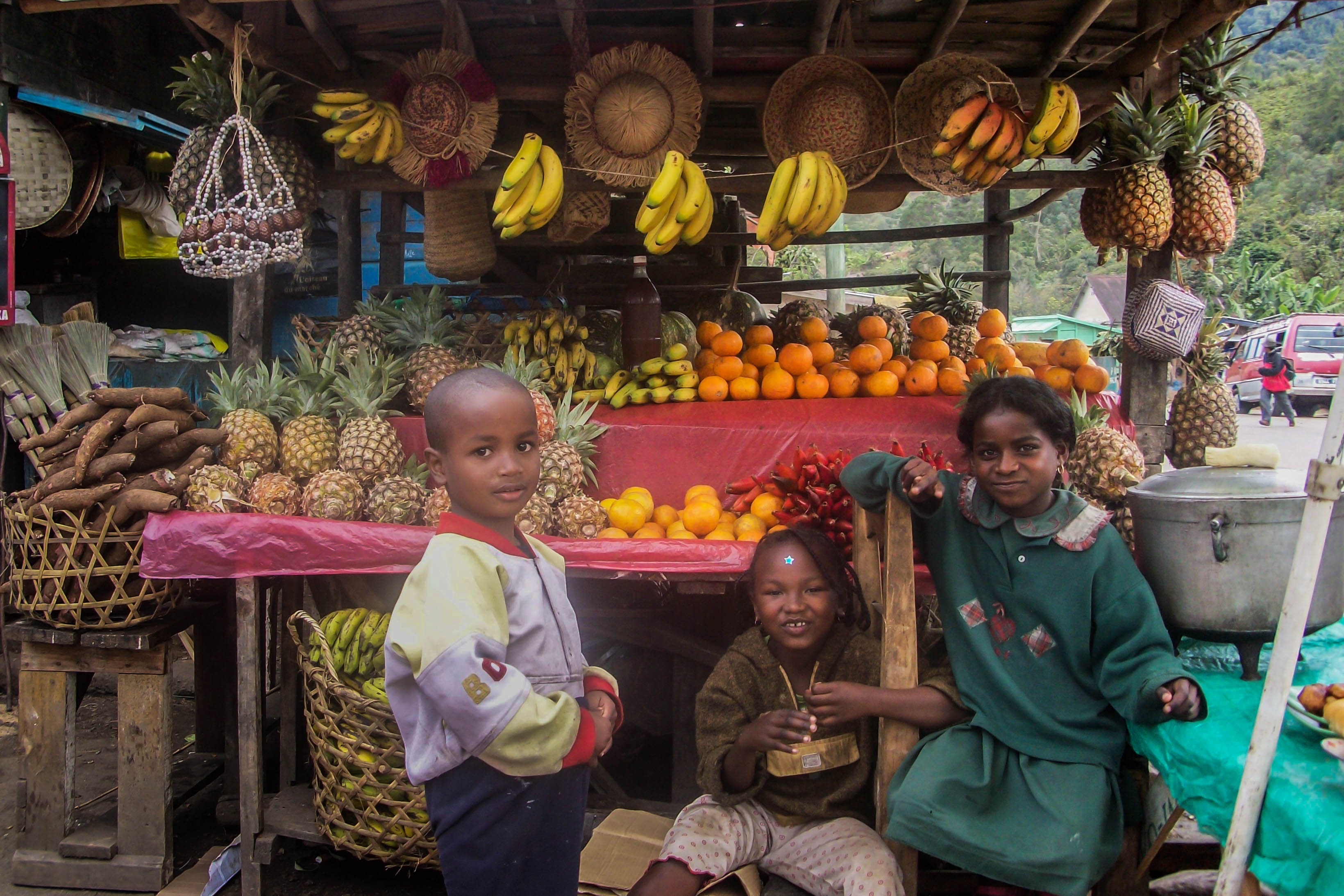
Vente de primeurs.

Privée de comptabilité officielle, la production rurale écoulée ne laisse aucun indice économique. Ce secteur englobe l'élevage bovin, la culture du riz, la pêche artisanale, etc. Des ONG achètent des productions artisanales pour les vendre en France et réinvestir les gains dans l'éducation et l'économie malgaches.

### Main-d'œuvre locale
Le salaire moyen mensuel par habitant à Madagascar compte parmi les plus bas du monde. En 2022, il était estimé à environ 44 euros par mois. Le 1er mai 2022, le gouvernement et le patronat malgache ont fixés le salaire minimum mensuel à 250 000 ariary soit environ 52 euros.

### Accaparement des terres
Madagascar occupe le premier rang dans le classement des pays africains par rapport à la superficie des terres cédées aux investisseurs étrangers avec 3,7 millions d'hectares de terres agricoles cédées. L’engouement pour les terres se poursuit dans le cadre d’autres projets agricoles ou miniers, et la transparence fait parfois défaut.
Daewoo, entreprise coréenne, avait obtenu un bail pour l’exploitation de plus d’un million d’hectares de surfaces agricoles en 2009, en échange de la promesse d’infrastructures et d’emplois. Cette zone était aussi grande que la moitié des biens arables du pays. Ce bail est arrêté après le coup d'état de 2009, qui conduit au départ forcé du président Marc Ravalomanana.
465 000 hectares de terres à Madagascar avaient été loués à une société indienne, Varun International, pour cultiver du riz pour la consommation en Inde.
Cela a été annulé par le nouveau gouvernement.
L’achat des terres agricoles par de nouveaux investisseurs non occidentaux en pays tropicaux est habituellement présenté comme un accaparement inédit des terres paysannes.
La situation est souvent celle-ci : les investisseurs arrivés de longue date dans ces pays contrôlent la production, les filières et la commercialisation des denrées, sans avoir besoin d’endosser de nombreux aspects du « mic-mac » de la gestion des exploitations et la responsabilité éthique des revenus de misère de la main d’œuvre.
La terre reste nominalement propriété des paysans locaux mais la production et les valeurs ajoutées sont la propriété de fait des investisseurs étrangers et de quelques cooptés locaux. Ces derniers sont tenus par une corruption de longue date à laquelle aucun nouvel arrivant ne peut se soustraire. Il s’agit de situations acquises durant la période coloniale et consolidées pendant les cinquante années qui ont suivi.
Les investisseurs des pays émergents n’ont pas ces avantages d’antériorité de présence. Ils doivent payer au prix fort la terre, prendre en charge les investissements de terrain, gérer les aléas des facteurs de production, faire face directement aux conflits sociaux éventuels, payer plus cher la main d’œuvre et faire sur-enchère sur des décideurs déjà corrompus.
Les aspects de la contre-attaque des premiers arrivants sont multiformes : pression directe sur les États producteurs et indirecte par des institutions internationales pour annuler des contrats, faux semblants humanistes souvent repris sincèrement par les citoyens des pays développés, manipulation de la société civile organisée urbaine des pays sous-développés (presse locale et ONG locales corrompues, etc.).
Parfois aussi, des efforts sous forme d'opportunités immédiates mais aux bénéfices incertains à long terme, sont consentis à la paysannerie locale. À titre d’exemple, la flambée multifactorielle des prix de la vanille a introduit une concurrence qui a rapidement amélioré les revenus paysans des Malgaches mais également fragilisé la position monopolistique des importateurs traditionnels. Le fonds Danone, le Suisse Firmenich et l’Américain Mars ont mis 120 millions d’euros sur la table en 2018 pour différents pays producteurs. À Madagascar, ils aideront 3 000 producteurs en contrepartie de l’asservissement de leur production à leur filière pendant 10 ans.

### Commerce en ligne
Depuis l'amélioration significative des offres de connexion à Internet, le commerce en ligne a connu un développement timide mais constant. En 2017, un internaute malgache sur dix déclare avoir déjà effectué un achat en ligne. Les produits les plus achetés sur Internet concernent la haute technologie et le prêt-à-porter, ces deux catégories rassemblant à elles seules près de 50 % des ventes en ligne. Les freins majeurs au développement du commerce en ligne à Madagascar sont le manque de confiance dans l'économie numérique et les problèmes de paiement en ligne. C'est ainsi que la majorité des achats en ligne sont payés en espèces à la livraison. Malgré tout, plus d'un non-consommateur sur deux affirme être prêt à acheter sur Internet.

## Culture et patrimoine

### Arts visuels et plastiques
L'art malgache est toujours vivant, mais une certaine standardisation gagne l'artisanat qui devient un produit de consommation et perd donc beaucoup de sa naïveté créatrice.

#### Le bois

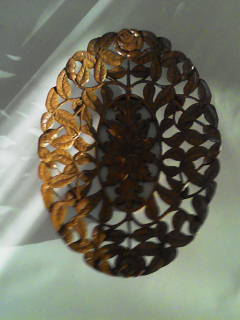
Litho dentelle en palissandre de Jean Chrysostome, sculpteur originaire de la communauté Zafimaniry dont le savoir-faire du travail du bois est inscrit sur la liste représentative du patrimoine culturel immatériel de l’humanité de l'UNESCO

L'art malgache du bois s'enracine dans les traditions des peuples de la forêt. Ébène, bois de rose, palissandre, espèces connues et inconnues ont fourni le matériau principal à l'architecture jusqu'au XIXe siècle, aux sculptures ornant les tombeaux, dans le sud, au pays mahafaly, au bois de lit taillé aux ciseaux dans la région d'Antananarivo ou à la marqueterie d'Ambositra. Les masques sculptés dans le palissandre massif ou le bois de rose sont introuvables maintenant. Ils représentaient les différents types morphologiques des clans et des tribus. Cet art a disparu. On trouve encore des masques mahafalys dans le sud mais ils se rapprochent plus de l'art africain (ils sont creux et peints). Les boîtes à miel en forme de zébu ou les boîtes en bois vieilli aux dessins géométriques ont également presque disparu. Les motifs géométriques employés dans tout l'artisanat malgache (bois ou orfèvrerie) se réfèrent à un langage de signes dont la signification est perdue. Si on ne compte plus de sculptures de masques, des artisans exposent encore des personnages en bois peint, habillés de tissus colorés et qui représentent différentes activités de la vie quotidienne. De jolies boîtes en bois de rose sont décorées de marqueterie naïve.

#### Le lamba
Cette pièce de tissu est incontestablement le produit artisanal malgache le plus original. Il est partie intégrante de la civilisation de l'île. Le lamba simple recouvre les épaules des femmes des hauts plateaux, il est en coton blanc ou tissé de soie sauvage d'andibe (une araignée qui confectionne des toiles géantes et dont la soie rappelle celle des vers européens). Le lamba plus large et bordé de rayures de couleurs sert de nappe de fête, dans la région des hauts plateaux. On le trouve décoré de broderies naïves. Le lambamena, c'est-à-dire linceul, en soie grège, est le plus solide pour résister à l'humidité des tombeaux. Mais il peut être aussi utilisé comme tentures ou tapisseries.

#### Les pierres
Madagascar abonde en gemmes semi-précieuses très variées. On les trouve facilement au zoma (marché) d'Antananarivo, polies en « œufs » ou en « boules ». Les pierres les plus belles sont le béryl, l'améthyste, l'aigue-marine. Ces pierres semi-précieuses sont utilisées pour la fabrication de jeux de solitaire.

### Musique

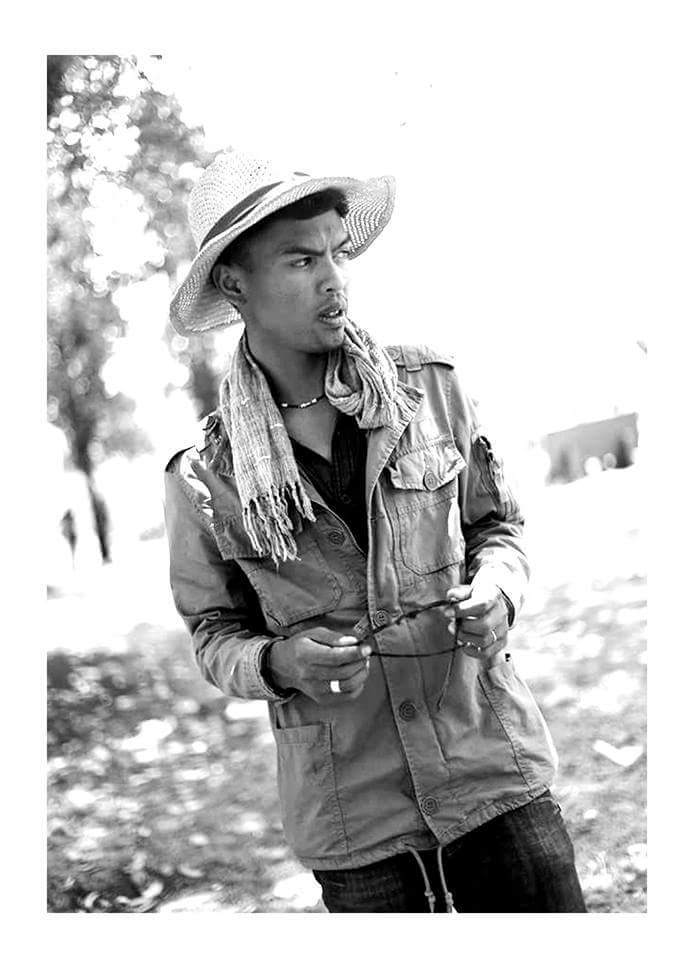
Misie Sayda

Les Malgaches sont connus pour leur créativité et la musique est un domaine dans lequel celle-ci est peut-être la plus flagrante[réf. nécessaire]. Bien que géographiquement éloigné des circuits internationaux, Madagascar commence à bénéficier d'une audience internationale pour la qualité de sa musique et de ses musiciens, tant sur le plan traditionnel (world music ou musique du monde) que moderne (jazz, world jazz, gospel, rock, metal, hip-hop, soul, variété)[réf. nécessaire].

#### Musique traditionnelle (musique du monde)
Historiquement, la musique traditionnelle (aujourd'hui[Quand ?] musique du monde ou world music) malgache a bénéficié d'une publicité internationale par le biais des grands ambassadeurs du passé, citons pour exemple : Rakoto Frah (hira gasy, ba gasy), Mama Sana, etc. C'est le type de pulse rythmique qui donne son nom au genre, bien que la signature rythmique soit commune du nord au sud de Madagascar : il s'agit des 12/8 et 6/4, tels les variantes de Salegy et le Hira gasy.
Actuellement[Quand ?], de nombreux ambassadeurs de la musique traditionnelle malgache, musiciens et leaders internationalement reconnus résident à l'étranger. Ils contribuent au renouvellement et au rayonnement des formes rythmiques et mélodiques traditionnelles à travers le monde. C'est le cas par exemple de : Régis Gizavo (accordéon et chant, musique du Sud), D'Gary (guitare et chant, musique du Sud), Erick Manana (du groupe Feo Gasy, guitare et chant, hira gasy, ba-gasy), Justin Vali (valiha et chant, hira gasy), Kilema (marovany et chant, musique du Sud), Rossy connu en métropole, etc.

##### Opéra Hira Gasy

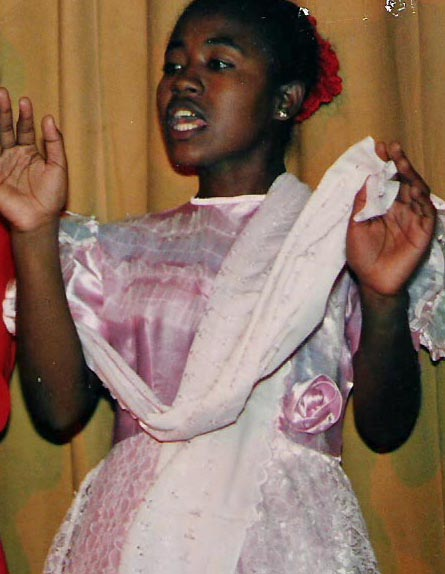
Emeline Raholiarisoa, une des principales artistes d'opéra Hira Gasy de Tarika Ramilison Fenoarivo, en tenue de scène, portant une robe de style victorien.

Un opéra unique, au monde, le Hira Gasy (distinct du vakodrazana[réf. nécessaire]), rassemble un public immense à Madagascar. Ses origines remonteraient au XVe siècle. Au début du XIXe siècle, le roi Andrianampoinimerina sollicita les troupes de paysans-artistes pour accompagner par des spectacles les travaux d'édifications de grandes rizières. Les artistes furent alors élevés au titre de mpihiran'ny andriana (« les artistes royaux »).
Puis, lorsque le royaume de Madagascar commença des relations intenses avec l'Angleterre, les troupes de mpihira gasy s'équipèrent d'instruments européens (trompettes, violons, tambours), et de costumes inspirés de ceux venus d'Angleterre : robes victoriennes pour les femmes, tenues semi-militaires pour les hommes.
Au XXIe siècle, l'opéra Hira Gasy compte plusieurs centaines de troupes de paysans — artistes qui rassemblent des centaines de milliers de spectateurs par an. La télévision, la radio, et l'Internet relayant les spectacles qui, pour la plupart sont donnés en milieu rural, en particulier durant les cérémonies de famadihana.
Cet art connaît même un rayonnement international. À l'initiative d'un pôle culturel allant des Seychelles au Canada en passant par l'Europe et les Antilles, une initiative est en cours en vue de faire inscrire l'opéra Hira Gasy sur le liste du patrimoine culturel immatériel de l'UNESCO.

#### Musique classique
Actuellement[Quand ?], Madagascar voit se former de nombreux académies, instituts, et orchestres tels l'OCPAA (Orchestre Philharmonique d'Analamanga) associé avec l'Orchestre des Jeunes récemment créé, le Jejy Music Institute, l'Anglican Music Institute (AMI), Laka association, Maestria, Harmonia Rajaofetra, le Chœur Artistique et Symphonique de Tananarive, la Camerata de Madagascar.

##### Compositeurs classiques
Le compositeur français Raymond Loucheur (1899-1979) a écrit en 1946 une Rhapsodie malgache, qui utilise des thèmes folkloriques.

#### Musique actuelle

##### Musique improvisée (jazz,world jazz, blues)
Parmi toutes les musiques modernes pratiquées par les artistes à Madagascar, la musique improvisée (jazz, world jazz, blues) est pour l'instant la seule à bénéficier d'un festival annuel internationalement reconnu et primé : le « Madajazzcar » — 21e édition en octobre 2011 — qui s'est vu décerner le label international « Djangodor - Trophées internationaux du Jazz ».
Par ailleurs, de nombreux musiciens malgaches de jazz résidant à l'étranger se réclament aussi de la tradition malgache : ils contribuent ainsi au renouvellement et au rayonnement des formes rythmiques et mélodiques traditionnelles à travers le monde. C'est le cas, par exemple, des musiciens comme Jeannot et Lalao Rabeson (piano et chant, jazz), Nivo et Serge Rahoerson (piano et chant, jazz), Tony Rabeson (batteur de jazz) et Arly Rajaobelina (piano, jazz), Sylvain Marc (basse, jazz et variété), Julio Rakotonanahary (basse et vocal), Solorazaf (guitare et vocal), Nicolas Vatomanga ou encore Charles Kely (guitare et vocal).

##### Musique de variété
La musique de variété malgache s'est fait connaître internationalement — dans le monde francophone surtout — par le groupe Les Surfs, longtemps au top du hit-parade français.
Les Mahaleo et Erick Manana peuvent aussi être intégrés car leur musique fait aussi appel aux autres genres (folk, etc.).

### Gastronomie

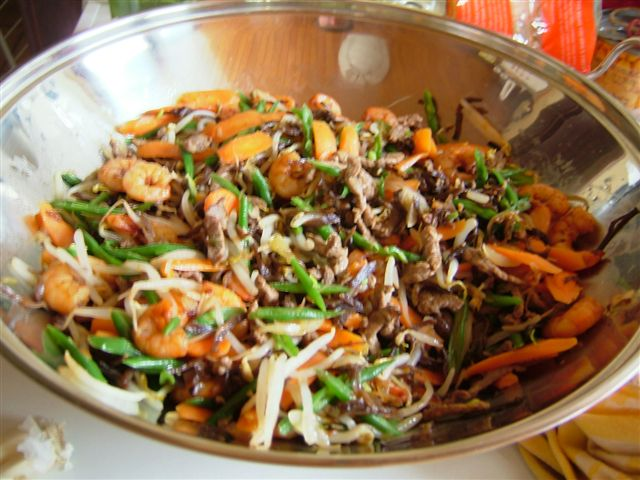
Misao.

À la base, la cuisine malgache est une base asiatique avec des influences indiennes, arabes et africaines, constitué essentiellement de riz, de bananes, de noix de coco, de fruits de mer, de poissons, de viande de zébu et de tomate. Le plat principal est souvent accompagné du « romazava », sorte de soupe d'herbes aromatiques appelées brèdes.
Du petit déjeuner au dîner, le riz (dont la culture occupe 55 % des terres cultivées) est l'aliment de base de la cuisine malgache. Il est cuit la plupart du temps à l'eau ; on le sert en premier et on y mélange, selon son goût, les autres préparations.
Un repas typiquement malgache se présente sous la forme d'un plat unique. Traditionnel, le romazava, une sorte de ragoût à base de viande de porc ou de zébu, cuit avec des brèdes et du gingembre ; ou encore le ravitoto, composé de viande de porc et de morceaux de gras, mijoté avec des feuilles de manioc pilées et relevé avec un zeste de pulpe de coco. Les achards, légumes macérés dans de l'huile, du vinaigre et du curry, et le piment, très fort, sont toujours servis à part.

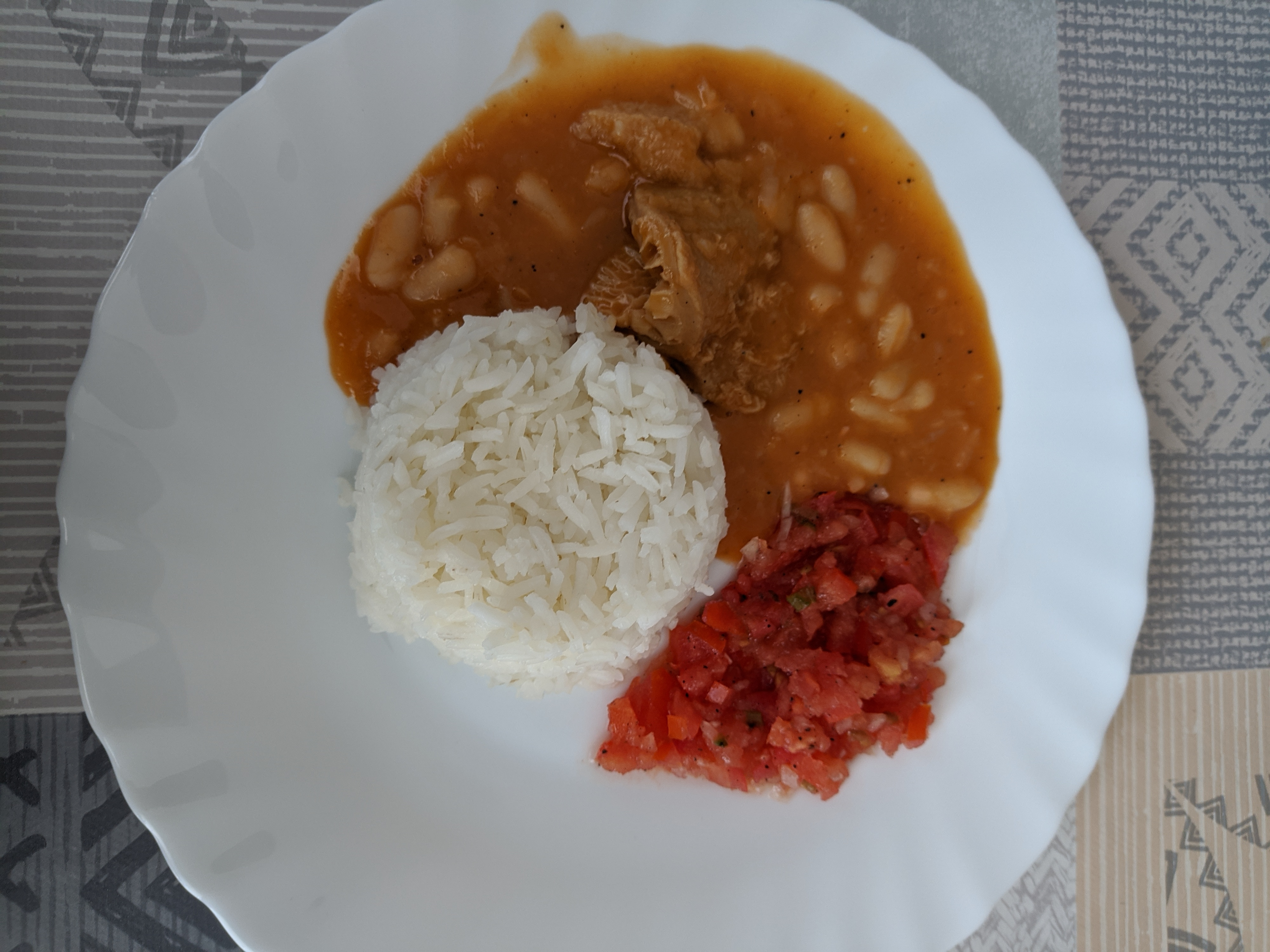
Tsaramaso sy henakisoa accompagné de riz

Sinon, il existe d'autres plats typiques, tels les sambosa (des beignets à forme triangulaire : samoussa), crevettes chinoises ; le rogay (rougail) qui est une préparation à base de tomate et d'oignons qui peut accompagner n'importe quel plat, le sakay (piment) ; le misao, un plat chinois (mian : pates - chao : sauté ou mine-sao) malgachisé, recette à base de nouilles chinoises, champignons noirs, omelette, viande hachée, carottes et haricots émincés, petit pois et sauce de soja, ou le Tsaramaso sy Henakisoa.
De manière générale, aucun plat n'est servi épicé. En revanche, un petit plat de sakay (piment) est présent à chaque repas et permet à chacun d'ajuster la saveur de son repas à sa guise.
Le tout peut être arrosé de vin malgache rouge, rosé ou blanc. Moelleux, il se boit facilement.
Les poissons d'eau douce (brochets, carpes, truites) et de mer (requins, thons, espadons) tiennent également une bonne place dans la cuisine mais c'est la langouste qui reste un des aliments privilégiés de Madagascar. De goût différent selon la région où elle est pêchée, on l'apprécie de préférence grillée et arrosée de jus de citron vert.
Tous les fruits et légumes d'Europe poussent à Madagascar, à l'exception de la cerise, et les fruits tropicaux tels que bananes, mangues, grenadilles ou fruits de la passion y abondent.
On déguste aussi un foie gras, de bonne qualité, produit sur place de façon tout à fait artisanale.
La cuisine malgache regroupe aussi une variété de mets sucrés. Parmi ceux-ci, il existe plusieurs variations de beignets, aussi communément appelé mofo : des mofo gasy et des ramanonaka (fait à partir de farine de riz et d'œuf) que l'on mange au déjeuner, du mofo akondro (beignets de bananes), des mokary (composé de farine de riz et de lait de coco), etc. Il ne faut pas oublier le koba, un dessert traditionnel de Madagascar confectionné à l'aide de cacahuètes broyées et de sucre roux. Ce mets est enveloppé dans des feuilles de bananes, pour ensuite être bouilli pour une durée de 24 à 48 heures.

### Coutumes

#### Lefamadihana(sur les hauts plateaux centraux)

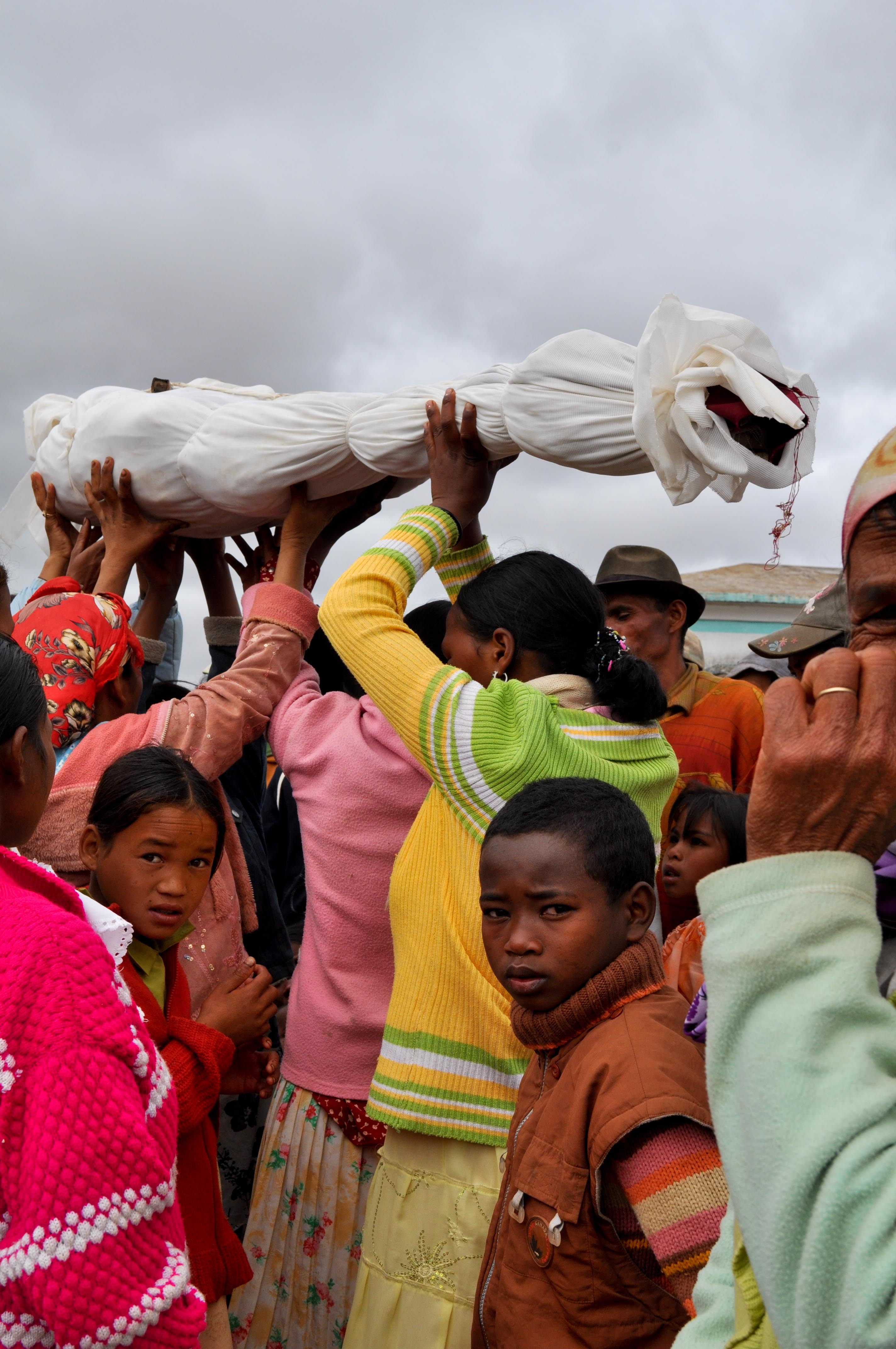
famadihana

Vieille tradition austronésienne que l'on retrouve encore dans certaines îles d'Indonésie (Bornéo et Bangka notamment), le famadihana est un rituel d'exhumation des morts propre surtout aux peuples des hauts plateaux, notamment les mérinas, et qui se raréfie du fait de la christianisation. Quand le devin en donne le signal, le clan familial décide de commencer la cérémonie dite du Famadihana (« retournement des morts »). Exhumé quelques années après le décès, le défunt est d'abord porté en procession avec un cortège de musiciens, puis les ossements, après une toilette rituelle, sont enveloppés dans des lambas traditionnellement en soie naturelle (lambamena). La fête marque le retour définitif des ancêtres (les razana) parmi leurs descendants dont ils deviendront les protecteurs. Il s'agit bien d'une fête : la liesse est de règle, les pleurs et les lamentations sont proscrites. Le repas traditionnel à cette fête est le vary be menaka, du riz avec de la viande grasse (avec beaucoup de graisse, parfois on ajoute de la viande de porc à la viande de zébu). La famille organisatrice peut même préparer des tenues spéciales pour bien marquer la fête. Cette coutume n'est propre qu'à certaines tribus de Madagascar et est aussi une occasion de rassembler la grande famille et une occasion de voir qui sont les personnes qui préservent leur relation avec cette grande famille (ayant répondu à l'invitation et apporté une contribution habituellement financière).

#### Lesfady
La vie en société est régie par les fady (interdits instaurés par les ancêtres).
À Madagascar, les fady peuvent concerner une région entière, des lieux particuliers, des familles ou une personne.
Quelques exemples des fady :
- Il est interdit de pointer du doigt les baleines.
- Ne pas tuer, ni manger des dauphins.
- Ne jamais donner de coups de pied au mur au risque d'entraîner la mort de sa grand-mère maternelle ou paternelle.
- Ne pas travailler la terre le jour du mardi.
Les fady sont des moyens utilisés par les aînés pour apprendre aux plus jeunes le savoir-vivre et l'art de se comporter en société. Et ils ont aussi des vertus dans la protection de l'environnement.

### Fêtes et jours fériés
| Date                                            | Nom français                                         | Nom local                         | Remarques |
| ----------------------------------------------- | ---------------------------------------------------- | --------------------------------- | --- |
| 1er janvier                                     | Jour de l'an                                         | Taom-baovao                       | Le premier jour de la nouvelle année est férié à Madagascar. |
| Lundi suivant Pâques                            | Lundi de Pâques                                      | Alatsinain'ny Paska               | Pâques est le premier dimanche qui suit la première pleine lune après le 21 mars. |
| 29 mars                                         | Commémoration des martyrs de l'insurrection de 1947. | Martioran'ny tolona tamin'ny 1947 | Commémoration des martyrs de l'insurrection qui a débuté le 27 mars 1947 et noyée dans le sang par l'armée coloniale française : 90 000 morts selon le commandant des troupes françaises de l'époque (Général Garbay). |
| 1er mai                                         | Fête du Travail                                      | Fetin'ny asa                      | Traditionnellement le jour de nombreuses manifestations syndicales et politiques à Madagascar. |
| 1er chawal                                      | Fête de la rupture du jeûne ou la petite fête        | Aïd el-Fitr                       | Marque la fin du ramadan. |
| Jeudi, 40 jours après Pâques                    | Ascension                                            | Andro niakarana                   | Jésus, ayant rassemblé ses disciples, rejoint son Père aux cieux. |
| Lundi suivant le septième dimanche après Pâques | Lundi de Pentecôte                                   | Alatsinain'ny Pentekosta          | Descente du Saint-Esprit parmi les apôtres. |
| 26 juin                                         | Fête nationale                                       | Fetim-pirenena                    | Commémoration de la signature de l'acte d'Indépendance de l'île, de la colonisation française, le 26 juin 1960. |
| 10 dhou al-hijja                                | La grande fête ou fête du sacrifice                  | Aïd al-Adha                       | Commémore le sacrifice du prophète Abraham. |
| 15 août                                         | Assomption                                           | Asompsiona                        | Transport au ciel de la Vierge Marie. |
| 1er novembre                                    | Toussaint                                            | Fetin'ny olo-masina               | Fête de tous les saints. |
| 25 décembre                                     | Noël                                                 | Krismasy / Noely                  | Naissance de Jésus-Christ. |

## Données statistiques
- Capitale : Antananarivo
- Population : 29 178 075 habitants (en 2022)
- Superficie : 587 040 km2
- Densité : 43,5 hab./km2
- Frontières terrestres : 0 km
- Littoral : 4 828 km
- Extrémités d'altitude : 0 m > + 2 876 m
- Espérance de vie des hommes : 68,2 ans (en 2022)
- Espérance de vie des femmes : 67 ans (en 2009)
- Taux d'accroissement naturel : 2,7 % (en 2022)
- Taux de natalité : 36,2 ‰ (en 2010)
- Taux de mortalité : 6,8 ‰ (en 2010)
- Taux de mortalité infantile : 41 ‰ (en 2011)
- Taux de fécondité : 4,6 enfants/femme (en 2009)
- Age médian : 19,6 ans (en 2022)
- Taux d'électrification des foyers : 15 % (en 2019)[176]
- Lignes de téléphone : 172 181 (en 2009)
- Téléphones portables : 8 600 000 (en 2012)
- Postes de radio : 3,05 millions (en 1997)
- Postes de télévision : 2 700 000 (en 2008)
- Utilisateurs d'Internet : 5 000 000 (en 2020)[177]
- Nombre de fournisseurs d'accès Internet : 5 (en 2007)
- Routes : 50 000 km (dont 5 000 bitumées)
- Voies ferrées : 893 km (écartement métrique)
- Nombre d'aéroports : 130 (dont 29 avec des pistes bitumées)

### Migration
Nombres de passeports à l'émigration par année :
| Ville        | 2007  | 2008 | 2009 | 2010 |
| ------------ | ----- | ---- | ---- | ---- |
| Antsiranana  | 200   | NC   | NC   | NC   |
| Mahajanga    | 190   | NC   | NC   | NC   |
| Toamasina    | 234   | NC   | NC   | NC   |
| Antananarivo | 3 000 | NC   | NC   | NC   |
| Toliara      | 20    | NC   | NC   | NC   |
| Fianarantsoa | NC    | NC   | NC   | NC   |

### Association internationale et partenaire local
| Année     | Pays           | Nom Association                                   | Partenaire local                                 | Financement cumulé moyenne 5 ans (€)                                         | Intérêts                                                         | Zone d'actions                              |
| --------- | -------------- | ------------------------------------------------- | ------------------------------------------------ | ---------------------------------------------------------------------------- | ---------------------------------------------------------------- | ------------------------------------------- |
| 1976 1962 | ONU États-Unis | UNICEF USAID                                      | Gouvernement Communauté                          | 250 000 (2010/02) 2 962 970 (2010/03)                                        | Hôpitaux-Pharmacies Écoles-Produits alimentaires Habitats-Nature | tout le pays                                |
| 1991      | France         | Aide et Action                                    |                                                  | 896 000                                                                      | Écoles-Produits alimentaires                                     | tout le pays                                |
| 1996      | France         | Partage[réf. non conforme]                        | ASA                                              | NC                                                                           | Écoles Terres agricoles                                          | autour d'Antananarivo                       |
| 1863      | Suisse         | Croix-Rouge                                       | Croix-Rouge Malagasy[réf. non conforme]          | 100 000 (2010/02) 250 000 (2009/07) 70 000 (2009/12)                         | Hôpitaux-Pharmacies Urgences humanitaires                        | tout le pays et l'océan Indien              |
| *         | France         | Français du Monde - ADFE                          | Ambassade France Autres écoles privées malgaches | Ecolages scolaires annuels Variant de 900 à 1 800 + Subvention État français | Écoles françaises homologuées France gestion et création         | tout le pays                                |
| 1984      | France         | CIRAD                                             | Ambassade France Ministère agriculture Malgache  | *                                                                            | Industrialisation Commercialisation Biologique                   | autour d'Antananarivo                       |
| 2008      | France         | SIF - Secours Islamique France[réf. non conforme] | ONU - ONG locales                                | NC                                                                           | Sécurité alimentaire Eau-assainissement Enfance                  | Antananarivo et Androy                      |
| 2010      | Suisse         | Puits en Madagascar                               | *                                                | NC                                                                           | Construction de Puits                                            | Tout le pays                                |
| 1976      | Italie         | PAM                                               | Gouvernement                                     | 300 000 (2010/02)                                                            | Programme alimentaire                                            | Antananarivo/Toliara/Toamasina/Fianarantsoa |
| *         | France         | GRET[réf. non conforme]                           | GRET-ONG[réf. non conforme]                      | 280 000 (2010/02)                                                            | Terres agricoles                                                 | Centre et Sud du Pays                       |
| 2007      | France         | Grandir Ailleurs                                  | OSCAPE                                           | *                                                                            | Éducation, économie                                              | Antsirabe                                   |

### Association locale et ressource extérieure
Les Organisations paysannes faitières : RESEAU SOA, CPM, KOLOHARENA, FIFATA, FEKRITAMA, FENAM (Filière Apiculture) en collaboration avec le Tranoben'ny Tantsaha (chambre d'Agriculture à Madagascar). Source FIDA.
| Création | Association                              | Financier extérieur | Nature de l'aide                 | intérêts                                                | Siège                       |
| -------- | ---------------------------------------- | --- | -------------------------------- | ------------------------------------------------------- | --------------------------- |
| 1974     | SAF-FJKM[réf. non conforme]              | Alliance ICCO[réf. non conforme] UNDP UNAIDS Global Funds APPEL UNICEF UE WATER AID Money For Madagascar Église presbytérienne des États-Unis | *                                | Développement humain                                    | Antananarivo                |
| 1989     | Association Akamasoa du Père Pedro Opeka | Union européenne France | *                                | Aide d'urgence Lutte contre la pauvreté Éducation Santé | Antananarivo (Andralanitra) |
| 1999     | ZOMARÉ                                   | Armor Cuisine (Paris-Bobigny) Frame Acime[réf. non conforme] Conseil général du Finistère                                                     | Produits alimentaires Fiduciaire | École de Musique                                        | Antsiranana (Diego-Suarez)  |